# Guerre de Vendée
Vous lisez un « article de qualité » labellisé en 2008.
Guerres de la Révolution française
Batailles
- 1re Bressuire
- 1re Machecoul
- 1re Saint-Florent-le-Vieil
- Jallais
- 1re Chemillé
- 1re Cholet
- 1re Coron
- 1re Chantonnay
- Pont-Charrault
- 1re Pornic
- 1re Sables-d'Olonne
- 2e Pornic
- 2e Sables-d'Olonne
- 2e Coron
- 2e Chemillé
- Les Aubiers
- 1re Challans
- Saint-Gervais
- Vezins
- 1re Port-Saint-Père
- 2e Machecoul
- 1re Beaupréau
- 1er Beaulieu-sous-la-Roche
- 1re Legé
- Thouars
- 1re Saint-Colombin
- 2e Port-Saint-Père
- 1re La Châtaigneraie
- Palluau
- 1re Fontenay-le-Comte
- 2e Fontenay-le-Comte
- Doué
- Montreuil-Bellay
- Saumur
- 3e Machecoul
- La Louée
- Parthenay
- 1re Luçon
- Nantes
- 1re Moulins-aux-Chèvres
- 1re Châtillon
- Martigné-Briand
- Vihiers
- Les Ponts-de-Cé
- 2e Luçon
- Château d'Aux
- 3e Luçon
- 1re La Roche-sur-Yon
- Vertou
- 2e Chantonnay
- Vrines
- 3e Port-Saint-Père
- 1re Montaigu
- Torfou
- 3e Coron
- Pont-Barré
- 2e Montaigu
- 1re Saint-Fulgent
- Le Pallet
- Treize-Septiers
- 2e Moulins-aux-Chèvres
- 2e Châtillon
- La Tremblaye
- 2e Cholet
- Beaupréau

- Laval
- Croix-Bataille
- Entrammes
- Ernée
- Fougères
- Granville
- Pontorson
- Avranches
- Dol
- Angers
- La Flèche
- Pontlieue
- Le Mans
- Savenay

- 1re Noirmoutier
- 2e Noirmoutier
- 4e Port-Saint-Père
- Rouans
- Sainte-Pazanne
- La Garnache
- Bouin
- Bois-de-Céné
- 2e Legé
- 1re Quatre Chemins de l'Oie
- 4e Machecoul
- 5e Machecoul
- 3e Noirmoutier
- 2e Saint-Fulgent
- Grasla
- Princé

- Noyades de Nantes
- Fusillades de Nantes
- Fusillades du Marillais
- Fusillades d'Avrillé
- Legé
- Château d'Aux

- Aizenay
- Gesté
- Chauché
- 3e Legé
- 3e Cholet
- 2e Saint-Colombin
- 2e Beaupréau
- 2e Bressuire
- Argenton-Château
- La Gaubretière
- La Vivantière
- Lucs-sur-Boulogne
- 2e La Roche-sur-Yon
- Les Clouzeaux
- 1re Mortagne
- Les Ouleries
- 2e Challans
- 1re Moutiers-les-Mauxfaits
- Chaudron-en-Mauges
- Mormaison
- 3e Challans
- Les Rouchères
- Chanteloup
- 2e La Châtaigneraie
- La Chambaudière
- Les Bauches
- La Roullière
- Fréligné
- 2e Moutiers-les-Mauxfaits
- La Grève
- Chalonnes
- 2e Saint-Florent-le-Vieil

- Les Essarts
- 2e Beaulieu-sous-la-Roche
- Belleville
- Saint-Jean-de-Monts
- Île d'Yeu
- Saint-Cyr-en-Talmondais
- 2e Mortagne
- Mouilleron-le-Captif
- Les Landes-Genusson
- Saint-Denis-la-Chevasse
- Landes de Béjarry
- 2e Quatre Chemins de l'Oie
- Le bois du Détroit
- Montorgueil
- La Bruffière
- La Créancière
- 3e Chemillé
- La Bégaudière
- Froidfond
- La Chabotterie

- Montaigu
- Les Aubiers
- La Flocellière
- Chambretaud

- Les Échaubrognes
- L'Aiguillon
- Aizenay
- Saint-Gilles-sur-Vie
- Les Mathes
- Rocheservière
- Thouars

- Maisdon
- Le Chêne
- La Penissière
- Saint-Aubin-des-Ormeaux

La guerre de Vendée — ou les guerres de Vendée — est une guerre civile qui opposa dans l'Ouest de la France les républicains (surnommés les « bleus ») aux royalistes (les « blancs ») pendant la Révolution française entre 1793 et 1796, avec d'ultimes sursauts en 1799, 1815 et 1832.
Elle fut étroitement liée à la Chouannerie, qui se déroula sur la rive droite de la Loire, au nord, tandis que le soulèvement vendéen eut lieu au sud, sur la rive gauche. L'ensemble de ces deux conflits est parfois désigné par le nom de « guerres de l'Ouest ».
Comme partout en France, la Vendée connait des manifestations paysannes au début de la Révolution française, qui est initialement bien accueillie. Si en 1791 la Constitution civile du clergé provoque de forts mécontentements, c'est en réaction à la levée en masse, en mars 1793, que la rébellion vendéenne se déclenche, dans un premier temps comme une jacquerie paysanne classique, avant de prendre la forme d'un mouvement contre-révolutionnaire.
Alors qu'ailleurs en France les révoltes contre la levée en masse sont réprimées, un territoire insurgé, appelé la « Vendée militaire » par les historiens, se forme au sud de la Loire-Inférieure (Bretagne), au sud-ouest du Maine-et-Loire (Anjou), au nord de la Vendée et au nord-ouest des Deux-Sèvres (Poitou). Progressivement désignés par le nom de « Vendéens », les insurgés établissent en avril une « Armée catholique et royale » qui remporte une succession de victoires au printemps et à l'été 1793. Les villes de Fontenay-le-Comte, Thouars, Saumur et Angers sont brièvement envahies ; en revanche, les Vendéens échouent devant Nantes.
À l'automne, l'arrivée en renfort de l'Armée de Mayence redonne l'avantage au camp républicain, qui s'empare en octobre de Cholet, la plus importante ville contrôlée par les Vendéens. Après cette défaite, le gros des forces vendéennes traverse la Loire et se porte jusqu'en Normandie dans une tentative désespérée de prendre un port pour obtenir l'aide des Britanniques et des émigrés. Repoussée à Granville, l'armée vendéenne est finalement détruite en décembre au Mans et à Savenay.
De l'hiver 1793 au printemps 1794, en pleine période de la Terreur, une violente répression est mise en place par les forces républicaines. Dans les villes, et en particulier à Nantes, environ 15 000 personnes sont fusillées, noyées ou guillotinées sur ordre des représentants en mission et des commissions militaires révolutionnaires, tandis que dans les campagnes environ 20 000 à 50 000 civils sont massacrés par les colonnes infernales, qui incendient nombre de bourgs et de villages.
La répression provoque cependant une résurgence de la rébellion et, en décembre 1794, les républicains engagent des négociations qui aboutissent entre février et mai 1795 à la signature de traités de paix avec les différents chefs vendéens, entraînant ainsi la fin de la « première guerre de Vendée ».
Une « deuxième guerre de Vendée » éclate peu après, en juin 1795, après le début du débarquement de Quiberon. Le soulèvement s'essouffle cependant rapidement, et les derniers chefs vendéens se soumettent ou sont exécutés entre janvier et juillet 1796.
La Vendée connait encore d'ultimes et brèves insurrections avec une « troisième guerre » en 1799, une « quatrième » en 1815 et une « cinquième » en 1832, mais elles sont d'une bien moindre ampleur.
Le nombre des victimes est estimé à environ 200 000 morts, dont environ 170 000 pour les habitants de la Vendée militaire, soit entre 20 et 25 % de la population du territoire insurgé.

## Historiographie

### L'évolution historiographique sur les causes de l'insurrection

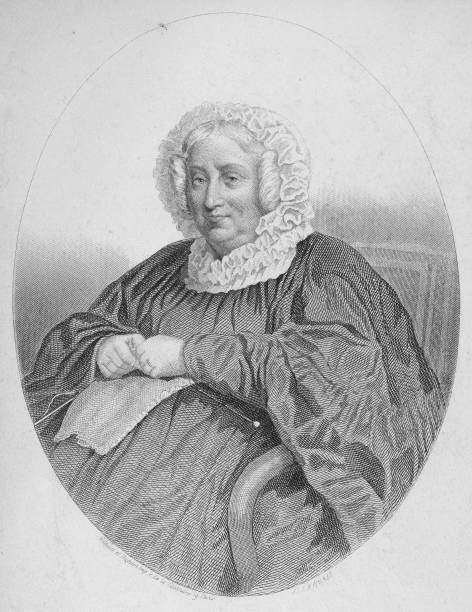
Victoire de Donnissan, marquise de La Rochejaquelein, gravure de Gervais, vers 1850-1860.

L'étude historique de la guerre de Vendée est marquée par une longue tradition conflictuelle, où s'expriment les rivalités mémorielles, les querelles entre écoles historiques et courants idéologiques, entre historiens universitaires, érudits, hommes de lettres et académiciens. Le résultat de ces querelles est une immense bibliographie, opposant deux courants, celui des partisans de la Révolution, dénommés les « Bleus » et celui des partisans des Vendéens, dénommés les « Blancs ».
Les premiers textes publiés sur cette guerre sont les mémoires d'acteurs, royalistes comme Victoire de Donnissan de La Rochejaquelein, Antoinette-Charlotte Le Duc de La Bouëre, Marie Renée Marguerite de Scépeaux de Bonchamps, Jeanne Ambroise de Sapinaud de Boishuguet, Bertrand Poirier de Beauvais, Pierre-Suzanne Lucas de La Championnière, Renée Bordereau, Louis Monnier, Gibert, Puisaye, et républicains comme Kléber, Turreau, Savary, Rossignol, Dumas, Westermann, Grouchy, Choudieu… Le plus célèbre est celui des Mémoires de Madame de la Rochejaquelein, veuve de Lescure, qui décrit un soulèvement spontané des paysans pour défendre leur roi et leur Église.

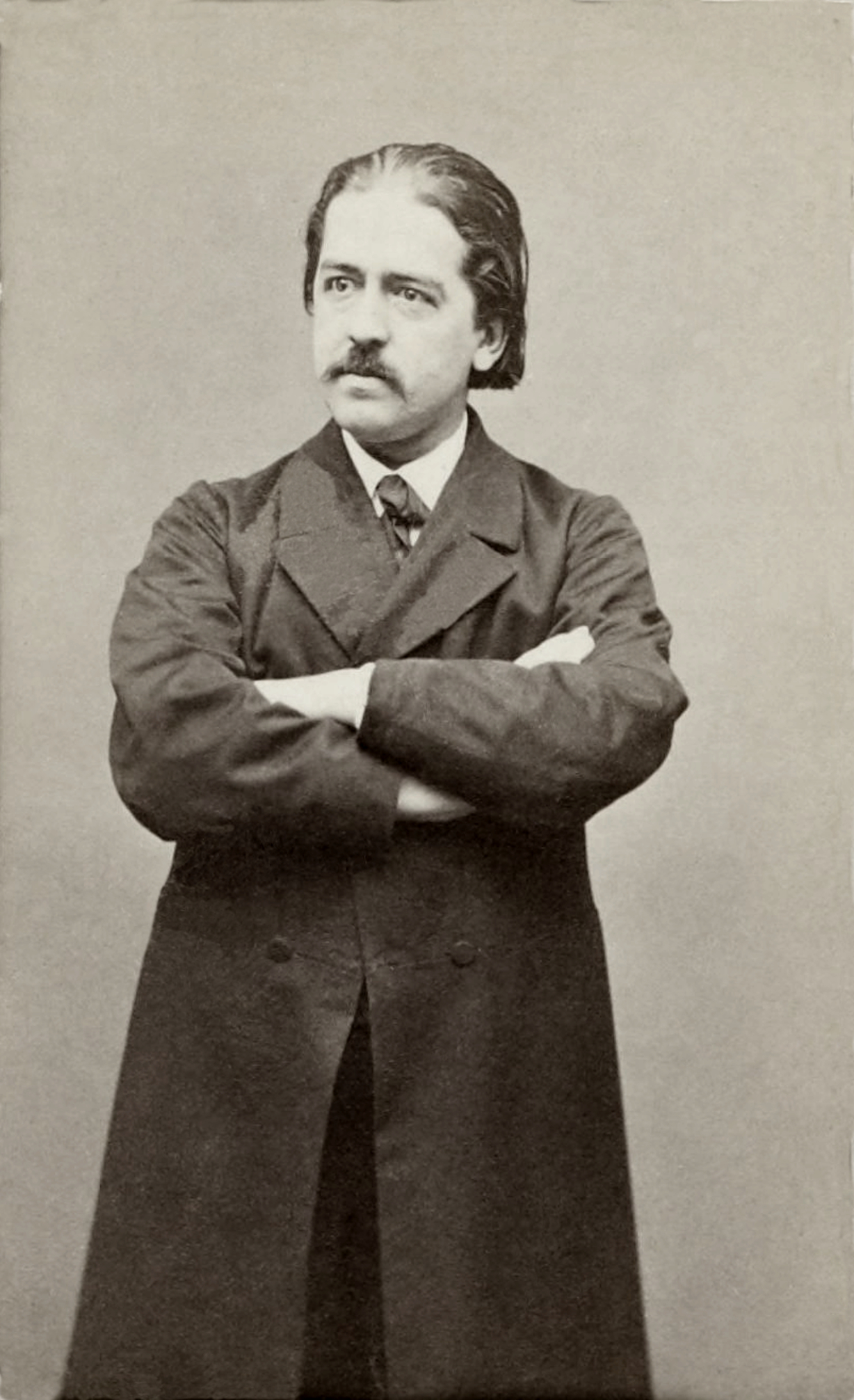
Charles-Louis Chassin, par Étienne Carjat, 1865.

Au cours du XIXe siècle, la question oppose particulièrement les historiens, fondant leurs recherches exclusivement sur l'étude des archives, et les érudits, engagés dans la défense de la Vendée, qui recueillent les traditions mémorielles et les transmettent. Les principales figures de cette lutte sont :
- du côté de l'université, Charles-Louis Chassin, élève d'Alphonse Aulard, qui a publié onze volumes d'archives et de mémoires (par exemple, les Mémoires pour servir à l'histoire de la guerre de Vendée et le Journal d'André Mercier du Rocher). Adoptant le point de vue républicain, il dénie tout caractère populaire au mouvement, considérant qu'il s’agit d’une pure machination des nobles et des prêtres, suivie aveuglément par la partie la plus ignorante de la population. Par ailleurs, hostile aux sans-culottes et à Robespierre, il rend ce dernier responsable de la répression de 1794. Alphonse Aulard, premier titulaire de la chaire d'histoire de la Révolution française de la Sorbonne, Jules Michelet, Louis Blanc ou Jean Jaurès, auteurs l'un et l'autre d'une Histoire de la Révolution française, ont contribué, de par l'influence de leurs écrits, à construire une certaine vision de l'insurrection vendéenne[6] ;
- du côté des érudits, de sensibilité monarchiste, traditionaliste ou catholique, Jacques Crétineau-Joly, Théodore Muret, Pitre-Chevalier, l'abbé Bossard, l'abbé Deniau, auteur d'une Histoire de la Vendée en cinq volumes basée sur les témoignages oraux et les mémoires partisans publiés pendant un siècle, ou l'abbé François-Constant Uzureau, prêtre dans le diocèse d'Angers, qui offre l'analyse des « Blancs », fondée sur des documents, parfois les mêmes que Chassin[6]. Selon eux, les troupes de paysans — forcément très catholiques, très attachées à leur noblesse — sont menées par la petite noblesse locale afin de rétablir la royauté et sauver le catholicisme.

Se fondant largement sur les témoignages oraux, recueillis et transmis par des auteurs « blancs », les érudits se concentrent sur la violence de la répression de 1793-1794, tandis que la prédilection des « Bleus » pour les archives interdit toute évocation du ressenti des républicains et, pendant longtemps, une évaluation de leurs souffrances. La lecture « blanche » se retrouve parmi les académiciens, dans les écrits de Pierre Gaxotte ou de Jean-François Chiappe.
Depuis un siècle, l'historiographie a largement renouvelé la question.

### Une histoire revisitée
Au XXe siècle, la recherche historique a connu de profondes évolutions, avec notamment le développement de l'analyse socio-économique. Claude Petitfrère voit dans ce renouvellement la marque d'une troisième catégorie d'auteurs, autour de Paul Bois, Marcel Faucheux et Charles Tilly, qu'il appelle l'histoire « scientifique ». Toutefois, les auteurs « blancs » classent Marcel Faucheux, Charles Tilly et Claude Petitfrère parmi les « Bleus ».
Dès les années 1920, Albert Mathiez considère que les causes de l'insurrection vendéenne, au printemps 1793, sont à chercher dans les conditions économiques et sociales de l'époque.
Au début des années 1950, Marcel Faucheux soutient que les causes profondes de l’insurrection sont à chercher bien au-delà de la constitution civile du clergé, de l'exécution de Louis XVI ou de la levée en masse, qu'elles doivent être reliées à ce qu’il nomme le « paupérisme vendéen ». La Révolution n'a pas su satisfaire les espérances engendrées par la convocation des états généraux en 1789 : les métayers, majoritaires en Vendée, ne bénéficient pas de l’abolition des droits féodaux, qui sont rachetables (jusqu'en 1793), les biens nationaux profitent essentiellement aux bourgeois et aux marchands. À partir de là, le bouleversement des structures sociales traditionnelles, la réforme autoritaire du clergé et la levée en masse constituent tout au plus l’étincelle qui a provoqué l'explosion d'un mécontentement plus ancien.
Se fondant sur l'analyse détaillée de la Sarthe, Paul Bois approfondit la question, en mettant en valeur la haine qui oppose alors le paysan au bourgeois et montre l’existence d’un profond clivage social entre urbains et ruraux, très antérieur à la Révolution, qui constitue l'une des causes majeures du soulèvement.
Ces conclusions sont rejointes par les travaux du sociologue américain Charles Tilly, pour qui la croissance des villes françaises du XVIIIe siècle, l'agressivité économique de celles-ci et leur tendance à accaparer le pouvoir politique local ont suscité des résistances et des haines paysannes, dont l'insurrection vendéenne n'est qu'un exemple exacerbé.

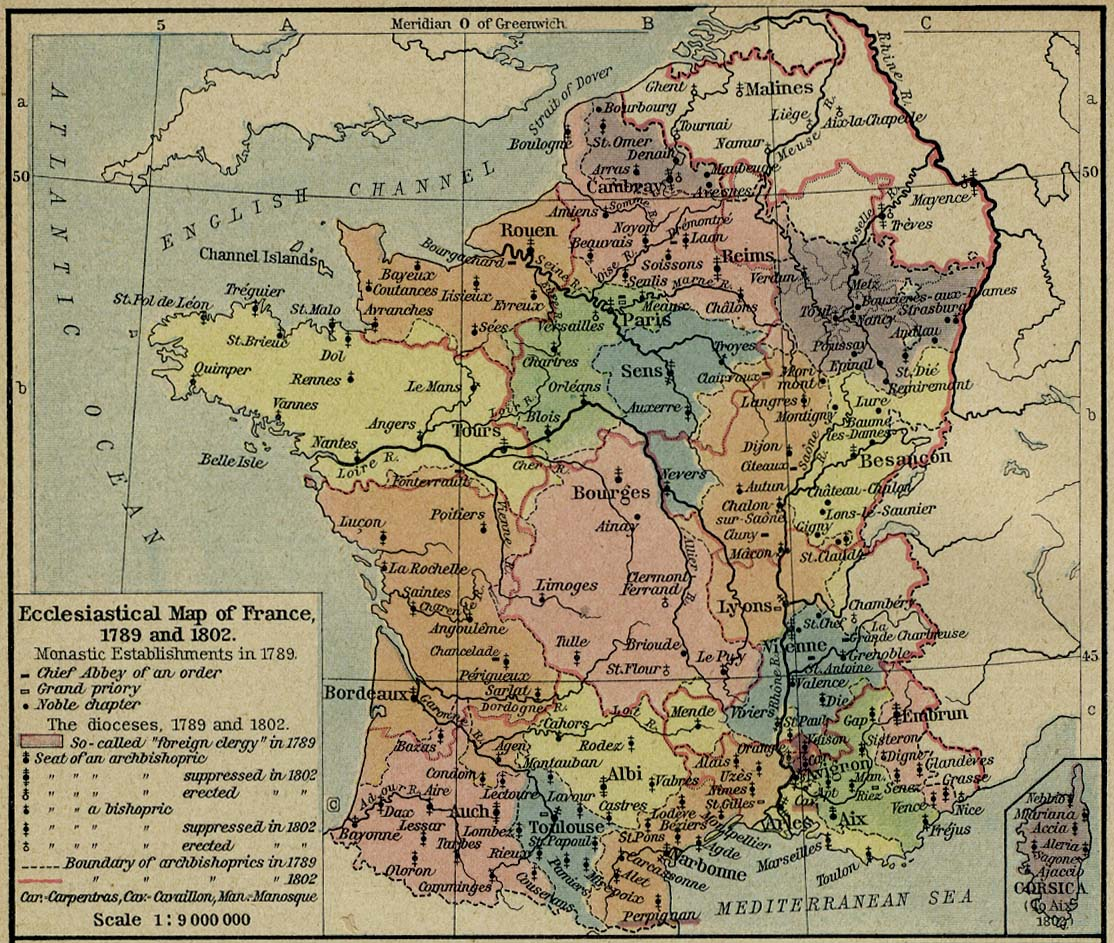
Carte des archevêchés et évêchés en 1789 et en 1802.

De son côté, Albert Soboul décrit des masses paysannes dans la gêne, prédisposées « à se dresser contre les bourgeois, très souvent fermiers généraux en ce pays de métayage, négociants en grains et acquéreurs de biens nationaux », des départements de l'Ouest à la foi très vive depuis les efforts de catéchisation des Mulotins, congrégation de missionnaires établie à Saint-Laurent-sur-Sèvre depuis la fin du XVIIe siècle, enfin l'assimilation, par les paysans, du tirage au sort pour la levée des 300 000 hommes à la milice, institution de l'Ancien Régime particulièrement honnie. S'il considère que « le caractère simultané du soulèvement autorise à penser qu'il fut concerté », il explique que les paysans « n'étaient ni royalistes, ni partisans de l'Ancien Régime » et que les nobles furent d'abord surpris par le soulèvement, avant de l'exploiter à leurs fins.
Plus récemment, Jean-Clément Martin a indiqué que, si des paysans sont passés à la Contre-révolution, selon les provinces, pour des raisons très diverses, y compris entre les différentes zones de la Vendée, les mots d'ordre religieux et de la défense communautaire leur sont communs. Ces mots d'ordre sont dus au maintien du poids des impôts et des fermages, à l'aggravation du sort des métayers, à l'incapacité des petites élites rurales à acheter des biens nationaux, accaparés par les élites urbaines, à la perte de l'autonomie des petites communes rurales face aux bourgs, où sont installés les pouvoirs politique (le district) et économique, aux atteintes de la Constitution civile du clergé, aux libertés des communautés, qui défendent leur prêtre et leurs cérémonies religieuses. Les tensions montent jusqu'en mars 1793, sans trouver d'exutoire, quand la levée en masse fournit l'occasion aux communautés de s'unir contre les agents de l'État, dans un mouvement qui renvoie aux jacqueries traditionnelles, et de former des bandes à la tête desquelles les élites locales sont placées, de plus ou moins bon gré.
Dans la Sarthe, ce sont les fermiers aisés et leurs alliés qui se soulèvent, alors que les ruraux dépendants des villes et leurs voisins tisserands représentent le fer de lance de l'insurrection dans les Mauges. Quant aux chouans d'Ille-et-Vilaine, ils sont recrutés essentiellement parmi les métayers et leurs proches. Dans tous les cas, c'est la défense de l'équilibre communautaire, mis à mal par les lois civiles et religieuses de la Révolution, qui pousse vers la révolte. Le royalisme y semble peu profond, comme dans le Midi en 1791-1792, et les haines personnelles et locales jouent un rôle important, avec des oppositions entre communes voisines ; dans la majorité des cas, les soulèvements commencent par « des règlements de compte, des chasses aux révolutionnaires et le pillage ».
Des activistes royalistes, appartenant aux élites rurales, participent aux premières insurrections, précise-t-il, mais ils sont peu nombreux ; les nobles contre-révolutionnaires s'impliquent peu, en mars 1793, dans un mouvement inorganisé et mal armé.

« Tous sont surpris par la brutalité de la rébellion, la plupart hésitent à rallier les insurgés, certains même comme Charette doivent y être contraints par la force. »

Outre la thèse du complot « clérico-nobiliaire », Jean-Clément Martin remet en cause, avec Roger Dupuy, l'antagonisme « ville - campagne » (très antérieur à la Révolution) et la différence de nature qui existerait entre les origines de la Chouannerie et les causes de la guerre de Vendée.
Pour Roger Dupuy, qui note que l'historiographie récente « se dégage de l'optique étroite qui accordait au problème religieux une importance primordiale dans le processus du soulèvement », c'est « du côté de l'identité profonde des communautés paysannes » qu'il faut en chercher les racines. Le « soulèvement est d'autant plus exaspéré que la violence joue un rôle déterminant dans la constitution de cette identité » : violence de la misère, violence de jeunes hommes attachés à faire respecter leur honneur, violence collective contre le mauvais seigneur qui abuse de ses privilèges féodaux.
Appliquant l'approche de la microhistoire à trois paroisses des Mauges entre 1750 et 1830, au cœur de la « Vendée-militaire », Anne Rolland-Boulestreau offre un tableau de la notabilité locale à la veille de la Révolution (gros métayers à Neuvy ou au Pin-en-Mauges, membres du monde du commerce à Sainte-Christine), une notabilité fondée sur la reconnaissance publique : ses membres occupent des fonctions publiques (les Cathelineau sont sacristains de père en fils), servent de caution morale devant notaire et sont souvent choisis comme témoins lors des mariages.
Puis, analysant les réactions des trois communes face à la Révolution, elle remarque que les notables de Neuvy et du Pin sont confirmés après 1789 à la tête des communes, tandis qu'à Sainte-Christine, commune ouverte au commerce, avec de nombreux artisans, de nouvelles catégories sociales se mêlent aux anciennes. À Neuvy et au Pin, les communes se ferment autour des élites traditionnelles (qui acquièrent peu de biens nationaux) face aux réformes qui menacent la communauté. À Sainte-Christine, au contraire, où les notables locaux acquièrent quelques terres, les réformes sont vues comme l'occasion de gagner en importance, en devenant notamment chef-lieu de canton. En 1792, les élites traditionnelles ne se représentent pas aux élections, marquant leur refus de l'évolution politique, et laissent la place à des notables plus modestes, mais appartenant aux mêmes réseaux et parentèles. L'année suivante, au début de l'insurrection, les 27 hommes qui suivent Cathelineau, au Pin, sont intégrés dans les parentèles et réseaux de la commune (deux tiers sont des artisans, un tiers des paysans). À Sainte-Christine, les patriotes vendéens se comptent surtout parmi les artisans modestes récemment implantés dans la paroisse, peu intégrés aux réseaux de la communauté.
Enfin, étudiant l’émergence d'une nouvelle sociabilité forgée à travers l'épreuve de l’insurrection vendéenne, elle note que la participation à l’insurrection vendéenne est désormais une condition nécessaire pour obtenir la confiance des populations locales. À Sainte-Christine, où la guerre laisse la population très divisée, les élites commerçantes traditionnelles sont évincées par des hommes de la terre et la noblesse, qui investit des fonctions qu'elle dédaignait auparavant. L'enracinement et les liens de confiance dont bénéficient les petits notables leur permet d'être, au XIXe siècle, avec les nobles, les intermédiaires incontournables entre la communauté et l'État.

## Contexte

### La situation avant l'insurrection

Redécoupage des provinces d'Ancien régime en départements en 1790, après le décret de l'Assemblée nationale constituante.

À la fin du XVIIIe siècle, la société vendéenne (actuel département de Vendée et une partie des départements limitrophes : sud de la Loire-Inférieure, ouest de Maine-et-Loire, nord des Deux-Sèvres) a une composition sociale semblable à bien d'autres provinces de France, très rurale.
À la fin de l'Ancien Régime, d'après Michel Vovelle, la propriété nobiliaire occupe plus de la moitié des terres, contre 10 à 20 % pour la bourgeoisie, moins de 30 % pour la paysannerie et moins de 5 % pour le clergé. De même, il évalue la densité de la population entre 700 et 790 habitants par lieue carrée et par généralité. Enfin, l'alphabétisation y est plutôt faible, par rapport au nord et à l'est du pays, avec 10 à 20 % des conjoints sachant signer leur nom.
En 1789, les paysans de l'Ouest accueillent plutôt favorablement les débuts de la Révolution. Les cahiers de doléances de la Bretagne, du Maine, de l'Anjou ou du Bas- Poitou témoignent de l'hostilité de la paysannerie à l'égard des survivances du système féodal, de même que l'élection de députés patriotes, que confirment les violences antiseigneuriales de la Grande Peur ou les violences répétées contre les aristocrates et leurs demeures en 1790 et en 1791. Par ailleurs, la Vendée et le Maine-et-Loire sont deux des douze départements qui envoient le plus de députés jacobins à l'Assemblée législative. De nombreux prêtres semblent avoir également accompagné le mouvement avec enthousiasme : en Vendée, certains ont revêtu les nouvelles charges créées par la Révolution, par exemple en devenant maires. La Révolution, comme partout ailleurs, a donc représenté un grand espoir. En novembre 1789, l'Assemblée vote la confiscation des biens ecclésiastiques, transformés en Biens nationaux, afin de garantir l'émission des assignats. Cette décision prive le clergé catholique des moyens financiers lui permettant de remplir son rôle traditionnel d'assistance à une population pauvre. Ces biens ont été accumulés au cours des siècles grâce aux legs des membres de la communauté. Avant la Révolution, gérés par le clergé, ils étaient au service des communautés rurales. La vente de ces biens, en remboursement des assignats, les fait passer progressivement dans les mains des particuliers (des bourgeois, des paysans, des aristocrates et même des membres du clergé) qui les utilisent pour leur usage personnel. Les communautés se sentent donc spoliées et en tiennent rigueur aux politiques.

#### La montée du mécontentement
Le 12 juillet 1790, l'Assemblée constituante vote la constitution civile du clergé. Le décret d'application, passé en novembre 1790 et signé par le roi le 26 décembre 1790, prévoit que les prêtres fonctionnarisés, comme tous les fonctionnaires, prêtent serment à la constitution ; la constitution civile du clergé et ce serment sont rejetés par toute une partie du clergé, qui considère les prêtres jureurs comme déviant de la voie catholique. Inquiets pour leur salut, de nombreux paysans préfèrent continuer à s'adresser aux prêtres réfractaires. Ceci contribue à diviser profondément les Vendéens entre partisans et adversaires de la mesure et à développer un certain mécontentement parmi les communautés paysannes qui, de plus, ne perçoivent pas d'amélioration de leur situation depuis la Révolution. Dans des campagnes fraîchement et relativement converties de l'Ouest, le clergé est devenu majoritairement réfractaire avec l'obligation du serment constitutionnel, et après les brefs pontificaux condamnant la Constitution civile du clergé, en 1791. En mai 1791, l'Assemblée constituante prend un décret sur la liberté des cultes autorisant le culte réfractaire, mais cette tolérance ne satisfait aucun camp, et les positions se durcissent.
L'application de la constitution civile du clergé (juillet 1791) provoque une multitude d'actes de résistance parmi la population, qui recourt de plus en plus à la violence physique. Dans le Poitou, des libelles voient dans la constitution civile l'œuvre des protestants et des juifs. Des bagarres opposent « aristocrates » et « démocrates », entre paroissiens (dans certaines paroisses, les populations font corps pour protéger leur curé et leurs habitudes de vie), surtout lors des enterrements. Plus grave, en janvier 1791 dans la commune de Saint-Christophe-du-Ligneron (au sud de Nantes, près de Machecoul), des conflits se développent autour de l'opposition à la constitution civile du clergé, et l'intervention des gardes nationales chargées du maintien de l'ordre provoque les premiers morts de la Vendée ; mais le conflit ne dégénère pas.

Carte des prêtres ayant prêté serment à la Constitution civile du clergé en France en 1791.

Dans ce contexte, l'Assemblée législative prend, en novembre 1791 et le 27 mai 1792, des décrets répressifs contre le clergé réfractaire, dont le culte est interdit. Le second prévoit la déportation hors du territoire français de tout prêtre réfractaire sur la simple demande de 20 citoyens. À la veille du 10 août 1792, lorsque l'Assemblée supprime les dernières congrégations existantes, une bonne partie sont emprisonnés. Obligés de se cacher, afin d'éviter la déportation au bagne en Guyane, les prêtres non jureurs sont protégés par des femmes, qui participent à des messes clandestines. Malgré ces mesures, le nouveau clergé constitutionnel n'arrive pas à s'imposer dans une large partie de la région. Les assermentés représentent, selon Michel Vovelle, 0 à 35 % des prêtres en Vendée et en Loire-Inférieure (comme l'ensemble de la Bretagne), contre 35 à 55 % en Maine-et-Loire et 75 à 100 % dans les Deux-Sèvres, en 1791. Dans l'ensemble, plus de 65 % du clergé refuse de prêter serment dans l'Ouest (contre 48 % au niveau national). Autour de Châtillon et de Bressuire, une zone globalement homogène de refus se distingue. La religion des paysans de l'Ouest, comme en bien d'autres endroits, est une religion propitiatoire (visant à assurer l'abondance des récoltes, la fécondité du bétail, la réalisation d'un mariage, la naissance d'un enfant, la guérison d'une maladie, etc.), qui organise le calendrier et le paysage, avec un appel aux saints spécialisés, à leurs chapelles, avec des rites particuliers. De même, la carrière ecclésiastique représente un moyen de promotion sociale pour bien des familles paysannes, un moyen que l'exclusion des prêtres réfractaires menace.
Signe que l'attachement à l'Ancien Régime — et à la royauté — n'est pas le facteur déclencheur des premières émeutes, nulle émeute n'est observée lors de l'émigration des nobles, ni lorsque Louis XVI est guillotiné en janvier 1793.

#### Les circonstances du déclenchement de la guerre

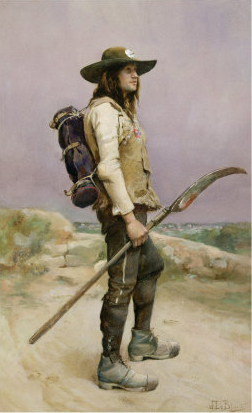
Le Vendéen, peinture de Julien Le Blant.

Carte détaillée de la Vendée militaire (en vert apparaissent les forêts).

Le mécontentement était latent. Dès février 1793, la Charente-Inférieure fait face à un afflux de réfugiés. L’insurrection éclate véritablement en mars quand la Convention, le 23 février, ordonne une levée de 300 000 hommes « pour faire face à la baisse subite des effectifs des armées de la République due aux pertes, aux désertions mais surtout aux départs massifs des volontaires, levés l'année précédente pour la durée d'une campagne et qui, l'ennemi ayant été ramené aux frontières et même au-delà, estimaient pouvoir rentrer chez eux ». La Vendée (somme toute peu concernée du fait d'une faible ponction) ne représente que l'une des provinces qui s'insurgent en 1793, comme la vallée du Rhône, où l'agitation est endémique depuis 1790 et va durer jusqu'en 1818. En juin 1793, les villes de Bordeaux, Marseille, Toulouse, Nîmes et Lyon, ainsi que la Normandie voient le développement d'insurrections fédéralistes et royalistes.
Le camp républicain est alors divisé entre girondins et montagnards, qui s'accusent mutuellement de favoriser la Contre-révolution. Tandis que les insurgés bretons sont écrasés par Canclaux à l'extrême ouest, par le général Jean-Michel Beysser entre Rennes et Nantes (l'agitation ne reprendra qu'à la fin de 1793, sous la forme de la Chouannerie), l'agitation réprimée en Alsace, au sud de la Loire, les insurgés vendéens parviennent non seulement à déborder les gardes nationaux, trop peu nombreux, et à s'emparer de plusieurs villes, mais battent une colonne de soldats de métier, le 19 mars.
Envoyés pour accompagner la levée de 300 000 hommes, les envoyés en mission de la Convention sont alarmés par le spectacle des soulèvements, qu'ils dramatisent, accusant les autorités locales, souvent modérées, de complicité, et réclament de Paris des mesures énergiques. Considérant que la Contre-révolution est partout à l'œuvre, organisant des complots, et que les soulèvements forment un ensemble organisé, la « Vendée militaire » devient le symbole de cette Contre-révolution.
Cette conception a été reprise à la fois par des écrivains royalistes et catholiques, pour la « magnifier », et des écrivains et historiens républicains, au XIXe et au début du XXe siècle. Cette construction a toujours des effets importants sur l'élaboration des identités locales et régionales : ainsi, bien des Vendéens ont intériorisé une identité fortement marquée par la religion, voire une nostalgie d'un Ancien Régime folklorique — deux aspects qui, on l'a vu, ne correspondent pourtant pas aux origines de l'insurrection de 1793. De même, l'identité du citadin nantais s'élabore entre autres en regard du « ventre-à-choux » vendéen, du campagnard, toujours suspect d'attachement à la royauté, et qu'il est de bon ton de moquer.
Pour conclure, l'insurrection vendéenne ne naît pas d'une cause unique, mais de multiples facteurs, tous liés à un mécontentement populaire grandissant. L'origine de cette insurrection ne réside pas, du moins pour les paysans et artisans qui en étaient à l'origine, dans une quelconque nostalgie de l'Ancien Régime. Des déceptions et frustrations, accumulées depuis plusieurs années ; l'arrivée d'une nouvelle hiérarchie administrative, une bourgeoisie des bourgs qui accapare pouvoir politique et économique ; l'aggravation de la situation des paysans ; les difficultés économiques et sociales, avec le cours forcé de l’assignat ; la remise en cause des communautés paysannes et de leurs usages religieux ; tout cela a constitué un ensemble de facteurs, dont la conscription n'a été que la goutte d'eau, qui permet d'expliquer le rassemblement des premières bandes d'artisans et de paysans.

### Guerres vendéennes et Chouannerie
Bien qu'ayant des points communs, les guerres vendéennes doivent être distinguées des actions de la Chouannerie. Alors qu'au nord de la Loire l'insurrection contre la levée en masse est matée dès mars 1793, au sud du fleuve les insurgés prennent l'avantage sur les troupes républicaines et s'organisent en « armée catholique et royale » à l'intérieur du territoire qu'ils contrôlent ; ces guerres opposent deux armées encadrées. La résurgence du conflit au nord de la Loire se produit à la fin de 1793, après la Virée de Galerne, et voit le développement d'une multitude de résistances locales ponctuelles organisées en guérillas en Bretagne, dans le Maine, en Anjou et en Normandie. Toutefois, ce sont les mêmes motifs qui poussent à la révolte.

## La Vendée militaire

### Insurrection contre la levée en masse en mars 1793

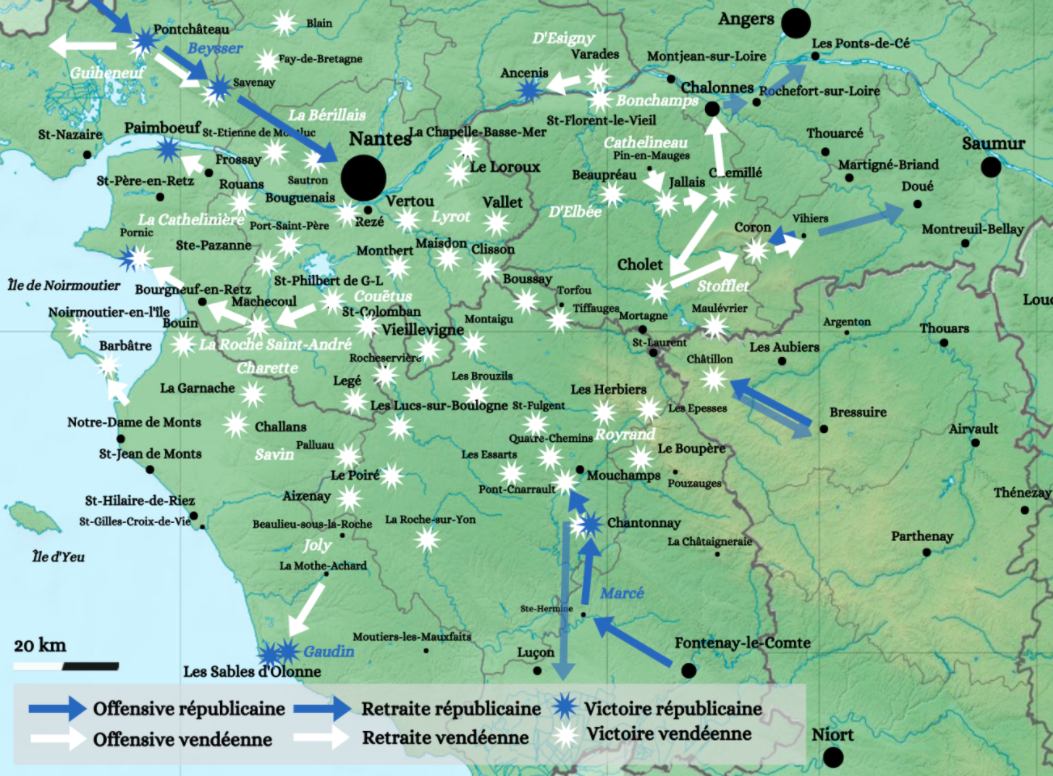
Carte de l'insurrection vendéenne en mars 1793.

En mars 1793, une dizaine de départements du nord-ouest de la France sont secoués par une vaste insurrection paysanne contre la levée en masse : la Vendée, la Loire-Atlantique (à l'époque Loire-Inférieure), le Maine-et-Loire (à l'époque Mayenne-et-Loire), le Morbihan, les Deux-Sèvres et plus partiellement la Mayenne, l'Ille-et-Vilaine, les Côtes-d'Armor (à l'époque Côtes-du-Nord), le Finistère et la Sarthe.
Les premières émeutes débutent à Cholet le dimanche 3 mars, lorsque 500 à 600 jeunes gens du canton réunis par le district « pour prendre connaissance des modalités du recrutement du contingent local pour la levée des 300 000 hommes » manifestent leur refus de partir,,. Le lendemain, la situation dégénère : deux grenadiers sont blessés et les gardes nationaux répliquent en ouvrant le feu sur la foule, tuant entre trois et dix personnes,. Le premier sang de la guerre de Vendée est versé,.

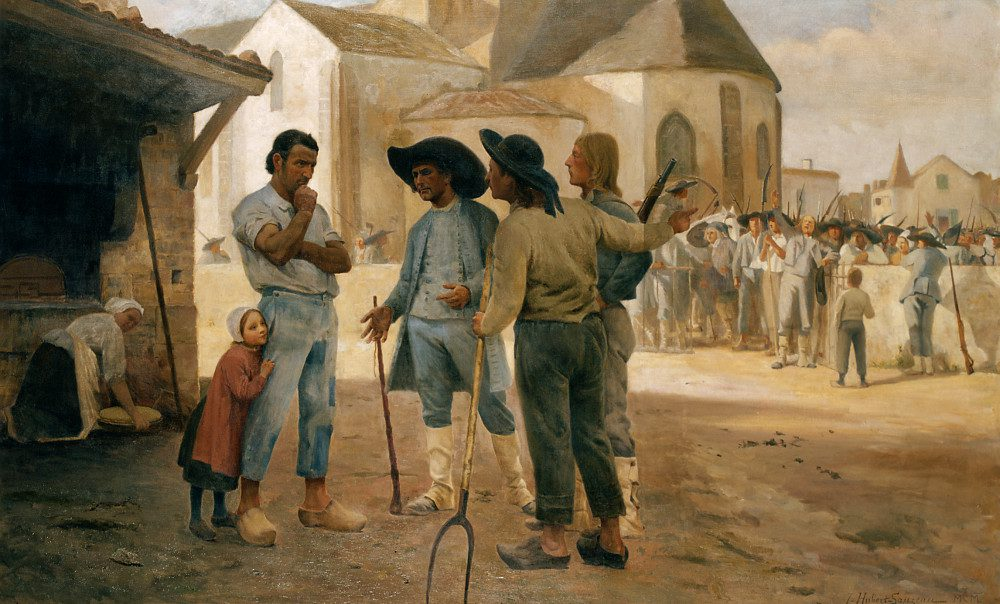
Les Vendéens demandent à Cathelineau de prendre la tête de l'insurrection, huile sur toile de Jules Gabriel Hubert-Sauzeau, 1900, musée Bernard-d'Agesci, Niort.

Les 10 et 11 mars, l'insurrection devient générale,. En Anjou, dans le département de Maine-et-Loire, les insurgés prennent pour chefs d'anciens soldats comme Jean-Nicolas Stofflet et Jean Perdriau, des nobles ex-officiers de l'armée royale comme Charles de Bonchamps et Maurice d'Elbée et Jacques Cathelineau, un simple colporteur,,. Ils s'emparent de Saint-Florent-le-Vieil le 12 mars, puis de Chemillé et Jallais le 13, où ils font des prisonniers et saisissent des fusils et des canons,. Le 14 mars, 15 000 paysans prennent d'assaut la ville de Cholet, défendue par seulement 500 gardes nationaux qui sont tous tués ou faits prisonniers,. Plus de 2 000 gardes nationaux sortent alors de Saumur pour reprendre la ville, mais ils sont repoussés le 16 mars à Coron par les insurgés qui s'emparent ensuite de Vihiers,,. Le 21 mars, toutes les bandes de l'Anjou se réunissent à Chemillé, formant au moins 20 000 hommes, et marchent sur Chalonnes-sur-Loire. Les 4 000 gardes nationaux rassemblés pour en assurer la défense se replient sur Angers sans combattre et la ville est prise le lendemain par les insurgés qui contrôlent alors toutes les Mauges,.

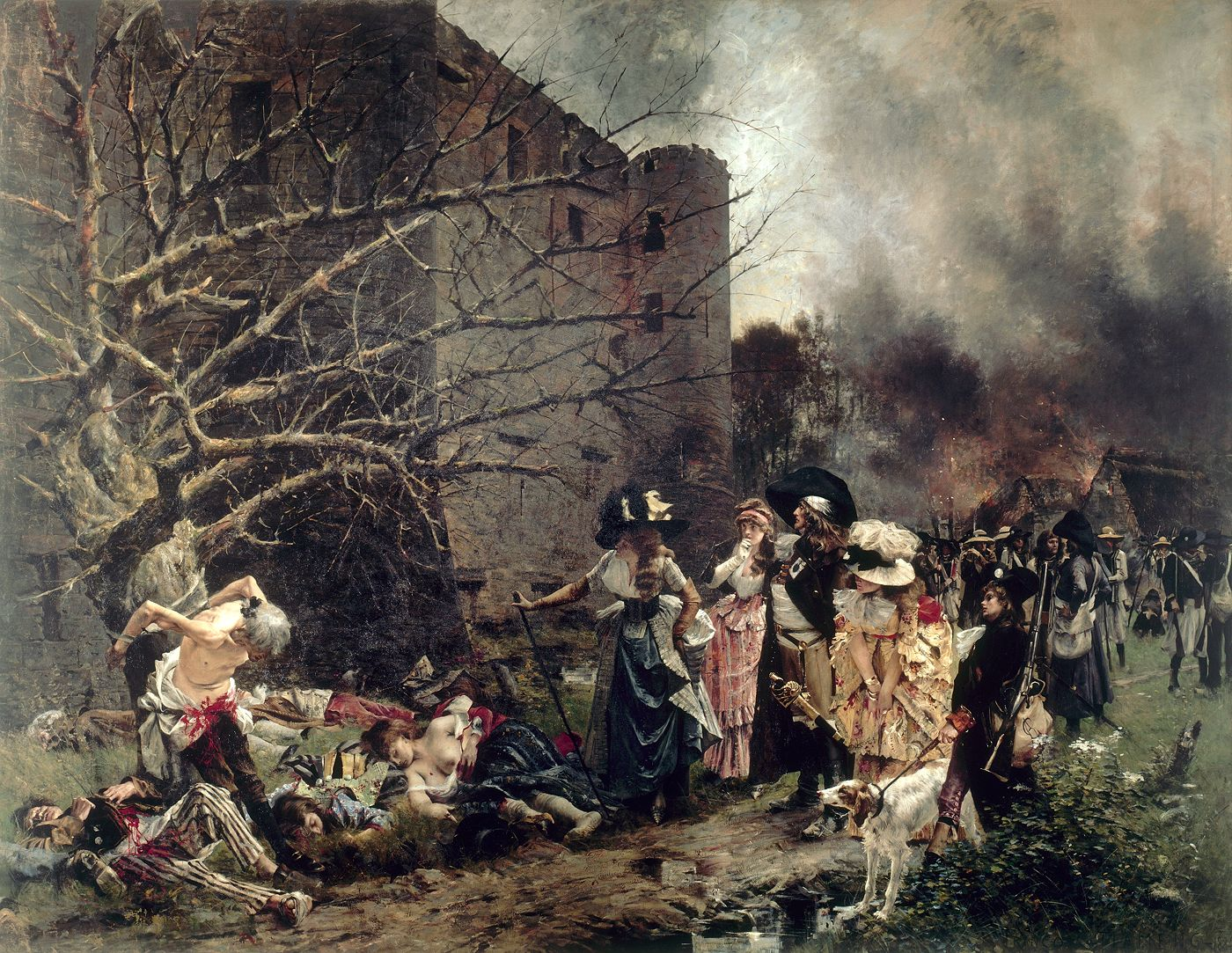
Le Massacre de Machecoul, huile sur toile de François Flameng, 1884, musée d'Art et d'Histoire de Cholet.

Dans le pays de Retz, au sud de la Loire-Atlantique, des milliers de paysans s'emparent de Machecoul le 11 mars après un combat contre les gardes nationaux,. Les insurgés mettent alors en place un comité royaliste présidé par René Souchu, tandis qu'un noble, Louis-Marie de La Roche Saint-André, est placé de force à la tête des troupes. Le 12 mars, une autre bande menée par Danguy et La Cathelinière attaque Paimbœuf, mais elle est repoussée par les patriotes,. Le 23 mars, les forces de La Roche Saint-André et La Cathelinière attaquent ensemble la ville de Pornic,. Elles s'en emparent après un bref combat, mais les insurgés s'enivrent en fêtant leur victoire et sont surpris dans la soirée par un petit détachement républicain qui provoque la panique dans leurs rangs et les met en déroute,,. Environ 200 à 500 insurgés trouvent la mort, tués au combat ou exécutés après avoir été capturés,,. Accusé par Souchu et d'autres chefs d'être responsable de la défaite, La Roche Saint-André prend la fuite et est remplacé par un autre noble, François Athanase Charette de La Contrie,. Le 27 mars, ce dernier lance la contre-attaque avec 8 000 paysans et reprend le contrôle de Pornic,. Pendant ce temps à Machecoul, en représailles à la défaite et aux exécutions de Pornic, le comité mis en place par Souchu fait fusiller 150 à 200 prisonniers patriotes entre le 27 mars et le 22 avril,,.

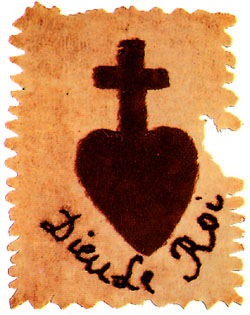
Insigne en tissus représentant le Sacré-Cœur arboré par les insurgés pendant la guerre de Vendée (1793).

Dans le département de la Vendée, au Poitou, les insurgés s'emparent de Tiffauges le 12 mars,. Le 13 mars, ils prennent sans combattre Challans, Les Herbiers, Mortagne-sur-Sèvre, puis s'emparent de Montaigu après un bref affrontement,. Le 14 mars La Roche-sur-Yon est abandonnée par les patriotes et Palluau tombe aux mains des insurgés. Le 15 mars, Chantonnay et Clisson sont prises à leur tour. Entre-temps le 12 mars, 3 000 insurgés du sud de la Vendée, menés par Charles de Royrand, Sapinaud de La Verrie et Sapinaud de La Rairie viennent prendre position aux Quatre-Chemins, à L'Oie, au carrefour des routes de Nantes à La Rochelle et des Sables-d'Olonne à Saumur,,. Deux jours plus tard, voulant en disputer le contrôle, la garde nationale du chef-lieu du département, Fontenay-le-Comte, surprise dans une embuscade, prend la fuite sans combattre,,.
Le 15 mars, une colonne de 2 400 gardes nationaux commandés par le général Louis de Marcé sort de La Rochelle afin de réprimer l'insurrection en Vendée,. Le 18 mars, elle prend Chantonnay aux insurgés, puis elle avance vers Saint-Fulgent. Mais le 19 mars, la colonne est surprise au pont de Gravereau, près de Saint-Vincent-Sterlanges, et est mise en déroute par les forces de Royrand et de Sapinaud de La Verrie. Les républicains refluent jusqu'à La Rochelle où Marcé est destitué, mis en état d'arrestation, et est remplacé par Henri de Boulard,. Accusé de « trahison », il est guillotiné six mois plus tard à Paris. La bataille, dite du « Pont-Charrault » (ou de Gravereau) a impact psychologique immense qui porte jusqu'à Paris. La déroute ayant eu lieu en plein cœur du département de la Vendée, tous les insurgés de l'Ouest sont à partir de là qualifiés de « Vendéens »,,.
Le 19 mars, les insurgés s'emparent sans difficulté de l'île de Noirmoutier. Le 24 et le 29 mars, plusieurs milliers de paysans menés par Jean-Baptiste Joly mènent deux attaques contre Les Sables-d'Olonne. Cependant l'artillerie républicaine met en déroute les insurgés qui refluent en laissant des centaines de morts et une centaine de prisonniers, dont 45 sont ensuite exécutés.
Pendant ce temps, des combats ont également lieu au nord de la Loire, mais ils tournent à l'avantage des patriotes. Dès fin mars, l'insurrection est matée en Bretagne par les colonnes des généraux Canclaux et Beysser.

### Organisation et forces en présence

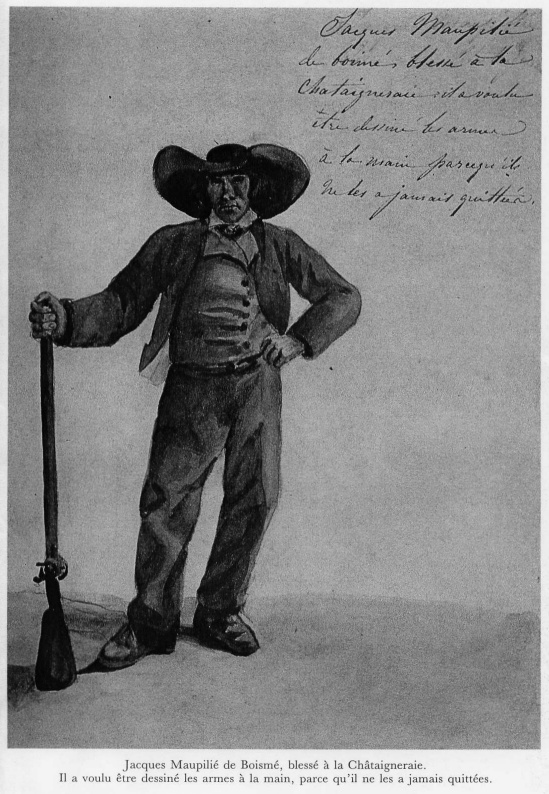
Jacques-Louis Maupillier, vétéran des guerres de Vendée, originaire de Boismé, dans les Deux-Sèvres. Dessin réalisé par Louise de la Rochejaquelein en 1826.

En avril, la « Vendée militaire » est pour une bonne part dessinée : le territoire insurgé comprend le sud du département de la Loire-Inférieure (ancienne province de Bretagne), le sud-ouest du département de Maine-et-Loire (ancienne province d'Anjou), le nord du département de la Vendée et le nord-ouest du département des Deux-Sèvres (ancienne province du Poitou).
L'armée insurgée est peu centralisée, mal équipée — la plus grande partie des armes et munitions venant des prises de guerre faites sur les républicains — et non permanente, les paysans retournant sur leurs terres dès qu'ils le peuvent après les combats. Toutefois, des soldats de métier, déserteurs de l'armée républicaine, la rejoignent, lui apportant leur expérience. À la recherche de chefs militairement compétents, les insurgés font appel aux nobles locaux, souvent anciens officiers de l'armée royale, mais la plupart montrent peu d'enthousiasme pour une insurrection qu'ils pensent vouée à l'échec et sont entraînés de force,,.
Progressivement des structures militaires se mettent en place. Le 4 avril, une « armée d'Anjou » et une « armée du Poitou et du Centre » sont établies. Le 30 avril, elles s'unissent pour former l'Armée catholique et royale, mais sans commandement unifié. Le 30 mai, les insurgés se structurent davantage en formant à Châtillon-sur-Sèvre un Conseil supérieur de la Vendée chargé d'administrer les territoires conquis et en réorganisant l'armée en trois branches :
- l'armée d'Anjou et du Haut-Poitou, surnommée la « Grande Armée » ou l'« Armée du Bocage », à l'est de la rivière Sèvre Nantaise et comptant 40 000 hommes dirigés par Cathelineau, Bonchamps, d'Elbée, Stofflet, La Rochejaquelein, Lescure et Lyrot ;
- l'armée du Centre, au cœur de la Vendée, comptant 10 000 hommes dirigés par Royrand, Sapinaud de La Verrie et Sapinaud de La Rairie ;
- l'armée du Bas-Poitou et du Pays de Retz, dite « armée du Marais », entre la Sèvre Nantaise et l'océan Atlantique, comptant 15 000 hommes commandés par Charette, Joly, La Cathelinière, Couëtus, Guérin, Savin, Pajot et La Roche Saint-André.

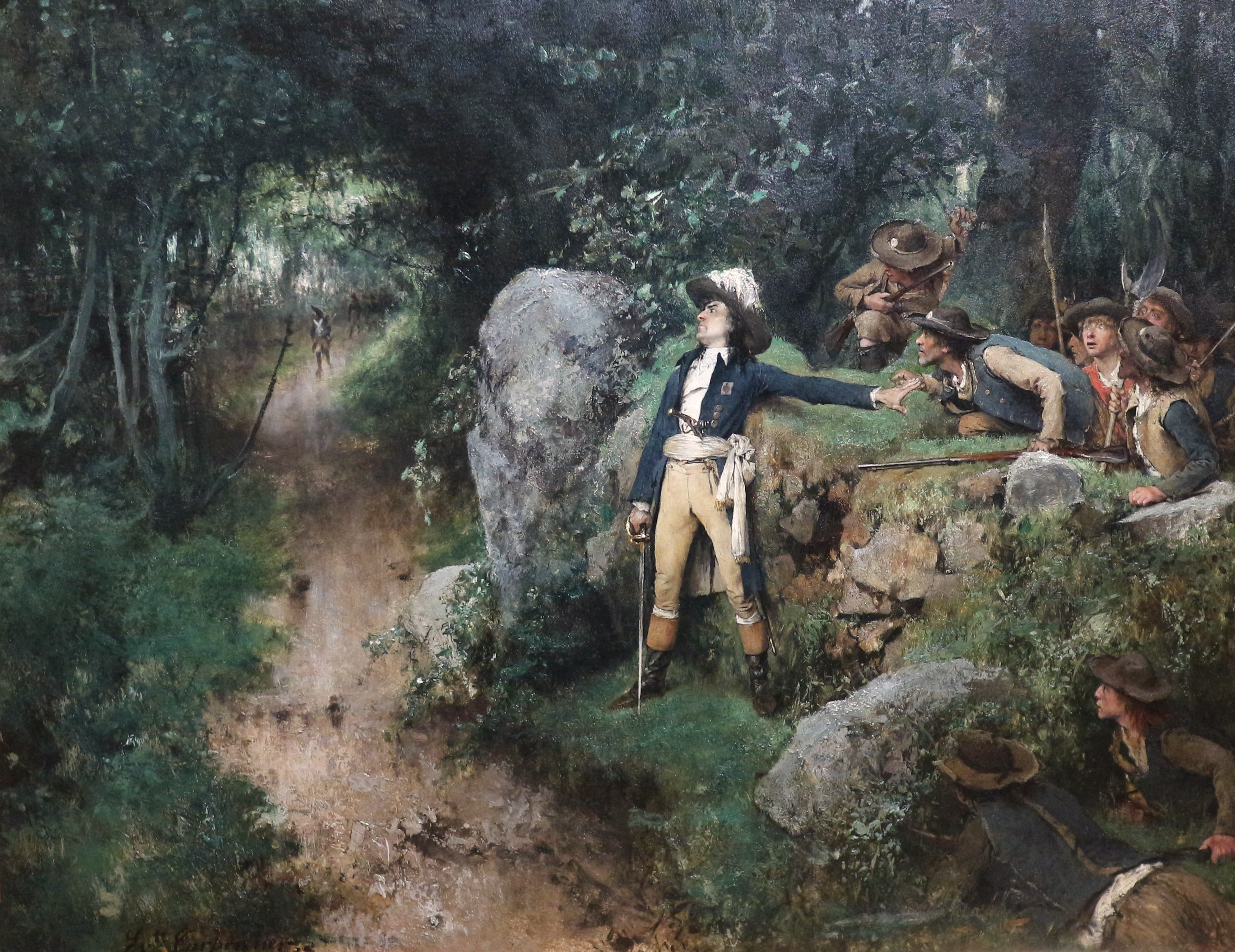
L'Embuscade, huile sur toile d'Évariste Carpentier, XIXe siècle, Historial de la Vendée

Armée « populaire », elle trouve un soutien tant sur le plan logistique que militaire parmi le petit peuple des campagnes. Les célèbres « moulins de Vendée » dont la position des ailes servent à prévenir des mouvements des troupes gouvernementales en sont une illustration.
La stratégie des combats, basée sur des opérations de harcèlement, s'organise autour des atouts que procure le bocage, partout présent : composé de haies et de chemins creux, il facilite les opérations d'embuscade et gêne la manœuvre des grandes unités de l'armée révolutionnaire.

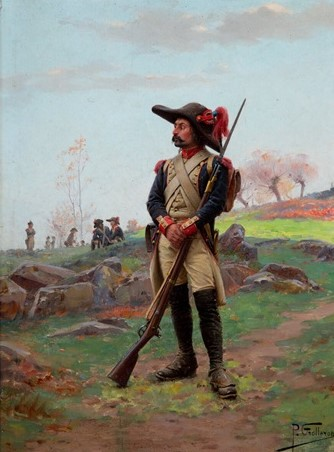
Grenadier républicain, huile sur panneau de Paul Grolleron, XIXe siècle.

Les défenses républicaines s'appuient quant à elles sur plusieurs villes situées autour de la Vendée militaire : les principales sont Nantes et Angers au nord, Saumur, Thouars et Parthenay à l'est, et Les Sables-d'Olonne, Luçon et Fontenay-le-Comte au sud. Excepté Nantes, qui dépend de l'Armée des côtes de Brest dirigée par le général Canclaux, toutes les autres garnisons sont rattachées à l'Armée des côtes de La Rochelle dont le commandement est exercé successivement par les généraux Berruyer, Beaufranchet d'Ayat et Biron.
Au début du conflit, les forces républicaines sont constituées de gardes nationales locales et de troupes de ligne disposées sur le littoral pour contrer d'éventuelles incursions britanniques. Plusieurs vagues de renforts affluent ensuite, avec notamment 15 bataillons parisiens et la Légion germanique en avril, l'Armée de Mayence en août et deux colonnes de l'Armée du Nord en novembre. Les effectifs républicains ne sont pas connus avec exactitude, mais sont estimés entre 9 000 et 17 000 hommes au printemps 1793, entre 20 000 et 30 000 hommes au 15 août 1793, entre 40 000 et 70 000 hommes au 30 octobre 1793 et entre 55 000 et 98 000 hommes au 30 janvier 1794. Au total, les effectifs théoriques cumulés des forces républicaines dans l'Ouest aurait atteint 130 000 à 150 000 hommes entre 1793 et 1796.

### Échec de l'offensive républicaine en avril

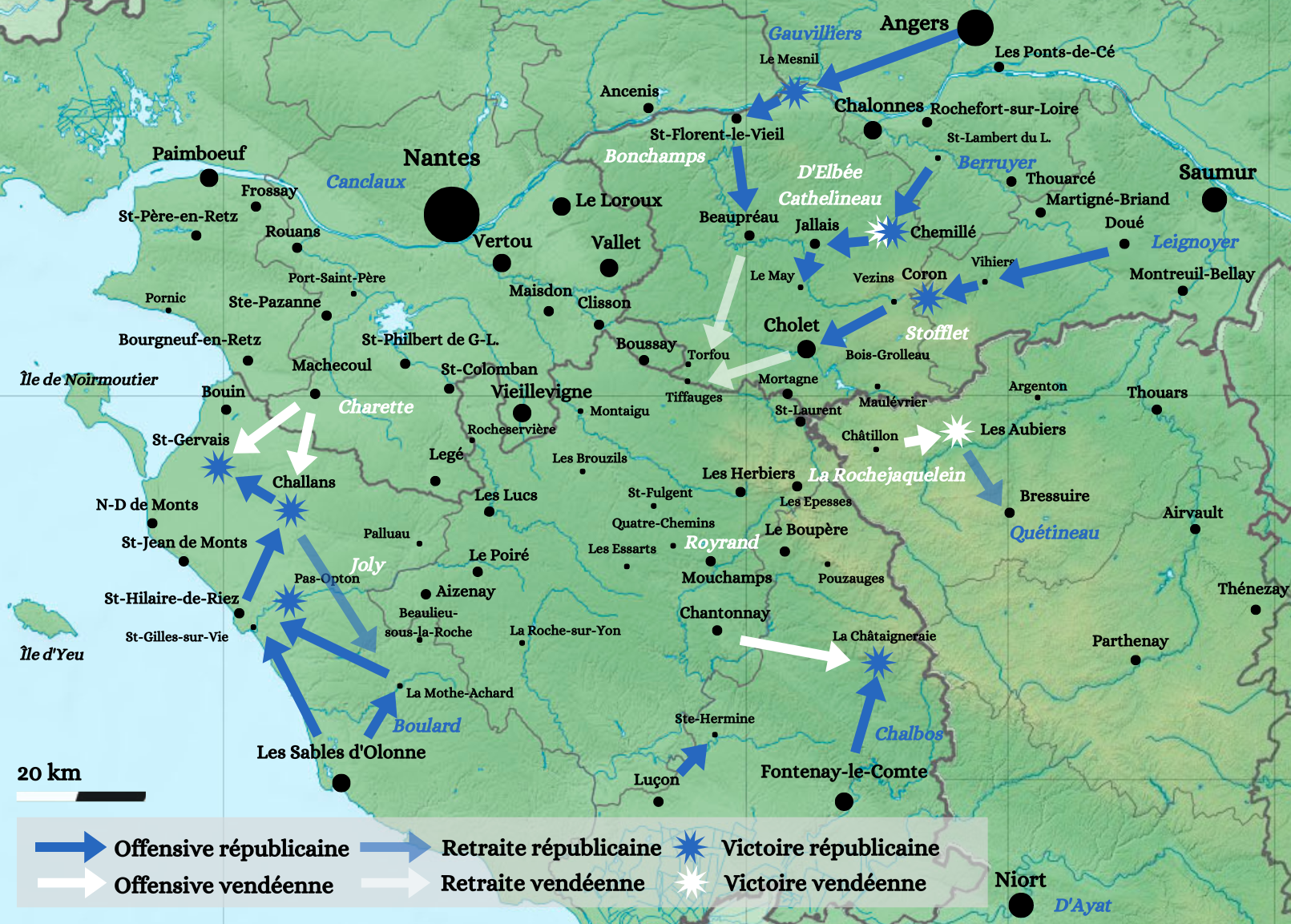
Carte des combats en Vendée entre le 10 et le 19 avril 1793.

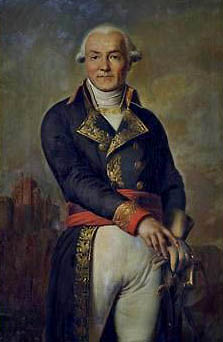
Le général Jean-François Berruyer, huile sur toile de Jules Varnier, 1841, musée de l'Armée, Paris.

Le 17 mars à Paris, la Convention nationale est informée des soulèvements qui agitent la Bretagne, l'Anjou, le Bas-Maine et le Poitou. Aussitôt celle-ci décrète la peine de mort pour tout insurgé pris les armes à la main ou porteur d'une cocarde blanche. Par un hasard du calendrier, le député Lasource rend un rapport le lendemain sur l'Association bretonne d'Armand Tuffin de La Rouërie. Les députés font le lien entre les deux affaires et en déduisent, à tort un complot ourdi par les nobles et le clergé,.
Le 23 mars, le Conseil exécutif et le Comité de sûreté générale remettent le commandement des troupes chargées de la répression en Vendée au général Jean-François Berruyer. Ce dernier est épaulé par le représentant Goupilleau de Montaigu et 15 000 hommes sont envoyés en renfort. Arrivé début avril à Angers, Berruyer divise ses troupes en trois corps. Le premier, fort de 4 000 hommes, est commandé par Gauvilliers, le second disposant des mêmes effectifs est dirigé par Berruyer lui-même tandis que le troisième, comptant 8 000 soldats, est à Vihiers sous les ordres de Leigonyer. De plus, le général Quétineau occupe Bressuire plus au sud avec 3 000 gardes nationaux.
Début avril, les colonnes se mettent en marche avec pour objectif de pousser les rebelles vers la mer. Le 11 avril, Berruyer, parti de Saint-Lambert-du-Lattay, arrive à Chemillé où il rencontre les forces de d'Elbée. Les Républicains sont d'abord repoussés, mais les Vendéens abandonnent la ville et se replient sur Mortagne. Au nord, Bonchamps recule devant les forces de Gauvilliers et se replie sur la même ville. De son côté Stofflet affronte Leigonyer à Coron mais il doit à son tour battre en retraite sur Mortagne après trois jours de combat.

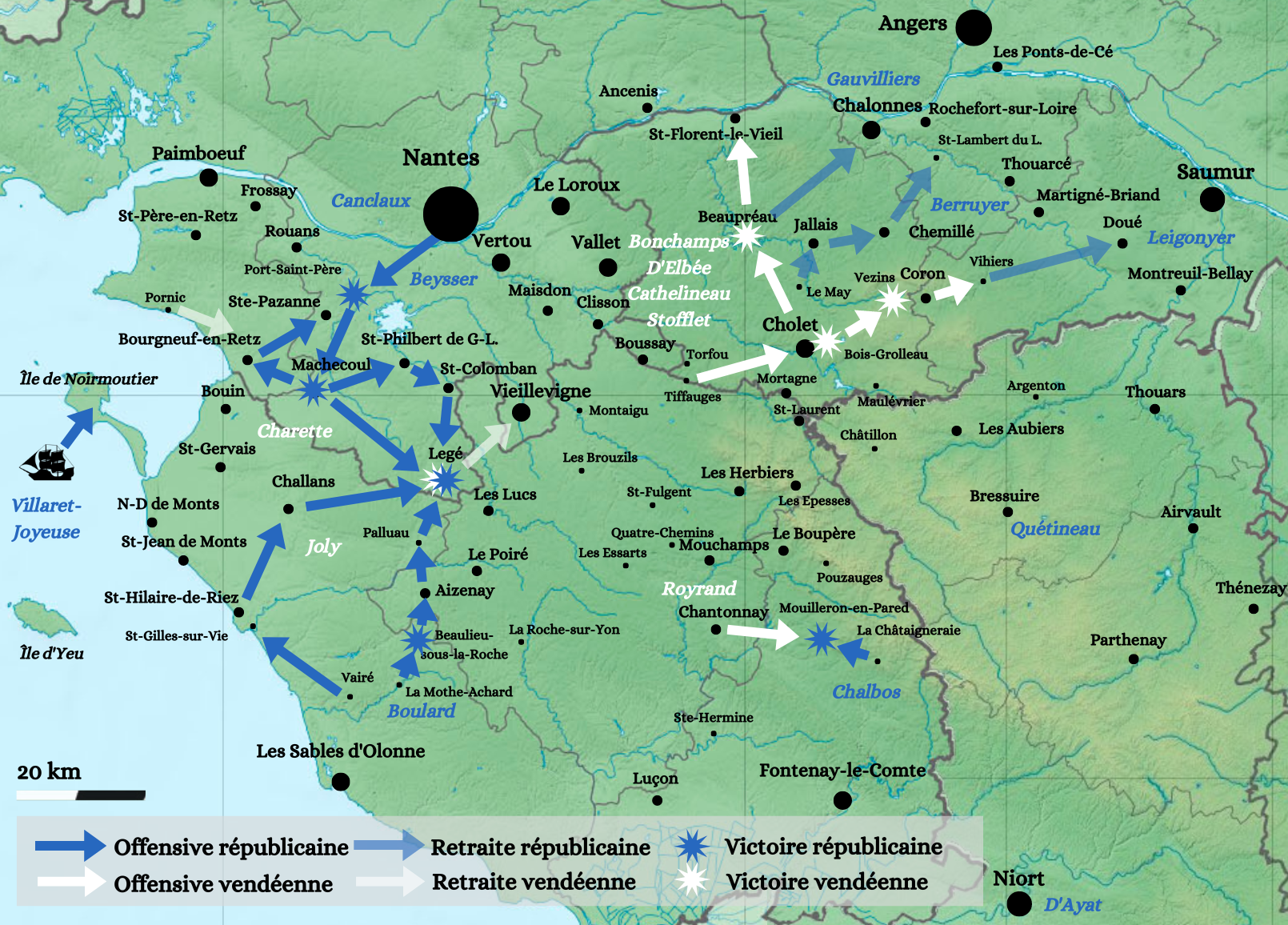
Carte des combats en Vendée entre le 20 avril et le 5 mai 1793.

L'offensive de Berruyer semble alors réussir, mais les paysans de la Gâtine, dans les Deux-Sèvres, se révoltent à leur tour à cette période et prennent pour chef Henri de La Rochejaquelein. Ce dernier, à la tête de 3 000 hommes, attaque et bat les troupes de Quétineau aux Aubiers le 13 avril. Le général républicain se replie sur Bressuire tandis que La Rochejaquelein part renforcer les troupes insurgées à Mortagne. Cependant Berruyer hésite à lancer l'offensive générale, trop inquiet du mauvais état de ses troupes il ignore que la situation des Vendéens est bien plus alarmante que la sienne. Aussi les chefs royalistes profite de ce répit pour attaquer les colonnes républicaines les unes après les autres. Le 19 avril, il se jettent sur Leigonyer à Vezins et mettent ses troupes en déroute. Informé, Berruyer ordonne une retraite générales sur Les Ponts-de-Cé mais il laisse Gauvilliers isolé à Beaupréau. Ce dernier se retrouve encerclé par les Vendéens et est écrasé le 22 avril, laissant plus de 1 000 prisonniers. L'offensive républicaine en Anjou est un échec et l'ensemble des forces de Berruyer se replie sur Angers.

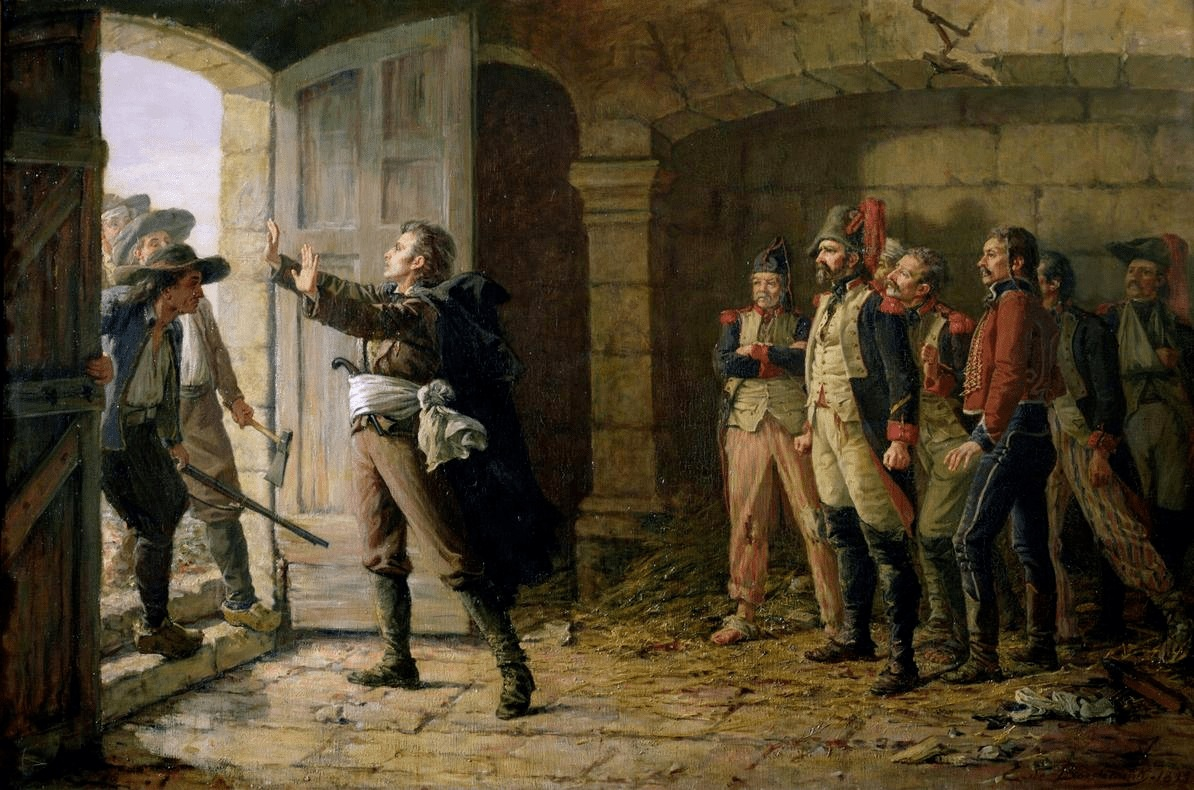
D'Elbée protégeant les prisonniers républicains après la bataille de Chemillé, peinture de Marie Félix Edmond de Boislecomte, 1899, musée d'Art et d'Histoire de Cholet.

Cependant dans le Bas-Poitou et le Pays de Retz, les républicains remportent quelques succès. Le 7 avril, le général Henri de Boulard sort des Sables d'Olonne avec 4 280 hommes. Le 8, il prend La Mothe-Achard, quartier général de Joly, puis entre le 9 à Saint-Gilles-Croix-de-Vie sans rencontrer de résistance. Les républicains repoussent ensuite une contre-attaque des troupes de Joly devant Saint-Gilles le 10, puis prennent Saint-Hilaire-de-Riez le 11 et entrent dans Challans, abandonnée par les insurgés, le 12. Le lendemain, les forces réunies de Charette et Joly contre-attaquent pour reprendre la ville mais sont repoussées. Le 14 avril, les républicains atteignent le bourg de Saint-Gervais et repoussent le lendemain une nouvelle attaque des forces de Charette et Joly. Cependant l'armée de Boulard, jugée trop isolée et éloignée de ses bases, reçoit ensuite l'ordre de battre en retraite,. Le général républicain se retrouve ainsi obligé d'abandonner les localités conquises et se replie sur La Mothe-Achard entre le 20 et le 22 avril,.
Plus au nord, le général Beysser sort de Nantes le 20 avril avec 3 200 soldats. Il s'empare aussitôt de Port-Saint-Père, le quartier-général de La Cathelinière. Le 22, il arrive devant Machecoul où l'armée de Charette, démoralisée par ses défaites à Challans et Saint-Gervais, se débande presque sans combattre et abandonne la ville aux républicains. René Souchu est capturé et décapité à la hache. Le 23 avril, un détachement réoccupe Challans. Le 25, les insurgés de l'île de Noirmoutier se soumettent après un débarquement des troupes de marine de l'escadre de Villaret-Joyeuse et une sommation du général Beysser,. Le 26 avril, Pornic, désormais isolée, est abandonnée par les insurgés,. Tout le littoral est alors contrôlé par les républicains.

### Les victoires vendéennes de mai et juin

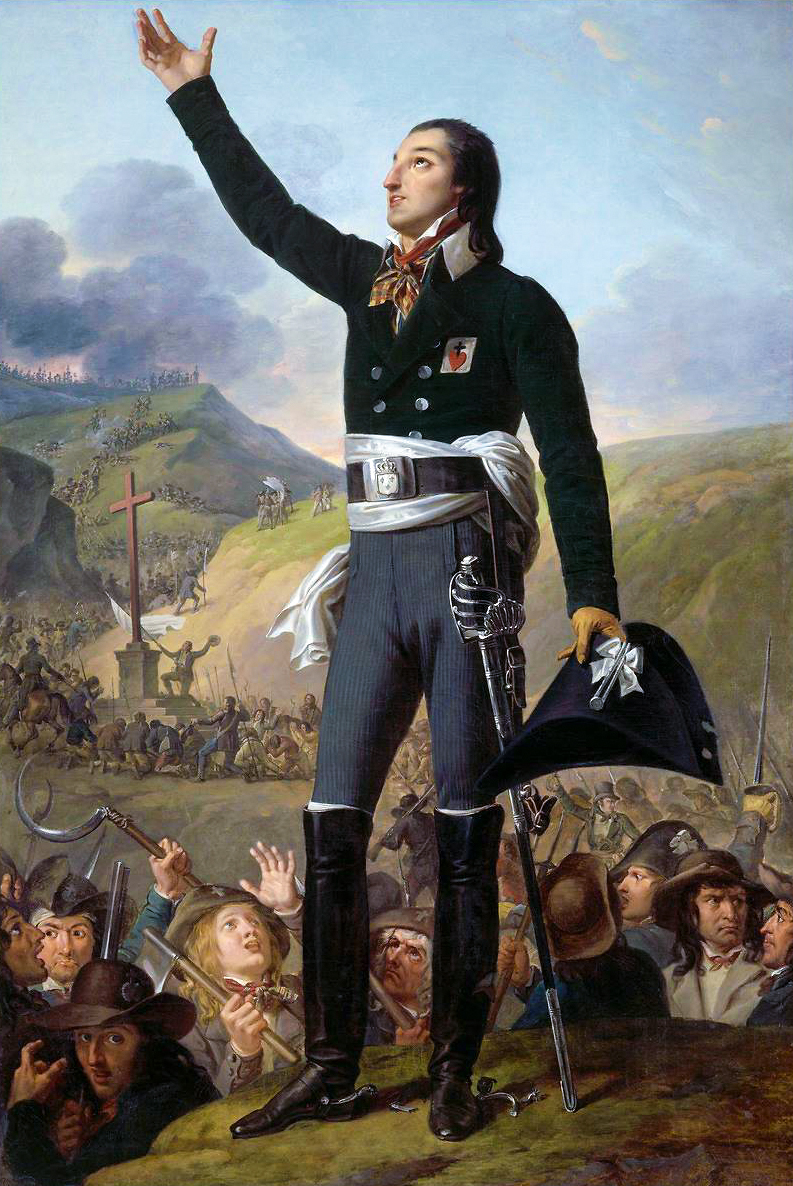
Louis de Salgues de Lescure, huile sur toile de Robert Lefèvre, 1818, musée d'Art et d'Histoire de Cholet.

Le mois de mai 1793 s'ouvre par une grande offensive des Vendéens de l'armée d'Anjou et du Haut-Poitou, dite la « Grande Armée » menée par Cathelineau, Bonchamps, D'Elbée, Stofflet et La Rochejaquelein. Le 3 mai, le général Quétineau doit abandonner Bressuire, laissant derrière lui un riche dépôt de munitions et des prisonniers, parmi lesquels Louis de Lescure et Bernard de Marigny qui se joignent à l'armée. Le général Quétineau se retranche avec plus de 5 000 hommes dans la ville de Thouars, mais la place est attaquée deux jours plus tard par près de 30 000 Vendéens. Après un sanglant combat, Quétineau capitule, ce qui lui vaudra d'être condamné à mort en décembre par le Tribunal révolutionnaire. Il est remis en liberté avec ses hommes contre le serment de ne plus combattre en Vendée. La victoire vendéenne a un grand retentissement, les rebelles s'emparent de milliers de fusils, de munitions, de 12 canons et d'un trésor de 500 000 livres,.
L'armée vendéenne quitte Thouars le 9 mai et poursuit vers le sud : le 11 elle s'empare de Parthenay et le 13 La Châtaigneraie est prise et pillée après un combat contre les 3 000 hommes du général Chalbos. Mais beaucoup de soldats-paysans choisissent de rentrer chez eux et l'Armée catholique et royale se désagrège au fur et à mesure de son avancée loin du bocage. Le 16 mai, devant Fontenay-le-Comte, les Vendéens sont moins de 8 000 face aux forces de Chalbos, Sandoz et Nouvion. Habitués à combattre dans le bocage et non sur la plaine, les Vendéens sont repoussés par les républicains en laissant derrière eux une centaine de morts.

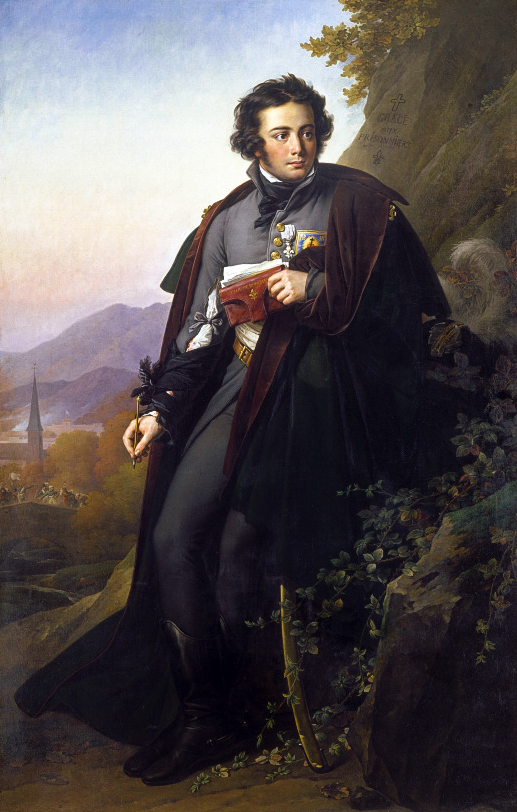
Charles de Bonchamps, huile sur toile de Anne-Louis Girodet-Trioson, 1824, musée d'Art et d'Histoire de Cholet.

Victorieux, Chalbos reprend La Châtaigneraie, mais il l'abandonne le 24 mai lorsque l'Armée catholique et royale, reformée dans le bocage et désormais forte de plus de 30 000 hommes, revient le 25 devant Fontenay-le-Comte pour se venger de sa défaite. Trop peu nombreuse, l'armée républicaine est mise en déroute après un court combat et 3 000 soldats sont faits prisonniers. Comme à Thouars, ces derniers sont relâchés contre le serment ne plus prendre les armes. Les Vendéens occupent Fontenay-le-Comte, mais ils abandonnent la ville entre le 28 et le 30 mai.
La semaine suivante, l'état-major de la Grande Armée décide d'attaquer la ville de Saumur. Le 6 juin, une avant-garde de 1 500 républicains est vaincue à Vihiers, le 7 Doué-la-Fontaine est envahie et le 8 des renforts républicains venant de Thouars sont dispersés à Montreuil-Bellay. Le 9 juin, les Vendéens arrivent devant Saumur qui est prise d'assaut. Environ 1 500 républicains et 500 insurgés sont tués ou blessés. Les Vendéens font également 11 000 prisonniers et s'emparent d'un immense butin : 15 000 fusils, 60 canons et 50 000 livres de poudre. Les prisonniers républicains sont relâchés après avoir prêté le serment de ne plus combattre l'Armée catholique et royale. Ils sont également tondus afin de pouvoir être reconnus s'ils devaient trahir leur promesse. La déroute des bleus est telle que des détachements royalistes s'emparent brièvement de Chinon et de Loudun sans combattre et que quatre cavaliers parviennent à eux seuls à se rendre maîtres de La Flèche pendant quelques heures.
À Saumur l'état-major royaliste hésite entre marcher sur Nantes, Paris ou encore Niort afin d'y détruire l'armée de Biron, le nouveau général en chef de l'armée des côtes de La Rochelle. Pour assurer la cohésion de l'ensemble, les chefs — issus de la petite noblesse — élisent le 12 juin un roturier, Cathelineau, « généralissime » de l'Armée catholique et royale. Mais dès le 12 juin 20 000 des 30 000 paysans rassemblés rentrent chez eux et le 25 juin la garnison laissée sous le commandement de La Rochejaquelein ne compte plus que huit hommes. Ces derniers évacuent alors Saumur qui est réoccupée le 26 juin par les républicains.
À l'autre bout de la Vendée, dans le Bas-Poitou et le Pays de Retz, les combats tournent également en défaveur des républicains malgré quelques succès initiaux. Le 29 avril, le général républicain Henri de Boulard sort de La Mothe-Achard avec plus de 1 600 hommes et disperse les forces de Joly à Beaulieu-sous-la-Roche. Il atteint ensuite Palluau dans la nuit du 30 avril au 1er mai. De son côté, le chef vendéen Charette s'établit à Legé après sa débâcle à Machecoul. Il y est attaqué le 30 avril par un détachement nantais, mais il repousse l'assaut. Le général Jean-Baptiste-Camille de Canclaux, commandant en chef de l'armée des côtes de Brest, planifie alors une nouvelle offensive devant être lancée depuis Machecoul, Palluau, Challans et Saint-Colombin, par quatre colonnes commandées respectivement par Beysser, Boulard, Baudry d'Asson et Laborie. Le 5 mai, les républicains entrent dans Legé, qu'ils trouvent vide de combattants vendéens,. Ils laissent alors une petite garnison sur place et regagnent leurs cantonnements initiaux, mais le 7 mai la colonne de Laborie est attaquée par surprise et mise en déroute par les troupes de Charette à Saint-Colombin,. Sur ordre de Canclaux, Legé est alors évacuée le 9 mai et est réinvestie le soir même par Charette,. Le 12 mai, Port-Saint-Père est attaqué par La Cathelinière, mais Canclaux arrive en renfort depuis Nantes et repousse l'assaut. Le 15 mai, Charette et Joly attaquent Palluau, mais ils sont également repoussés par les forces de Boulard, pourtant largement en sous-nombre. Affaibli par des désertions au sein de ses troupes, Boulard abandonne cependant le bourg le 17 mai et se replie une nouvelle fois sur La Mothe-Achard. Son second, Baudry d'Asson, évacue quant à lui Challans et Saint-Gilles-sur-Vie le 29 mai et regagne Les Sables-d'Olonne. N'étant plus menacées par l'armée des Sables, les forces vendéennes de Charette, La Cathelinière et Vrignault réunissent 12 000 à 15 000 hommes à Legé et partent à l'assaut de Machecoul le 10 juin,. Forte de seulement 1 300 hommes, la garnison républicaine s'enfuit sur Nantes, laissant derrière elle tous ses canons, au moins une centaine de morts et 500 prisonniers. Les républicains abandonnent également Port-Saint-Père et ouvrent ainsi la route de Nantes.

### L'échec de l'assaut contre Nantes

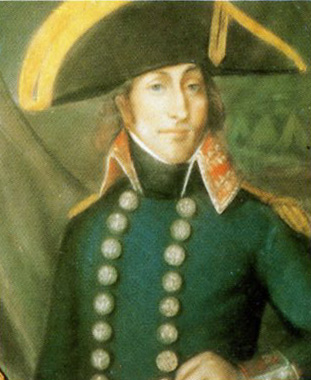
Jean Baptiste Camille de Canclaux, huile sur toile anonyme, XVIIIe siècle, musée Dobrée, Nantes.

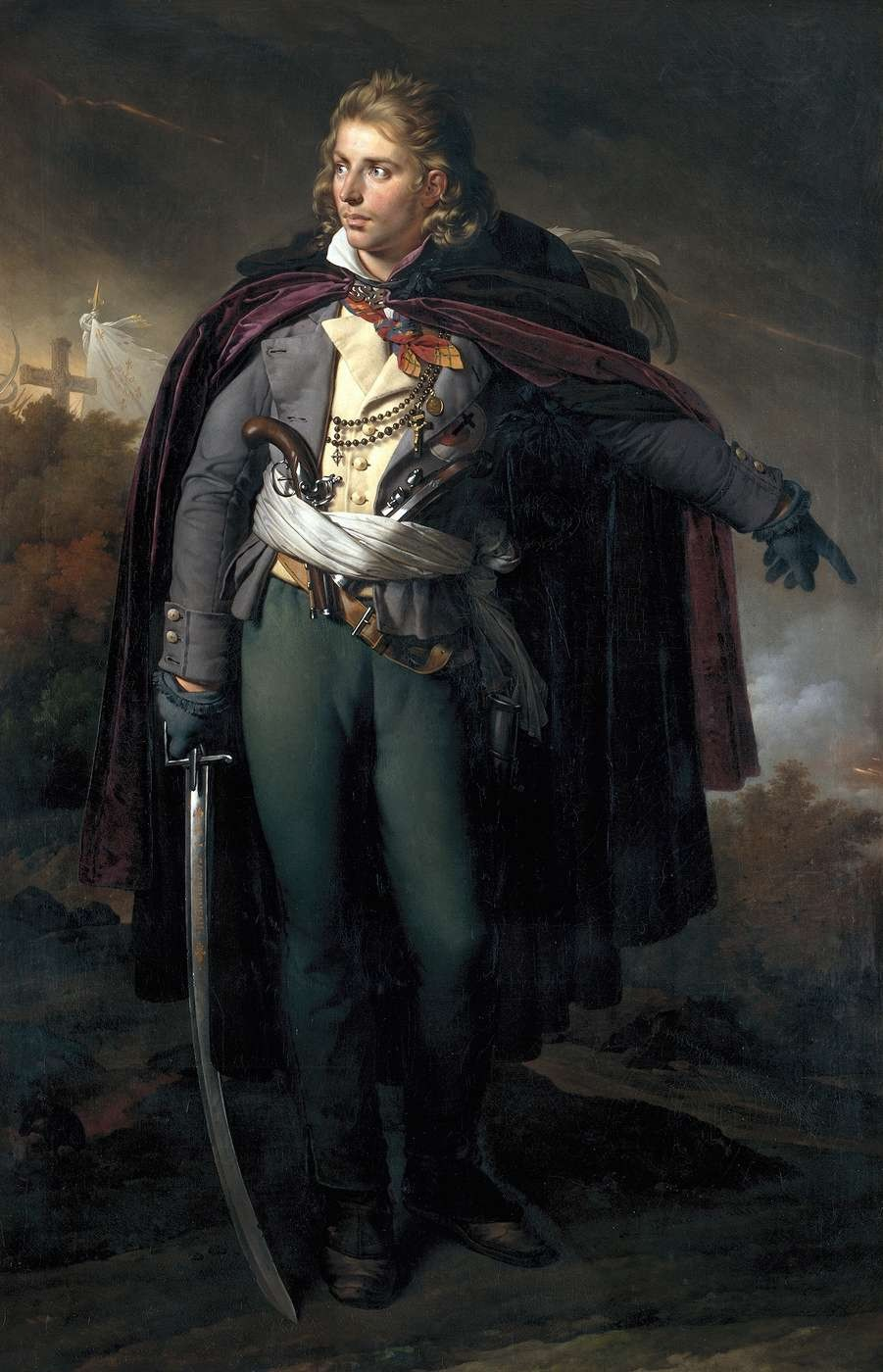
Jacques Cathelineau, huile sur toile de Anne-Louis Girodet-Trioson, 1816, musée d'Art et d'Histoire de Cholet.

La « Grande Armée », partie de Saumur, descend la Loire et entre le 18 juin dans Angers, abandonnée par les 5 000 hommes de la garnison. Charette lui écrit alors pour lui proposer de s'emparer avec lui de Nantes, de son port et de ses richesses. Sans attendre, il avance avec ses propres forces.
À Nantes, malgré la division entre le peuple (montagnard) et la bourgeoisie du négoce et du barreau (girondine), les habitants refusent d'évacuer la ville, comme l'ordonnent les envoyés en mission. Ils organisent la résistance, rassemblant tous les canons et toutes les barques disponibles, construisant redoutes et fossés. Aux côtés du maire Baco de la Chapelle, le général Canclaux, chef de l'armée des côtes de Brest, réunit 3 000 hommes de ligne et cavaliers, auxquels s'ajoutent 2 000 volontaires, 5 000 gardes nationaux et 2 000 ouvriers employés à la réparation des armes, soit un total de 12 000 hommes, contre les 15 000 de l'armée du Bas-Poitou et du Pays de Retz commandés par Charette sur la rive gauche de la Loire et les 18 000 de la « Grande Armée » sur la rive droite, menés par Cathelineau. Devant cette résistance et le manque de coordination des royalistes, l’attaque contre Nantes, les 28 et 29 juin, échoue. Cathelineau est mortellement blessé et les paysans, démoralisés, se retirent.
Au même moment, Biron, général en chef de l'armée des côtes de La Rochelle, ordonne à Westermann de mener un raid de diversion dans le cœur de la « Vendée militaire ». À la tête d'une petite armée, ce dernier fond sur Parthenay le 25 juin, puis il s'empare de Châtillon, la capitale des insurgés, le 3 juillet. Il délivre 2 000 prisonniers républicains, pille les magasins des insurgés et s'empare des archives du Conseil supérieur des Blancs.
Rassemblée à Cholet après sa défaite à Nantes, la « Grande Armée » contre-attaque avec 25 000 hommes. Les Vendéens anéantissent les forces de Westermann, qui n'en réchappe qu'avec quelques centaines d'hommes, et reprennent Châtillon le 5 juillet. Bien que mal mené, le raid républicain empêche cependant les Blancs de tenter un second assaut contre Nantes. Pour protéger leur territoire, les insurgés repassent massivement sur la rive gauche de la Loire. Angers, Saumur, Thouars et Fontenay-le-Comte sont progressivement abandonnées et reprises sans combat par les patriotes.

### Combats indécis en juillet et août

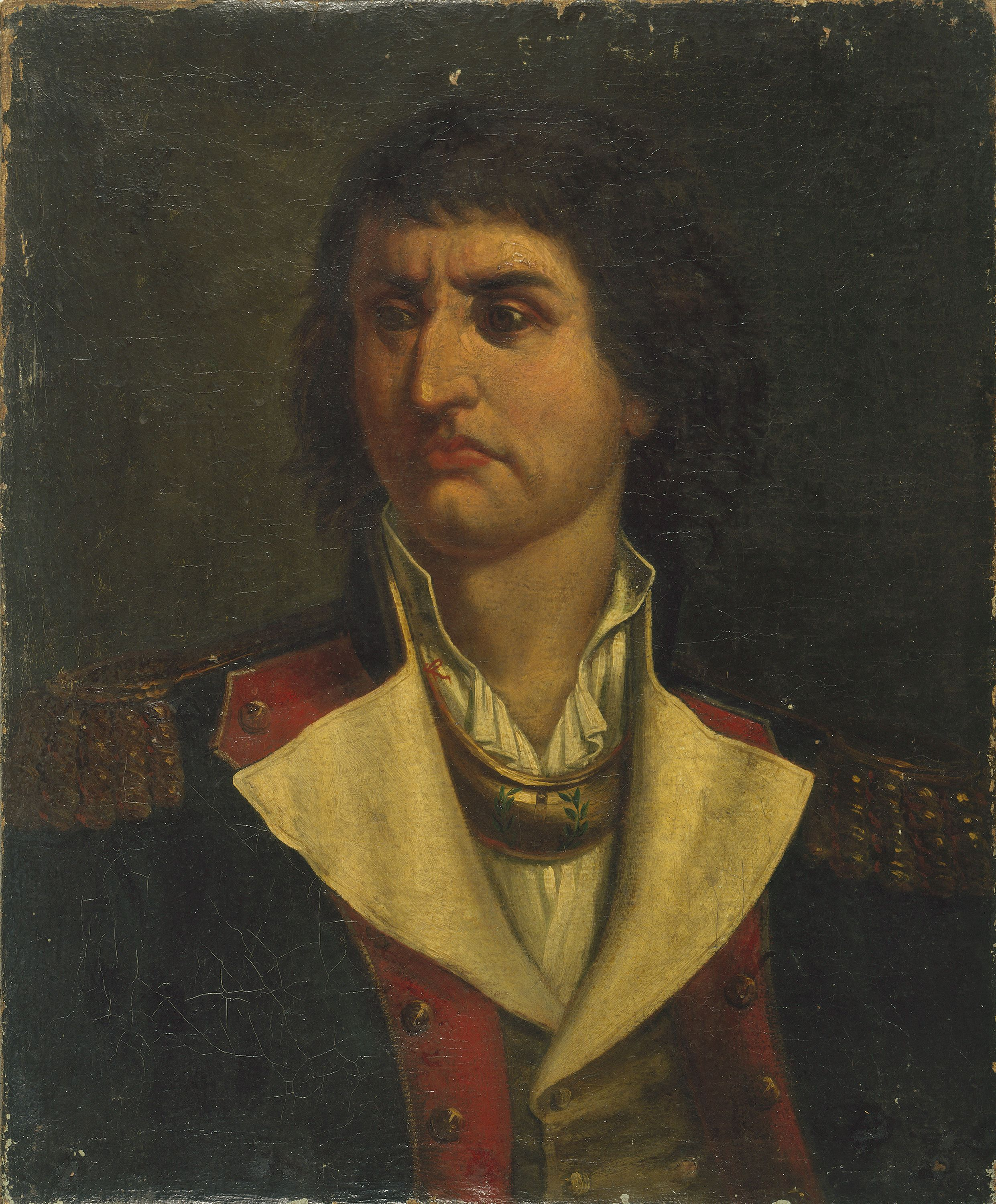
Portrait du général Santerre, huile sur toile anonyme, 1793, musée Carnavalet.

Pendant les mois de juillet et août, les combats sont indécis et les offensives des deux camps sont contenues. Sortis de Saumur, les républicains remportent un succès à Martigné-Briand et s'emparent de Vihiers le 15 juillet. Mais ils sont écrasés trois jours plus tard par une contre-attaque vendéenne, des centaines de soldats sont faits prisonniers.
De son côté l'état-major vendéen est divisé quant à la conduite des opérations à mener. Bonchamps préconise une offensive vers le nord pour provoquer l'insurrection de la Bretagne et du Maine, tandis que D'Elbée, le nouveau généralissime (Cathelineau succombe à ses blessures le 14 juillet), est favorable à une attaque des villes du sud, jugées plus vulnérables, pour s'emparer du port de La Rochelle.
Alors que les troupes de Bonchamps livrent des combats sans résultat aux abords d'Angers, le reste de l'armée mené par d'Elbée tente une attaque au sud sur Luçon afin de repousser une incursion des républicains du général Tuncq qui ont brûlé Chantonnay. Mais le 30 juillet l'offensive vendéenne est repoussée devant la ville. Deux semaines plus tard, cette fois-ci renforcée par les forces de Charette, l'armée catholique et royale forte de 35 000 hommes, lance une nouvelle attaque sur Luçon. Mais les 6 000 hommes du général Tuncq mettent en déroute les Vendéens, habitués à combattre dans le bocage mais vulnérables sur la plaine. Ces derniers laissent 1 500 à 2 000 morts sur le champ de bataille, contre une centaine de tués pour les républicains, ils éprouvent ce jour-là, l'une de leurs plus lourde défaites. Les républicains reprennent ensuite Chantonnay, mais ils en sont chassés le 5 septembre par une nouvelle attaque de d'Elbée.

### Intervention de l'Armée de Mayence et offensive républicaine de septembre et octobre

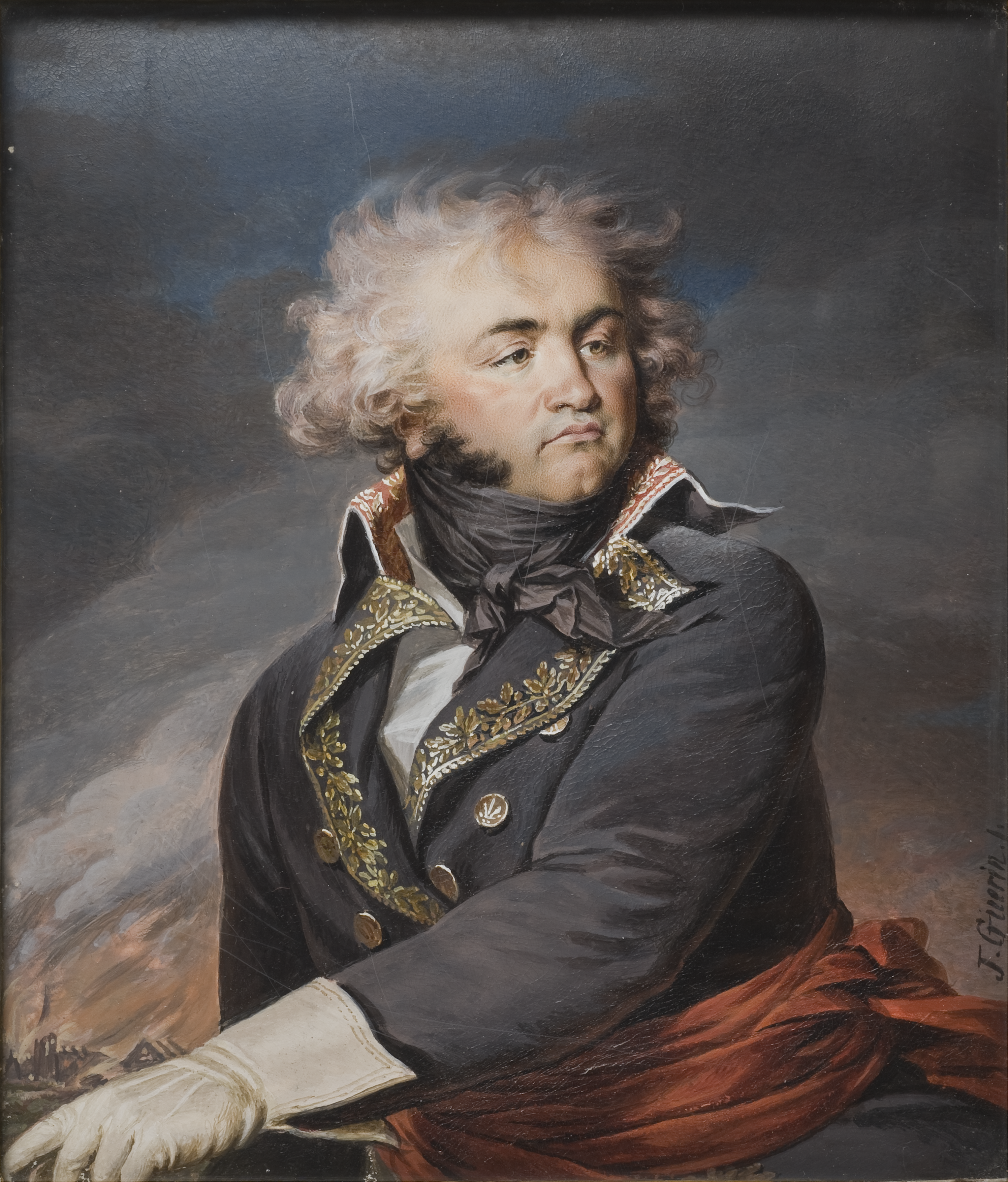
Jean-Baptiste Kléber, huile sur toile Jean-Urbain Guérin, 1798, Nationalmuseum, Stockholm.

Devant les succès des contre-révolutionnaires et par crainte de contagion, Biron est destitué et dans les semaines qui suivent les généraux nobles (Canclaux, Grouchy, Aubert-Dubayet) sont progressivement remplacés, à l'initiative du ministre de la guerre Bouchotte, par des sans-culottes (Rossignol, Ronsin, Léchelle, d'anciens militaires, mais aussi le comédien du Théâtre-Français Grammont ou le brasseur Santerre). Tous se révèlent être de médiocres généraux, à la tête d'une armée « composite, mal équipée, condamnée au pillage pour survivre et détestée par les populations ».
Les Mayençais, du nom de la garnison de Mayence, qui a capitulé avec les honneurs au siège de Mayence par les coalisés le 23 juillet après quatre mois de blocus et 32 jours de tranchée ouverte, sont envoyés en renfort le 1er août,. Arrivés à Nantes les 6, 7 et 8 septembre, cette troupe disciplinée et courageuse menée par les généraux Aubert-Dubayet, Kléber, Vimeux, Beaupuy et Haxo est placée dans un premier temps dans l'armée des côtes de La Rochelle et dans un second temps sous les ordres de Canclaux, chef de l'armée des côtes de Brest jusqu'au 1er octobre 1793. Le comité de salut public envoie également à l'armée de l'Ouest Jean-Baptiste Carrier, pour compléter le rétablissement de l'ordre.
De leur côté les généraux sans-culottes de Saumur et Angers tentent de faire lever en masse les habitants des territoires non-insurgés contre les rebelles. Ainsi, les opérations peuvent mêler ponctuellement des civils aux troupes régulières, comme le 13 septembre à Doué-la-Fontaine, où le tocsin rassemble 30 000 hommes contre les « brigands », ou le 25 septembre à La Châtaigneraie.

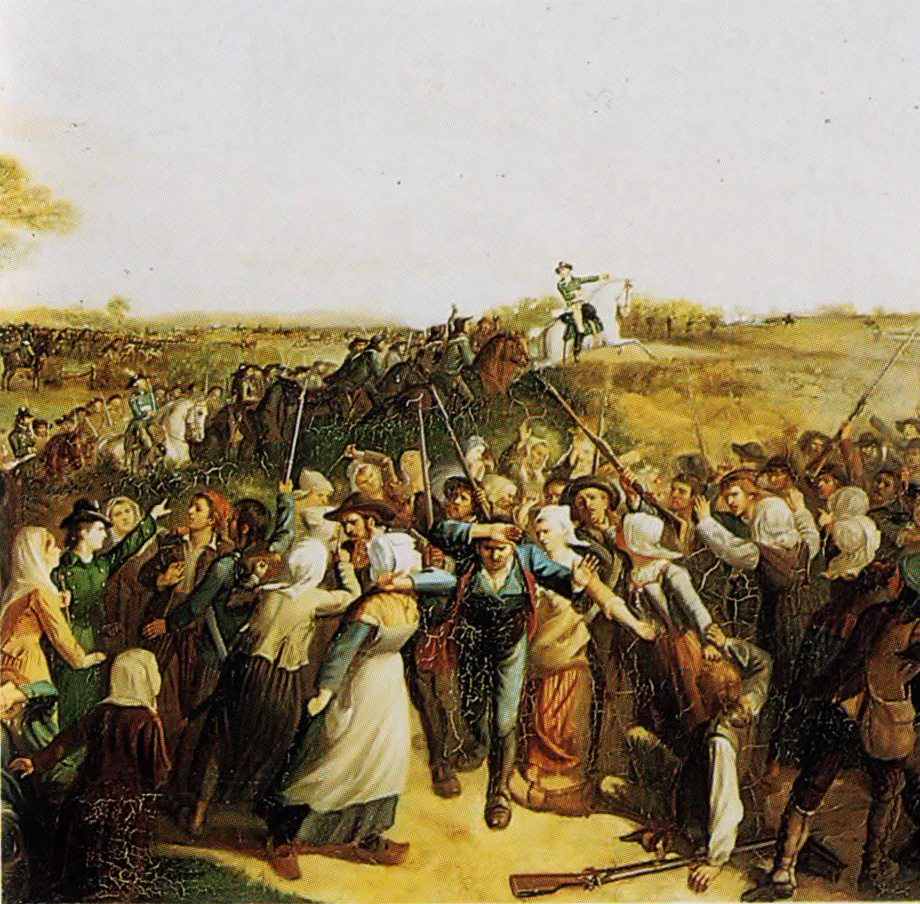
Bataille de Torfou ; les femmes de Tiffauges barrent le chemin aux Vendéens épouvantés à la vue des Mayençais conduits par Kléber, huile sur toile de Alfred de Chasteignier, XIXe siècle.

Le 8 septembre les Mayençais entrent en Vendée, Kléber à la tête de l'avant-garde repousse toutes les troupes rencontrées sur son passage : la troupe de La Cathelinière est chassée de Port-Saint-Père, puis les villes de Machecoul et Legé sont prises sans combat. Dans cette dernière ville 1 200 prisonniers républicains, soldats et civils, sont délivrés par les Mayençais. Charette se replie et quitte le Marais breton pour rejoindre l'armée d'Anjou. Il est cependant rejoint à Montaigu et mis en déroute. Suivant les ordres de destructions, les républicains incendient les bourgs et les villes qu'ils traversent. Mais le 18 septembre les 2 000 hommes de Kléber se retrouvent face à l'armée d'Anjou menée par d'Elbée, Lescure et Bonchamps. Au terme de la bataille de Torfou, les Mayençais subissent leur première défaite et sont contraints de faire retraite sur Clisson. Peu après, les 19 et 20 septembre, deux revers de l'Armée des côtes de La Rochelle sous les ordres du général Rossignol dans les villages de Coron et Saint-Lambert-du-Lattay achèvent de ruiner le plan de Canclaux qui est contraint de renoncer à une contre-attaque et de faire retirer toutes ses troupes sur Clisson.

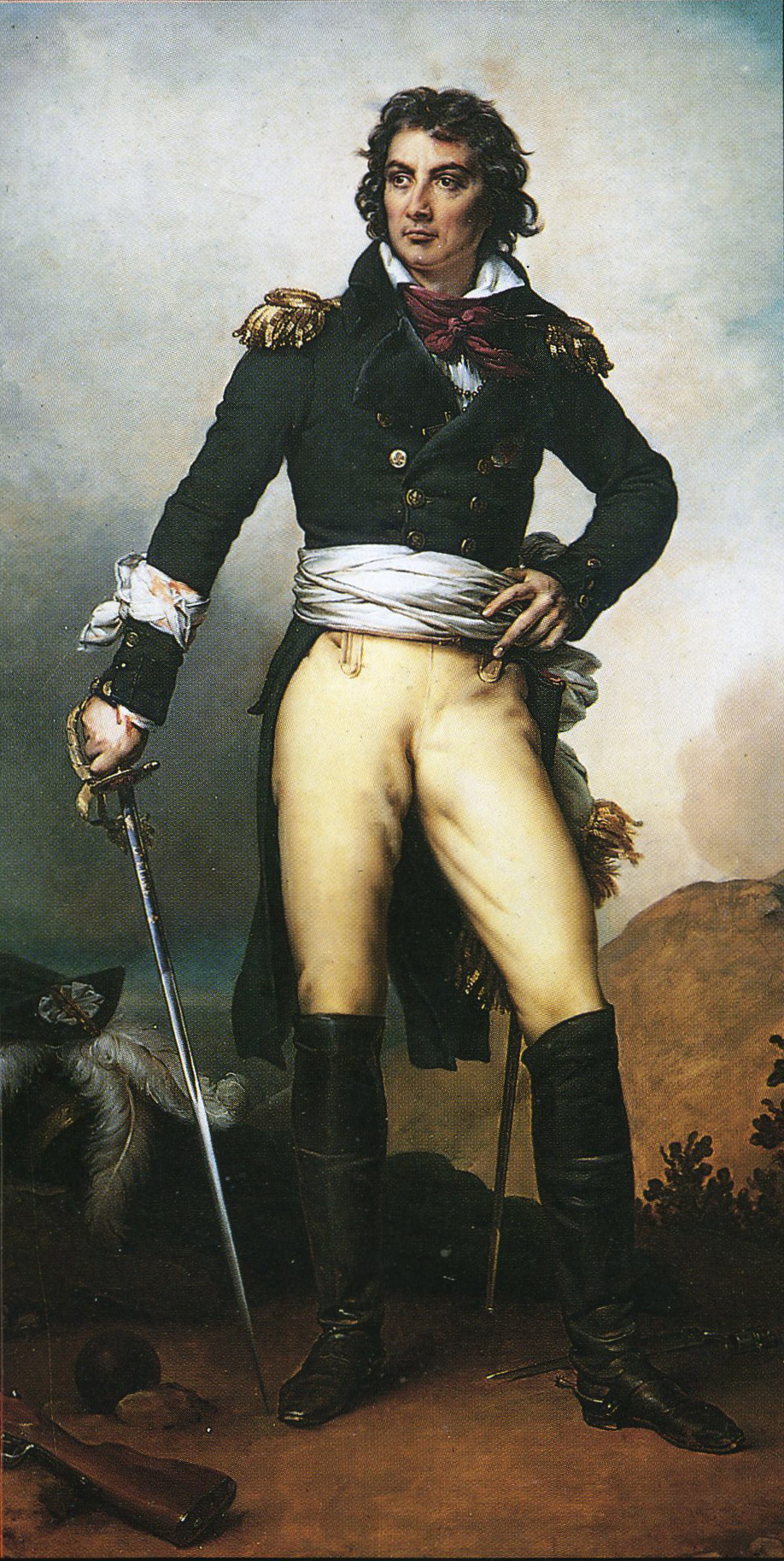
Maurice d'Elbée, huile sur toile de Paulin Guérin, 1827, musée d'Art et d'Histoire de Cholet.

À la suite de ces échecs, Canclaux donne l'ordre de repli général sur Nantes, Clisson est évacuée et incendiée. Les Vendéens tentent de couper la retraite des républicains mais Lescure et Charette enfreignent le plan et préfèrent attaquer Montaigu et Saint-Fulgent. Les troupes républicaines de Beysser et Mieszkowski occupants ces deux villes sont mises en déroute. Mais privées de soutien, les forces de d'Elbée et Bonchamps ne peuvent espérer empêcher la retraite des républicains sur Nantes et sont repoussés. Les républicains laissent cependant 400 blessés qui sont massacrés.
Après l'échec de son premier plan, Canclaux décide de former deux importantes colonnes, qui, parties de Nantes et Niort, doivent se rejoindre à Cholet. Cependant Canclaux est destitué par le Comité de salut public, qui décrète également la fusion de l'Armée des côtes de La Rochelle, de l'Armée de Mayence et de la partie nantaise de l'Armée des côtes de Brest pour former l'Armée de l'Ouest, placée sous le commandement du général Léchelle. Ce dernier se révèle rapidement être un général incompétent, et certains représentants en mission laissent officieusement la direction de la colonne nantaise au général Kléber.

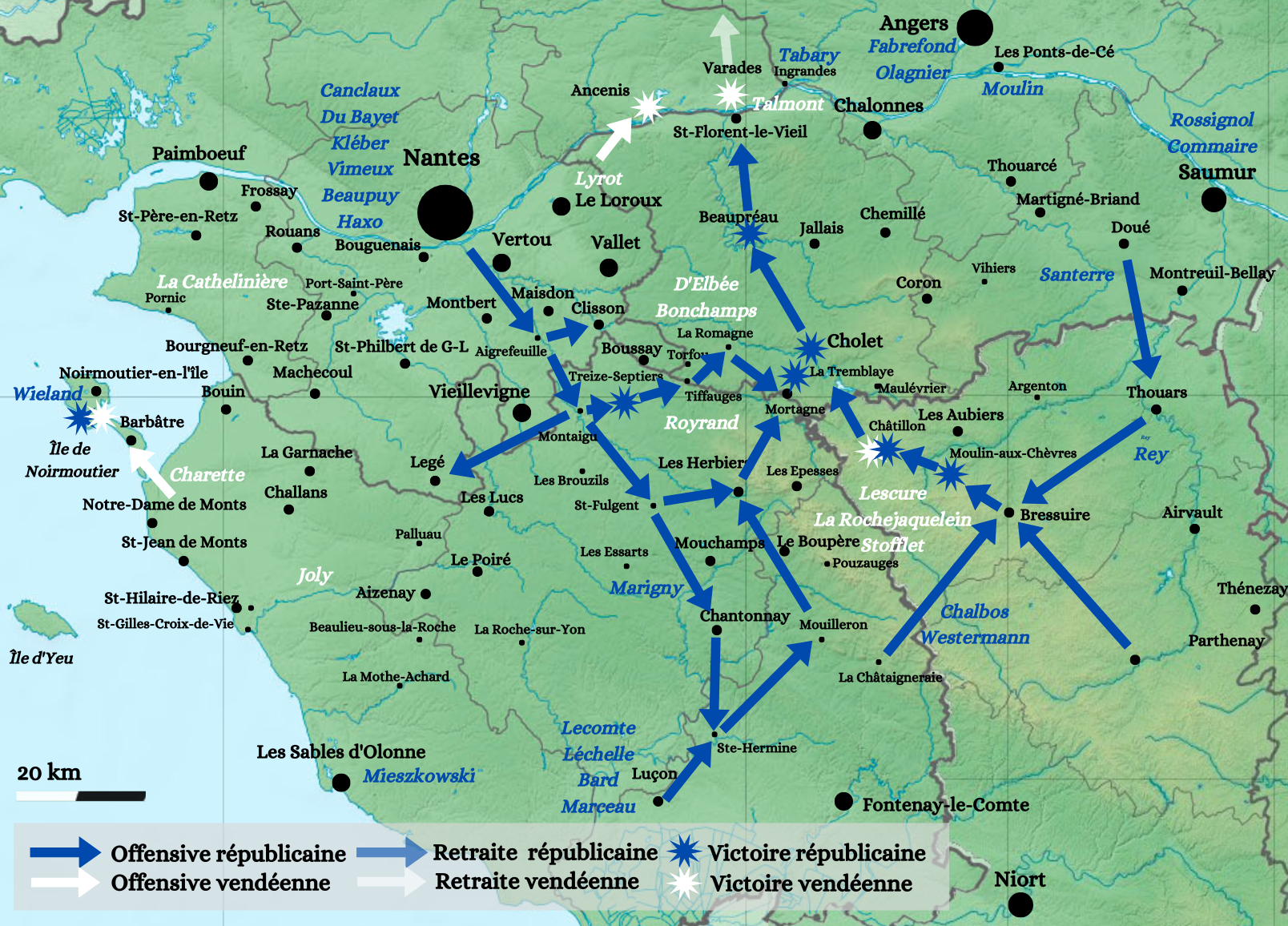
Carte des combats en Vendée du 25 septembre au 18 octobre 1793.

Au commencement d'octobre, malgré la destitution de son auteur, le second plan de Canclaux est mis à exécution avec succès. Sortie de Nantes, la colonne de l'armée de Mayence et de Brest reprend Montaigu, Clisson et Saint-Fulgent sans rencontrer de résistance, puis elle bat les Vendéens de d'Elbée et Bonchamps à Treize-Septiers le 6 octobre. Partis du sud, les 11 000 hommes de la colonne de Niort, commandée par Chalbos et Westermann battent les forces de Lescure, La Rochejaquelein et Stofflet le 9 octobre et s'emparent de Châtillon. Les Vendéens contre-attaquent deux jours plus tard et parviennent à chasser les républicains de leur « capitale », mais la ville, presque totalement détruite par les combats, est ensuite abandonnée. De son côté, la petite colonne de Luçon du général Bard met en fuite l'armée de Royrand qui se replie sur l'Anjou.

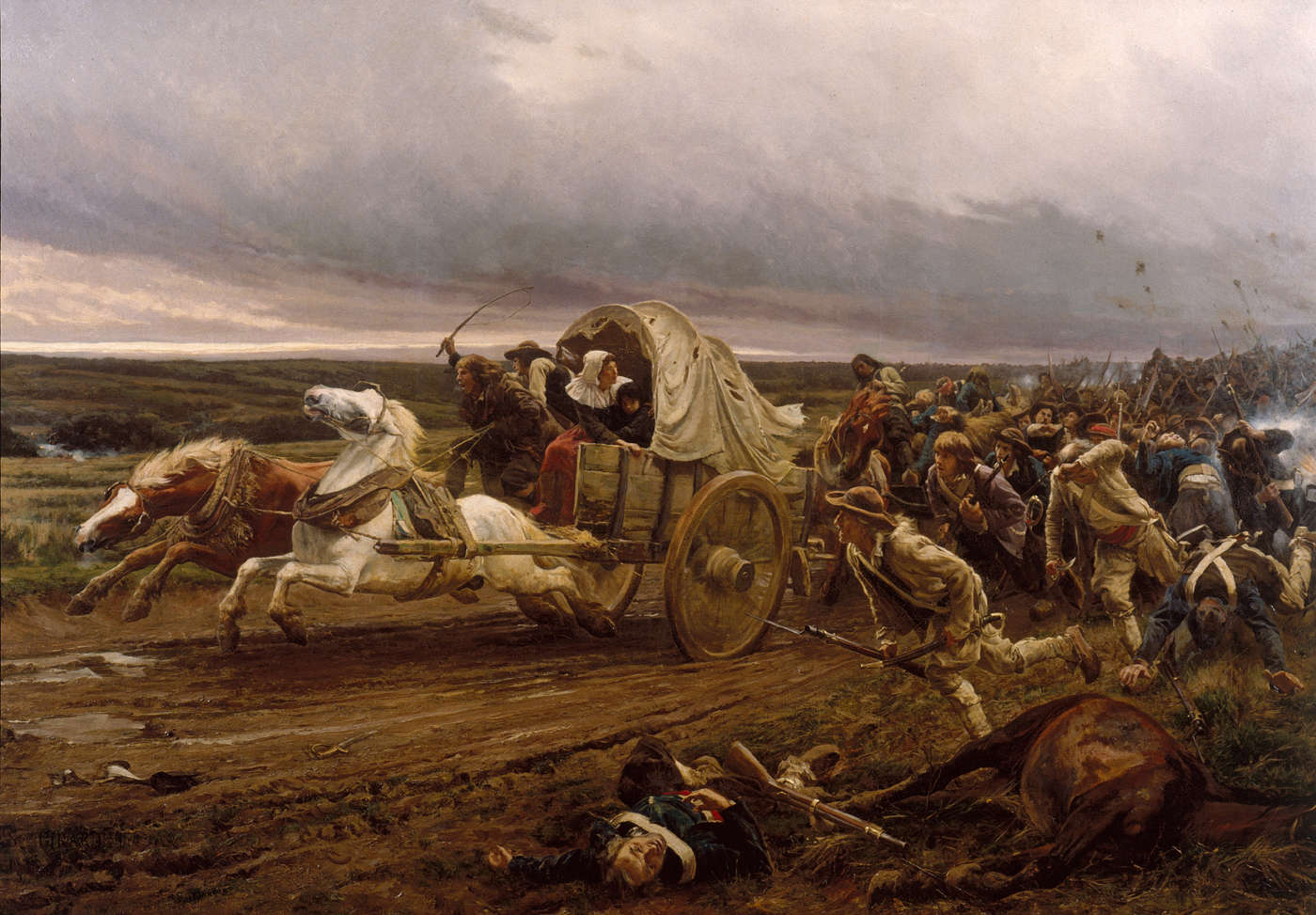
La déroute de Cholet, huile sur toile de Jules Girardet, 1882, musée d'Art et d'Histoire de Cholet.

Les armées vendéennes de l'Anjou, du Haut-Poitou et du Centre se rassemblent à Cholet. Le 15 octobre les Mayençais attaquent la ville. Le général Lescure est grièvement blessé, et les Vendéens, battus, évacuent la place et se replient sur Beaupréau. Les deux colonnes républicaines font leur jonction à Cholet dans la soirée, les forces rassemblées dans la ville sont alors de 26 000 hommes.
Le lendemain, les généraux vendéens décident de reprendre Cholet. Seul le prince de Talmont traverse la Loire avec 4 000 hommes pour s'emparer de Varades et assurer à l'armée une retraite vers la Bretagne en cas de défaite.
Le 17 octobre, 40 000 Vendéens se lancent à l'attaque de Cholet. La bataille est longtemps indécise mais après plusieurs assauts qui finissent au corps à corps, les Vendéens sont repoussés. Les deux camps laissent des milliers de morts et de blessés sur le champ de bataille. Les généraux vendéens d'Elbée et Bonchamps sont grièvement blessés,.

## La Virée de Galerne

### La traversée de la Loire et la marche sur Granville

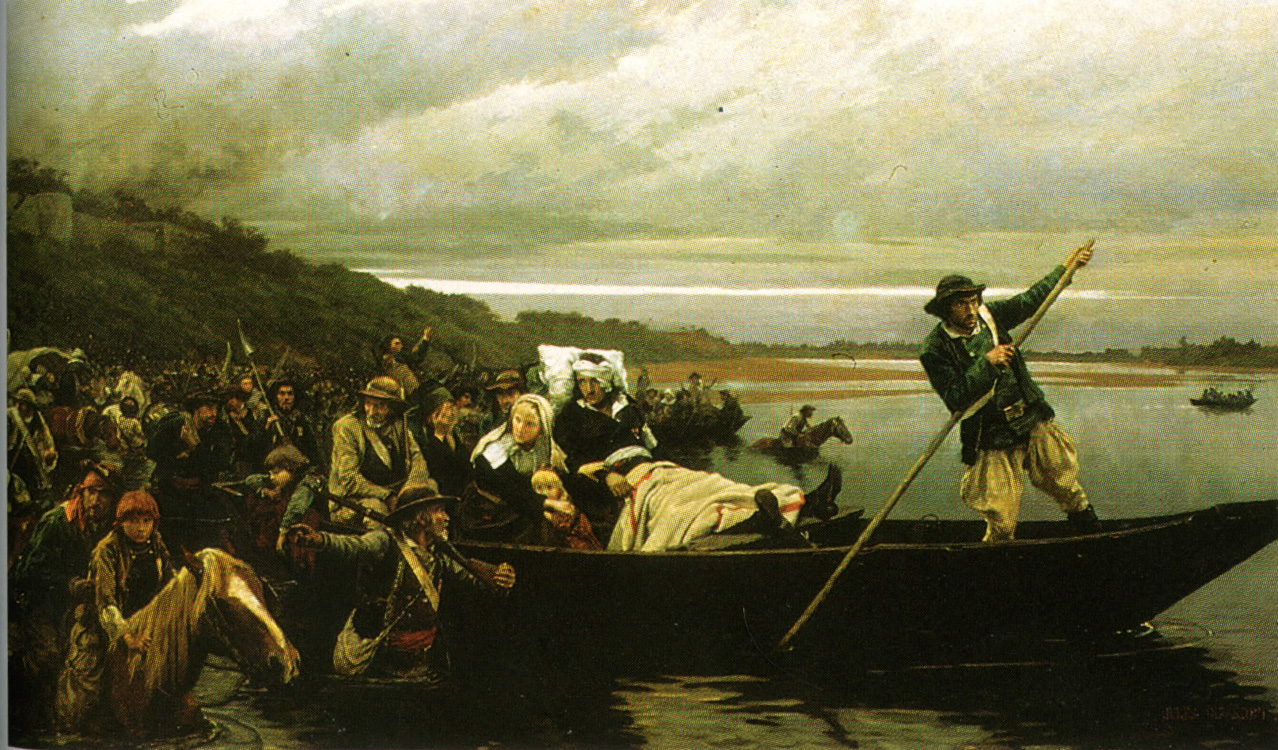
Le Général Lescure blessé passe la Loire à Saint-Florent, peinture de Jules Girardet, 1882.
Musée Birkenhead.

Vaincus à Cholet, les Vendéens se replient sur Beaupréau, puis sur Saint-Florent-le-Vieil, laissant derrière eux 400 blessés qui sont achevés par les hommes de Westermann. Les Vendéens décident alors de traverser la Loire avec l'espoir d'insurger la Bretagne et le Maine et d'obtenir un débarquement de troupes britanniques en s'emparant d'un port sur les côtes de la Manche.
En une nuit, le 18 octobre, La Rochejaquelein, le nouveau généralissime, fait traverser la Loire à toutes ses troupes : 20 000 à 30 000 combattants accompagnés de 15 000 à 60 000 non-combattants (blessés, vieillards, femmes et enfants…), soit entre 60 000 et 100 000 personnes au total,. C'est le début de la « Virée de Galerne » (francisation de gwalarn, nom du vent de noroît en breton).
Pendant la traversée, le général Bonchamps, alors mourant, parvient à empêcher le massacre de 5 000 prisonniers républicains que ses hommes voulaient fusiller. Ne pouvant traverser le fleuve, les prisonniers sont relâchés tandis que le général Bonchamps meurt quelques heures plus tard, des suites de ses blessures.

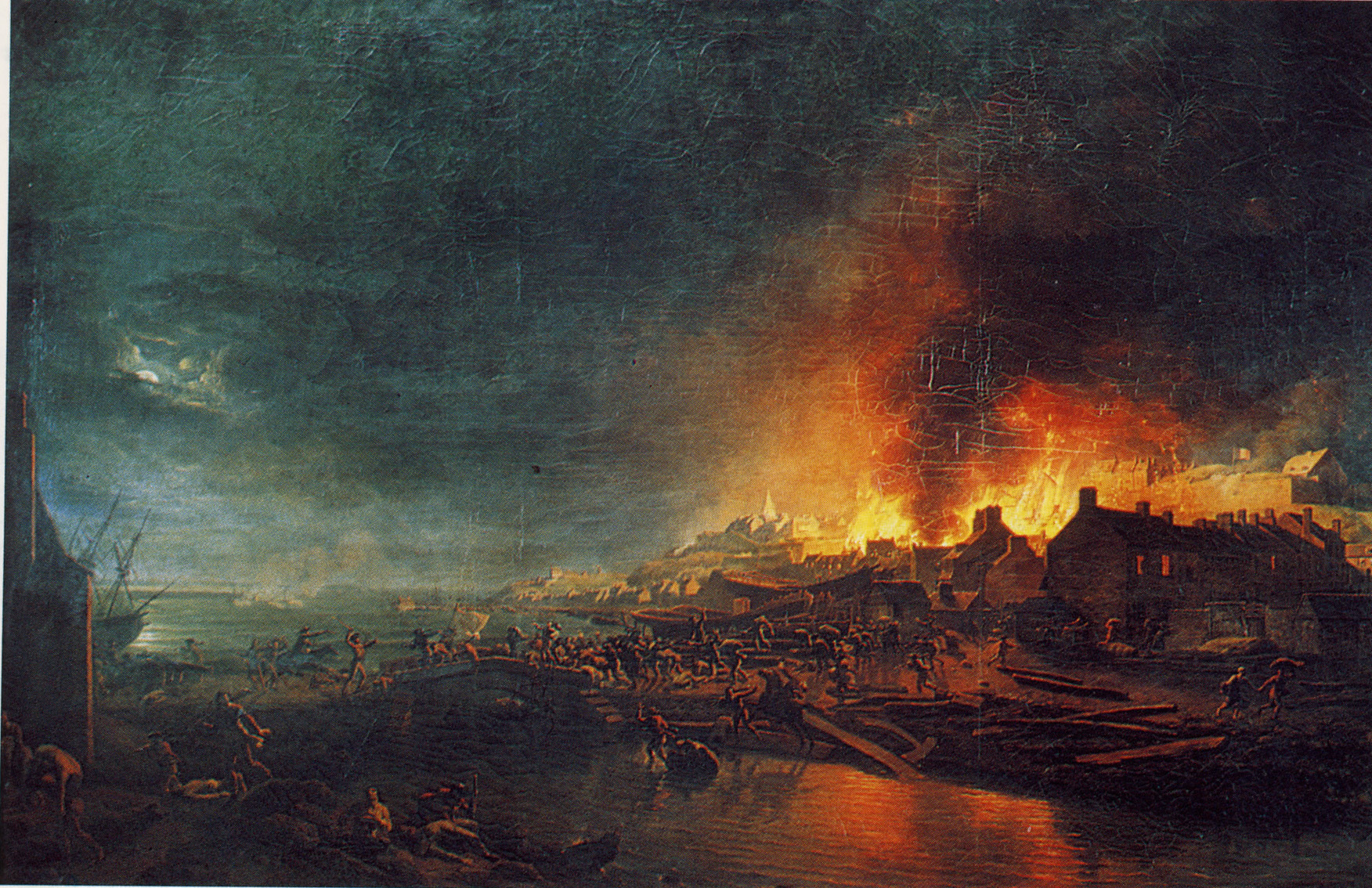
L'incendie de Granville par les Vendéens, peinture de Jean-François Hue, 1800.
Musée de La Roche-sur-Yon.

Arrivés au nord du fleuve, les Vendéens font mouvement sur Laval, repoussant aisément les garnisons locales et les gardes nationaux hâtivement rassemblés par les autorités. Laval est prise le 22 octobre. Dans les jours qui suivent, environ 6 000 à 10 000 Bretons et Mainiots rejoignent l'Armée catholique et royale, au sein de laquelle ils sont désignés sous le nom de « Petite Vendée ». L'armée de l'Ouest se lance quant à elle à la poursuite des rebelles, à l'exception de la division du général Haxo qui reste en Vendée pour combattre les forces de Charette. Le 25 octobre, sans attendre les renforts, l'avant-garde commandée par Westermann attaque Laval, mais elle est mise en déroute à la bataille de Croix-Bataille. Le lendemain, le gros de l'armée républicaine, fort de 20 000 soldats passe à l'offensive. Cependant l'incompétence du général en chef Léchelle provoque un nouveau désastre face aux 25 000 hommes de La Rochejacquelein. Les républicains perdent 4 000 hommes tués ou blessés et s'enfuient en direction d'Angers.
Les Vendéens poursuivent ensuite leur route en direction du nord. le 1er novembre, ils prennent Mayenne sans combats. Le 2 novembre, une colonne républicaine est écrasée à Ernée. Le 3 novembre, ils prennent d'assaut Fougères. Le général Lescure succombe ce jour-là des suites de sa blessure reçue à Cholet.
Après avoir reçu à Fougères deux émissaires émigrés porteurs de dépêches du gouvernement britannique, l'état-major vendéen décide d'attaquer le port de Granville. Les Vendéens se portent alors vers la Normandie en passant par Dol-de-Bretagne, Pontorson et Avranches. Le 14 novembre, ils sont devant Granville. Cependant aucun navire britannique n'attend les royalistes, la ville se défend et l'assaut est un échec complet. Dès le 15 novembre, les Vendéens, découragés, battent en retraite. Malgré une tentative sans lendemain sur Villedieu-les-Poêles, les soldats refusent d'obéir à leurs chefs et décident d'eux-mêmes de regagner la Vendée. Ils quittent la Normandie, laissant derrière eux 800 traînards qui sont fusillés par les républicains.

### Le retour vers la Vendée et l'anéantissement de l'armée catholique et royale

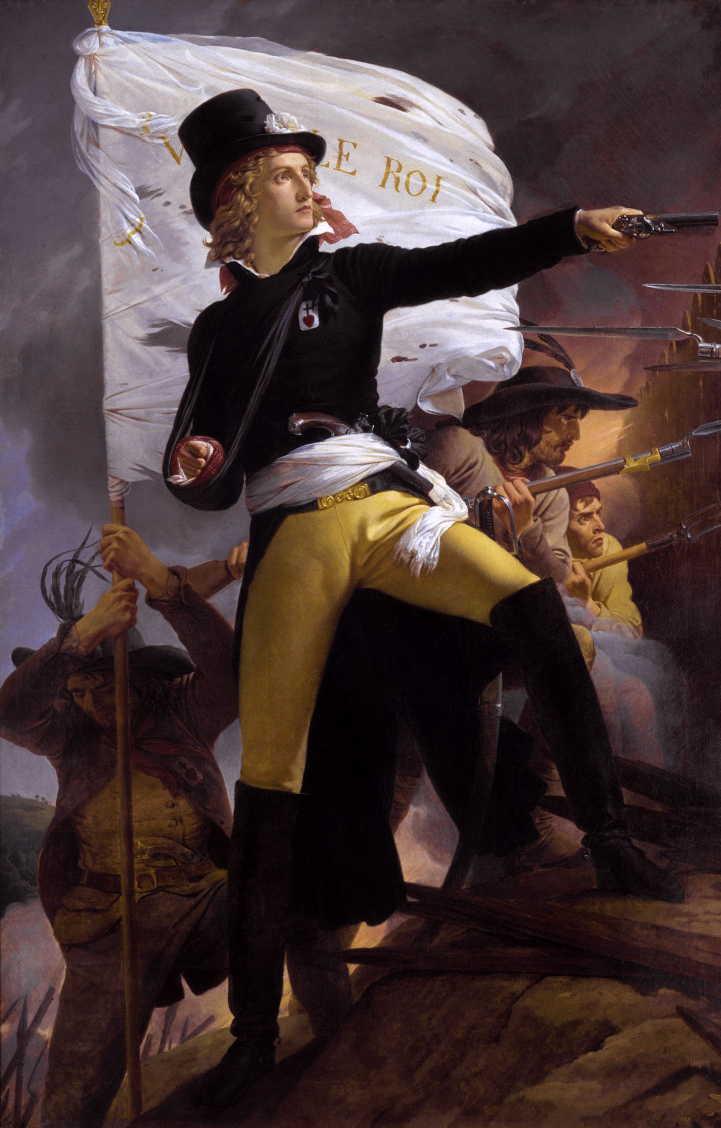
Henri de La Rochejaquelein
huile sur toile de Pierre-Narcisse Guérin, 1817.
Musée d'art et d'histoire, Cholet.

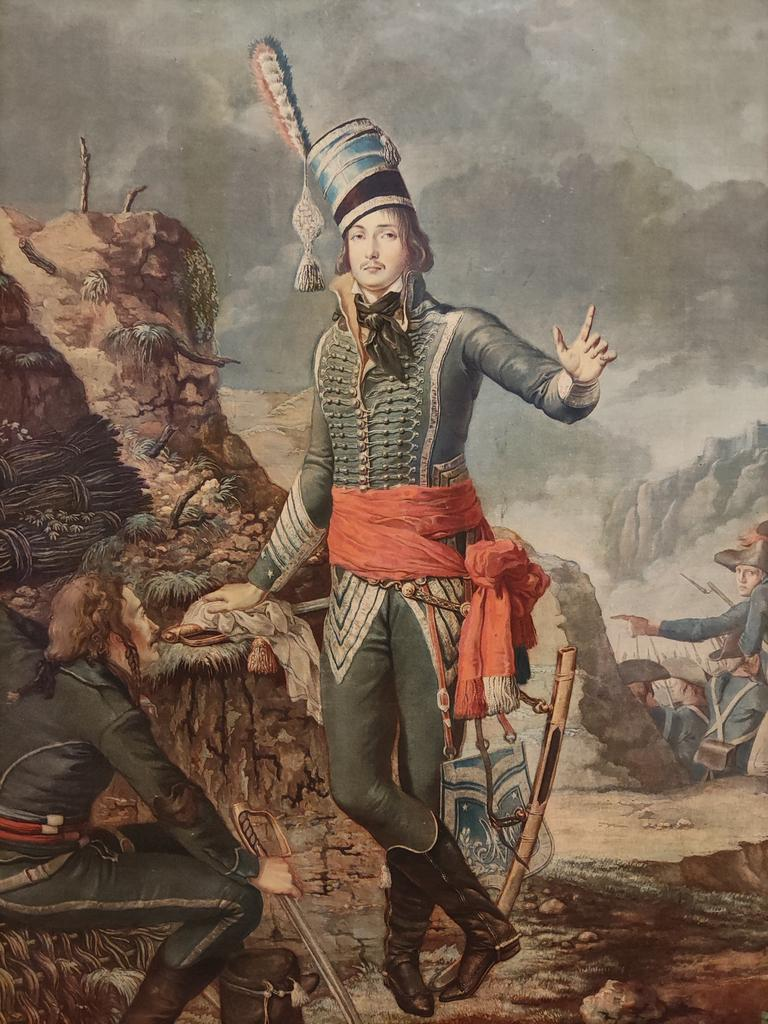
François-Séverin Marceau-Desgraviers
Eau-forte en couleur par Antoine Sergent, 1798
Musée de la Révolution française.

Après leur déroute à Entrammes, les républicains réorganisent leurs forces à Rennes. Des troupes de l'Armée de l'Ouest et de l'Armée des côtes de Brest effectuent alors leur jonction pour former une force de plus de 25 000 hommes, qui est placée sous les ordres du général Rossignol, le successeur de Léchelle, destitué. Le 17 novembre, les républicains se déploient à Antrain et à Pontorson pour barrer la route aux Vendéens revenus de Granville. Mais le 18 novembre, ces derniers écrasent à Pontorson les 4 000 hommes du général Tribout, partis trop en avant, puis ils réoccupent ensuite Dol-de-Bretagne. Le 20 novembre, l'armée républicaine lance alors une attaque générale sur Dol. Mais les Vendéens, tiennent, contre-attaquent, et emportent Antrain dans la nuit du 21 au 22 novembre. Les républicains se replient sur Rennes.
Mais la troupe vendéenne, composée pour moitié de blessés, de vieillards, de femmes et d'enfants, épuisée moralement et amoindrie, est ravagée par la famine et les maladies qui font des milliers de victimes, tandis que l'armée ne peut remplacer ses pertes, contrairement aux républicains qui reçoivent en renfort 6 000 hommes de l'armée des côtes de Cherbourg et 10 000 hommes de l'armée du Nord.
L'Armée catholique et royale réoccupe Fougères le 23 novembre, puis Laval le 25. Elle fait ensuite marche sur Angers, dernière place forte avant la Vendée. Les royalistes sont devant la ville le 3 décembre mais ils ne parviennent pas à venir à bout de ses 4 000 défenseurs. Le 4 décembre, l'arrivée de renfort provoque une panique dans les rangs des Vendéens, qui lèvent le siège. La Rochejacquelein conduit alors ses troupes sur La Flèche, dont il s'empare le 8 avant de repousser la contre-attaque de Westermann. L'armée fait ensuite mouvement sur Le Mans.
Le 10 décembre, la ville est prise après un court combat. Épuisés les Vendéens refusent de quitter les lieux et prennent du repos, mais le 12 décembre ils sont attaqués par l'armée républicaine, forte de 20 000 à 30 000 hommes commandés par Marceau et Kléber. La bataille dure jusqu'au lendemain et dégénère en massacre des blessés, des femmes et des enfants. Au Mans et sur la route de Laval, les Vendéens laissent derrière eux 10 000 à 15 000 morts et des milliers de prisonniers. Les survivants s'enfuient vers Laval, qu'ils traversent pour la troisième fois, dévorés par le typhus et la dysenterie, insultés par la population excédée.

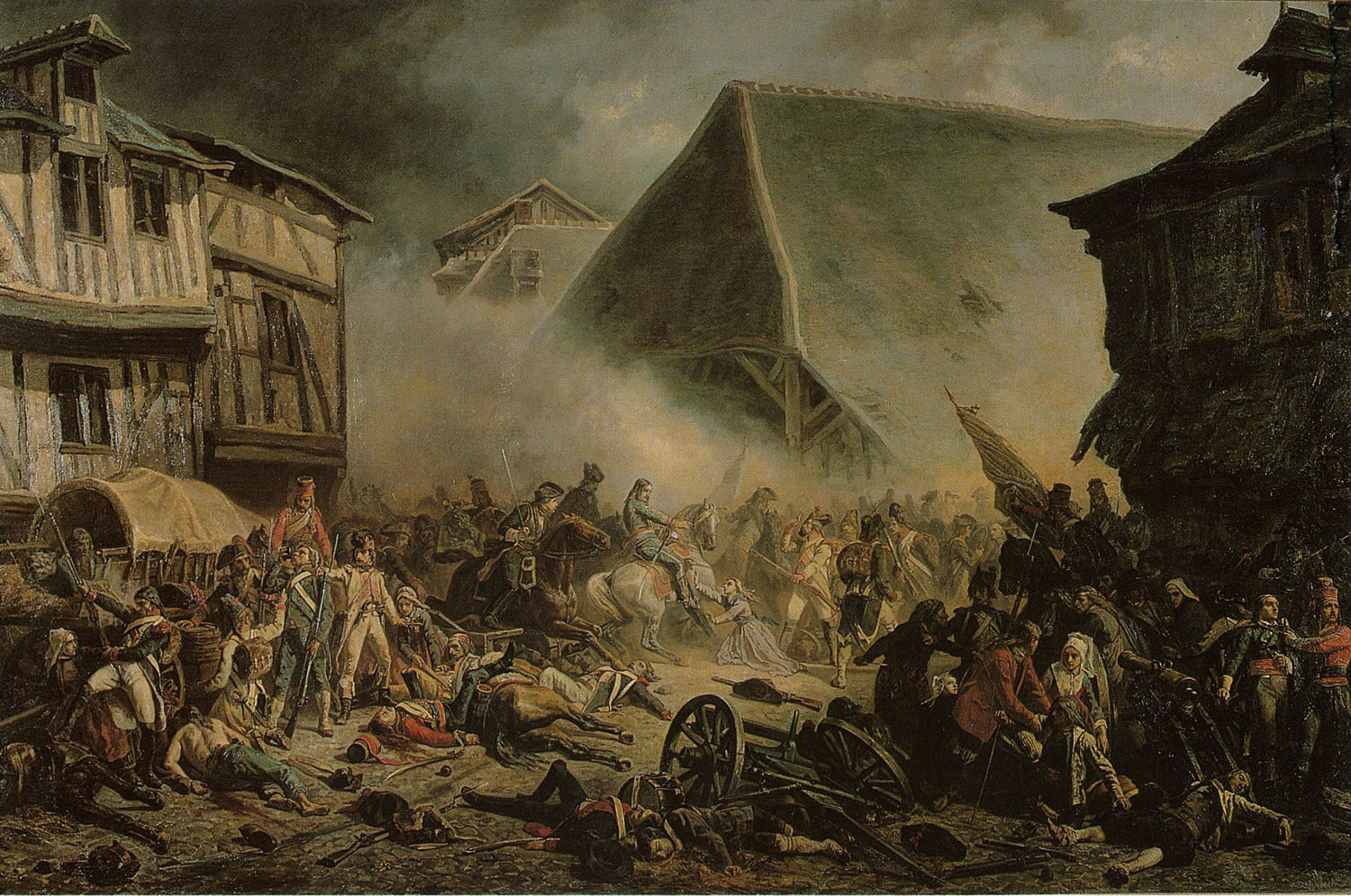
La bataille du Mans,
huile sur toile de Jean Sorieul, 1852.
Musée de la Reine Bérengère, Le Mans.

Le 16 décembre, les Vendéens atteignent les bords de la Loire à Ancenis. La Rochejaquelein et Stofflet parviennent à traverser le fleuve avec une poignée d'hommes, mais ils sont aussitôt dispersés par quelques détachements républicains. Manquant d'embarcations, les Vendéens poursuivent néanmoins la traversée jusqu'au lendemain où des chaloupes canonnières républicaines venues de Nantes coulent les bateaux. Pendant ce temps, les forces républicaines prennent position à Châteaubriant et Nort-sur-Erdre où Westermann massacre 300 à 400 traînards.
Les Vendéens ne sont plus que 10 000 à 15 000, dont 6 000 à 7 000 soldats, ils doivent fuir vers l'ouest. Le 22 décembre, ils prennent Savenay. Le lendemain, les républicains attaquent la ville. C'est un nouveau massacre : 3 000 à 7 000 Vendéens sont tués au combat ou exécutés sommairement, les républicains n'ont que 30 morts et 200 blessés. Les femmes et les enfants sont envoyés dans les prisons de Nantes. Après la bataille, entre 661 et 2 000 prisonniers sont fusillés à Savenay par la Commission Bignon.
Au terme de la Virée de Galerne, la victoire républicaine est désormais acquise, sur les 60 000 à 100 000 Vendéens ayant franchi le fleuve, 4 000 seulement ont réussi à retraverser la Loire, 50 000 à 70 000 sont morts et 20 000 ont été faits prisonniers. Les survivants, dispersés en petites bandes se cachent dans les bois du Maine, de Haute-Bretagne ou du Morbihan, appuyés par une partie des populations locales.
Cette victoire ne rassure pas les généraux et les envoyés en mission ; la longue errance de cette colonne de Vendéens, alors que l'on croyait l'insurrection presque écrasée, a terrifié le pays. Pour eux, l'ensemble de la région est dominée par la Contre-révolution ou le fédéralisme. Ceci permet d'expliquer la répression qui s'abat contre les insurgés. Quant à l'intensité de cette répression, elle renvoie à une exacerbation de la violence qui rend caduques les règles habituelles de la guerre « pour un certain nombre de responsables politiques et militaires comme pour des soldats et des militants », mais contraire aux décrets de la Convention (femmes, enfants, vieillards et même hommes sans armes devant, par exemple, être préservés), à qui chefs militaires et représentants en mission mentent régulièrement.

### Les batailles de Noirmoutier

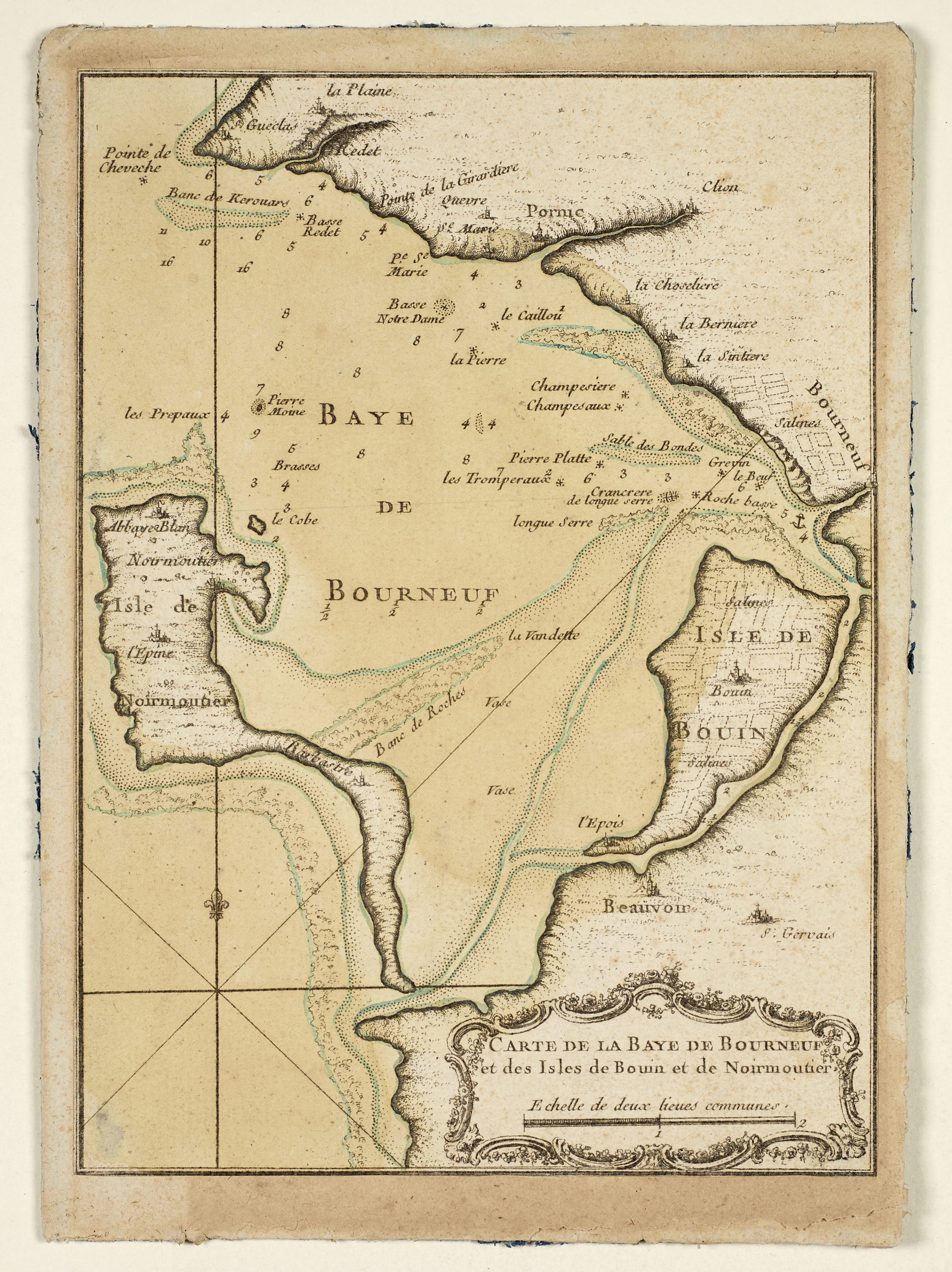
Carte de la baie de Bourgneuf et des îles de Noirmoutier et de Bouin, 1764. Musée de Bretagne, Rennes.

Pendant toute la durée de la virée de Galerne, les combats se poursuivent en Vendée entre les forces républicaines et les forces royalistes du Bas-Poitou et du Pays de Retz menées par Charette, Joly, Savin et La Cathelinière. À l'automne 1793, malgré les appels à l'aide lancés par d'Elbée dans les jours qui précèdent la bataille de Cholet, Charette tourne ses forces vers l'île de Noirmoutier. Une première tentative échoue le 30 septembre, mais le 12 octobre les Vendéens franchissent la chaussée submersible du Gois et obtiennent la capitulation de la petite garnison républicaine. Charette forme une administration royaliste à Noirmoutier et y laisse une partie de ses troupes avant de repartir au bout de trois jours. Les prisonniers républicains sont quant à eux enfermés à Bouin où le chef local, François Pajot, en fait massacrer plusieurs centaines les 17 et 18 octobre. L'ancien généralissime Maurice d'Elbée, grièvement blessé à la bataille de Cholet, vient également trouver refuge à Noirmoutier début novembre.
À Paris, la nouvelle de la prise de Noirmoutier suscite l'inquiétude du Comité de salut public, qui craint qu'elle ne permette aux Vendéens de recevoir l'aide des Britanniques. Celui-ci donne alors l'ordre au conseil exécutif et aux représentants en mission de faire reprendre l'île au plus vite. Cependant Charette ne tente qu'en décembre d'envoyer une goélette vers la Grande-Bretagne pour prendre contact avec le gouvernement anglais.
Le 2 novembre 1793, le conseil de guerre de l'Armée de l'Ouest charge le général de brigade Nicolas Haxo de constituer un corps de 5 000 à 6 000 hommes pour reprendre l'île de Noirmoutier. Après avoir mis en place son plan de campagne, Haxo sort de Nantes les 21 et 22 novembre avec deux colonnes commandées par lui-même et par l'adjudant-général Jordy,. Au même moment, une autre colonne commandée par le général Dutruy se met en mouvement depuis Les Sables-d'Olonne. Le 26 novembre, Haxo prend Machecoul et Jordy s'empare de Port-Saint-Père après cinq jours de combats et de canonnades contre les forces de La Cathelinière. Jordy prend ensuite Sainte-Pazanne et Bourgneuf-en-Retz, puis il fait sa jonction avec Haxo à Legé le 28 novembre. Dutruy occupe quant à lui La Roche-sur-Yon, Aizenay, Le Poiré-sur-Vie et Palluau.

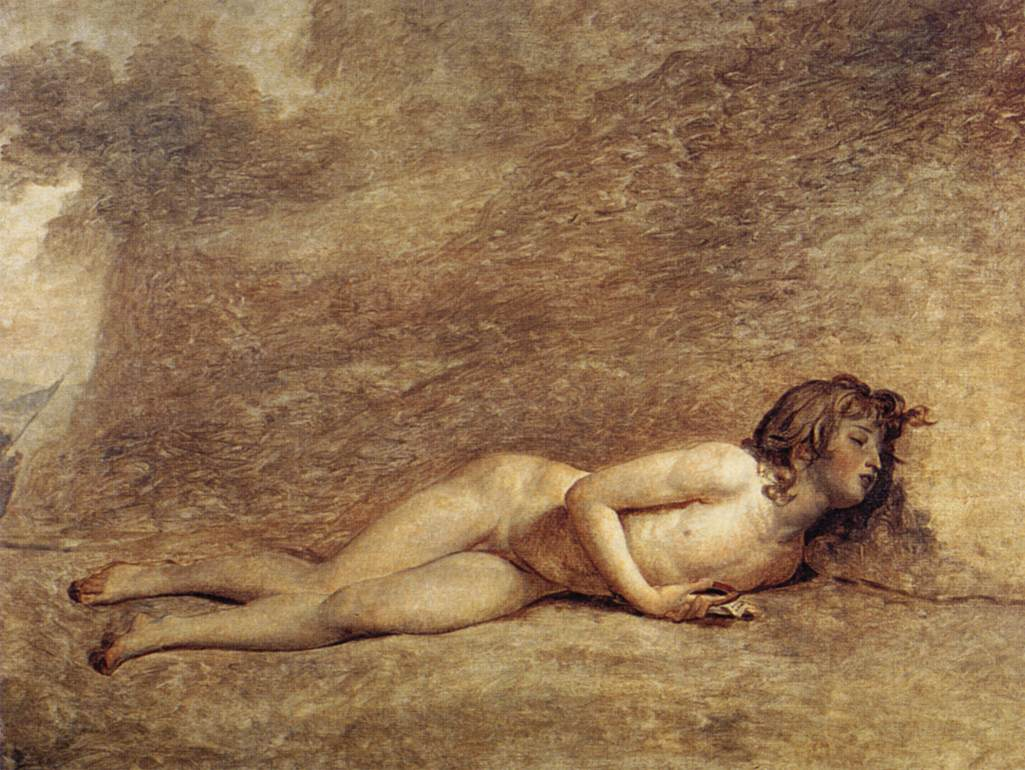
La Mort du jeune Bara de David, 1794. Musée de la Révolution française, Vizille. Joseph Bara, jeune soldat, est tué le 7 décembre 1793 près de Cholet. Élevé au rang de martyr de la liberté par la Convention, de nombreux récits hagiographiques lui sont consacrés.

De son côté, Charette sort de son refuge de Touvois et réunit ses forces à celles de Joly et de Savin,. Le 27 novembre, ils se mettent en marche pour attaquer Machecoul, mais ils sont surpris près de La Garnache par une colonne de Dutruy. Joly et Savin regagnent le bocage, tandis que Charette se replie sur Beauvoir-sur-Mer avec l'intention de se réfugier à Noirmoutier, mais il trouve le passage du Gois bloqué par la marée haute et est contraint de s'enfermer dans l'île de Bouin, où il se retrouve bientôt cerné. Le 6 décembre, les troupes de Haxo et Dutruy lancent l'assaut sur Bouin et enfoncent en quelques heures les défenses vendéennes. Le bourg de Bouin est pris et plusieurs centaines de prisonniers patriotes sont délivrés. Charette échappe de peu à l'anéantissement en parvenant à s'enfuir à travers les marais avec environ un millier d'hommes. Entre Châteauneuf et Bois-de-Céné, il tombe opportunément sur un petit convoi républicain qui lui permet de se réapprovisionner en munitions.
Charette rejoint alors Joly et Savin. Le 7 décembre, les Vendéens sont repoussés à Legé, mais le 11 ils écrasent la garnison du camp de L'Oie. Le 12 décembre, ils gagnent Les Herbiers, où les officiers élisent Charette général en chef de l'« Armée catholique et royale du Bas-Poitou ». Ce dernier décide alors de se porter en Anjou et dans le Haut-Poitou pour y ranimer l'insurrection. En quelques jours, il traverse ainsi Le Boupère, Pouzauges, Cerizay et Châtillon, puis il atteint Maulévrier. Cependant l'expédition est sans résultat car Henri de La Rochejaquelein regagne la Vendée le 16 décembre et les régions insurgées d'Anjou et du Haut-Poitou repassent sous son autorité. Le deux chefs se rencontrent à Maulévrier le 22 décembre. Après avoir envisagé d'attaquer Cholet, Charette fait demi-tour et regagne Les Herbiers.

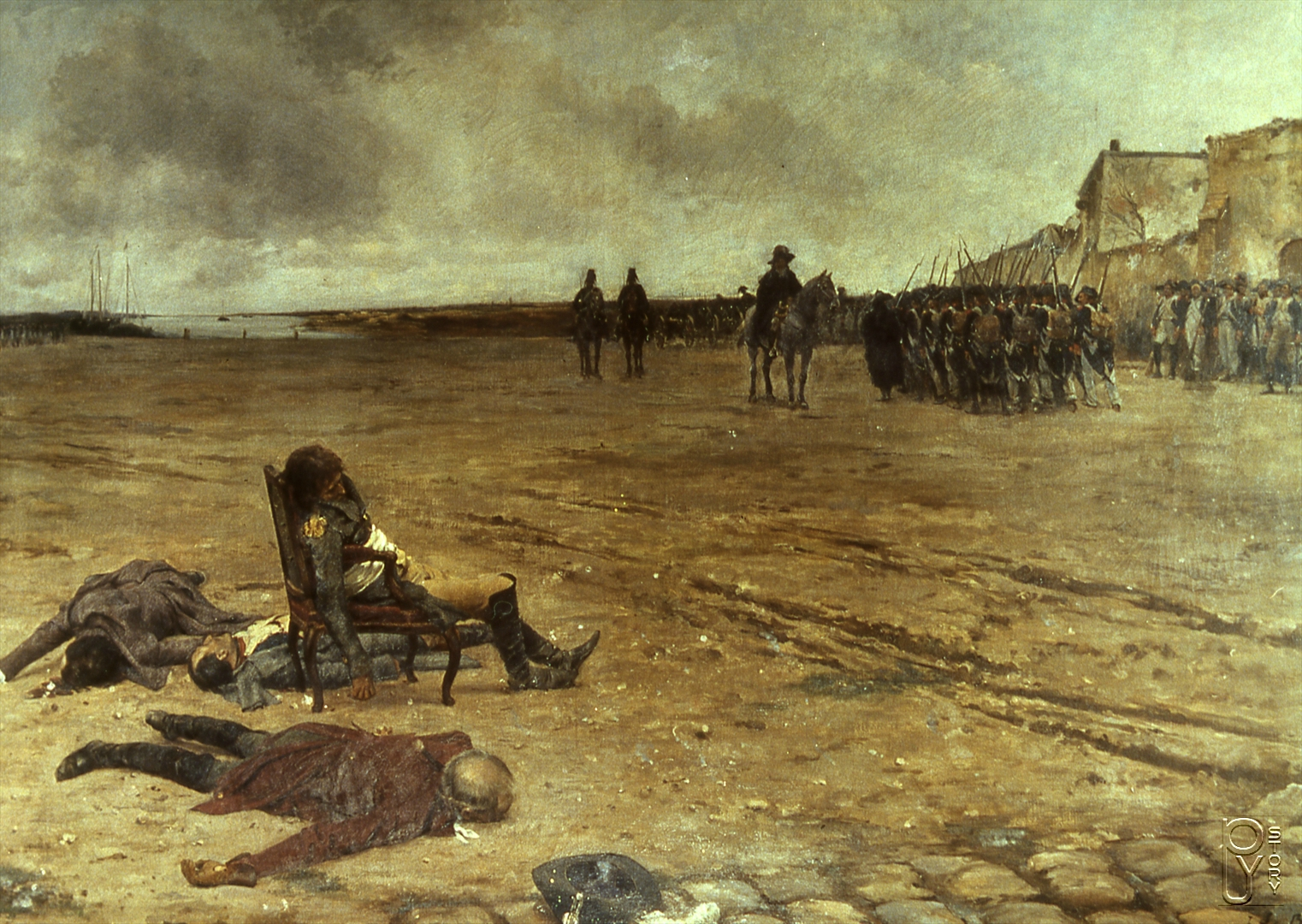
La mort du général d'Elbée, huile sur toile de Julien Le Blant, 1878. Musée du Château, Noirmoutier-en-l'Île.

De leur côté, les républicains commencent à planifier l'attaque de Noirmoutier. Les 30 et 31 décembre, des canonnades opposent les batteries d'artillerie vendéennes et les navires républicains. Charette tente une diversion et s'empare de Machecoul le 31 décembre. Cependant les républicains reprennent la ville le 2 janvier 1794, puis ils repoussent le lendemain une contre-attaque des Vendéens.
Le matin du 3 janvier 1794, 3 000 républicains commandés par Turreau, Haxo et Jordy débarquent sur l'île de Noirmoutier. Après des combats à Barbâtre et à la pointe de la Fosse, ils progressent vers la ville de Noirmoutier-en-l'Île, sans rencontrer de résistance. Découragés, les Vendéens se rendent au général Haxo contre la promesse d'avoir la vie sauve. Cependant, la capitulation n'est pas respectée par les représentants en mission Prieur de la Marne, Turreau et Bourbotte, qui font fusiller les 1 200 à 1 500 prisonniers dans les jours qui suivent,. Le général d'Elbée, toujours grièvement blessé, est exécuté dans un fauteuil.

## La répression de l'insurrection vendéenne

### La Terreur au nord de la Loire
Après la Virée de Galerne, les représentants en mission Prieur de la Marne, Turreau, Bourbotte, Thirion, Bissy, Pocholle, Tréhouart et Le Carpentier établissent des commissions militaires révolutionnaires pour juger les prisonniers vendéens et chouans, ainsi que les habitants suspectés de complicité avec les rebelles ou encore des soldats accusés de fuite ou de désertion. D'autres prisonniers sont jugés par les tribunaux criminels.
En Normandie, au moins 43 condamnations à mort sont prononcées à Granville par une commission militaire, treize personnes sont condamnées à Coutances, tandis qu'à Alençon le tribunal criminel condamne 189 personnes à la peine de mort, dont 172 prisonniers vendéens.
Dans la Sarthe, des commissions militaires et le tribunal criminel siègent à Sablé-sur-Sarthe, où 42 personnes sont exécutées, et au Mans, où 185 personnes sont guillotinées ou fusillées. En Mayenne, 243 hommes et 82 femmes sont exécutés à Laval et 116 hommes et 21 femmes à Mayenne, Ernée, Lassay-les-Châteaux, Craon et Château-Gontier,. Au total, 1 325 personnes sont jugées dans ce département par la Commission révolutionnaire et 454 sont condamnées et guillotinées,. 40 autres condamnations à mort sont prononcées par les commissions Proust et Félix, venues d'Anjou,.
Trois commissions militaires sont mises en place en Ille-et-Vilaine. La commission Brutus Magnier juge 744 personnes (dont 258 militaires) à Rennes, Fougères et Antrain entre le 21 novembre 1793 et le 5 juin 1794, et prononce 267 ou 268 condamnations à mort, dont 19 femmes. Sur l'ensemble des militaires, 169 sont acquittés, 2 condamnés à mort, 41 aux fers, 46 à la prison,. La commission Vaugeois siège à Rennes et à Vitré, elle prononce 84 condamnations à mort, 33 aux fers, 31 à la détention et 391 acquittements. Elle condamne notamment à mort le prince de Talmont, général de la cavalerie vendéenne, qui est guillotiné à Laval. À Saint-Malo, les chiffres de la commission militaire de Port-Malo ou commission O'Brien sont moins connus, au moins 88 condamnés à mort sont identifiés bien qu'il y ait eu plus de 200 exécutions selon le représentant Laplanche,. En outre à Rennes, le tribunal criminel condamne à mort 76 hommes et 11 femmes, 80 personnes reçoivent diverses peines, et 331 sont acquittés. Un nombre important de prisonniers meurent également du typhus ou de leurs blessures dans les prisons.

### La Terreur nantaise

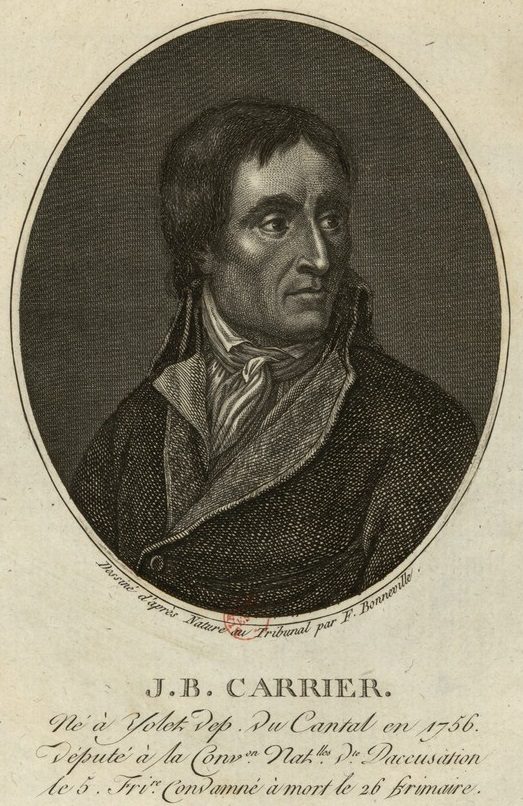
Jean-Baptiste Carrier,
estampe de François Bonneville,
Paris, BnF, département des estampes et de la photographie, 1796.

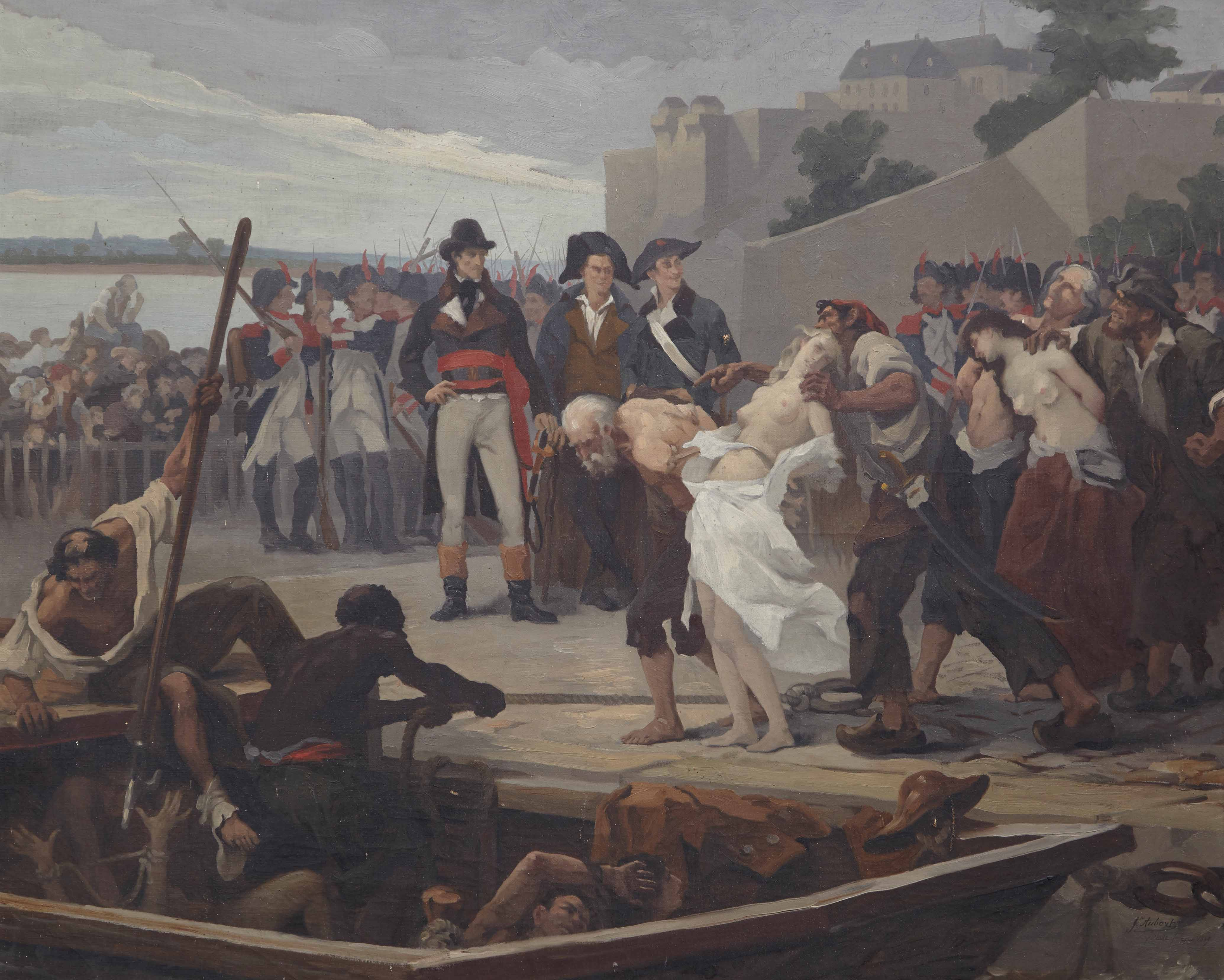
Les Noyades de Nantes en 1793,
huile sur toile de Joseph Aubert, 1882.

La fin de la Virée de Galerne marque le début d'une politique de représailles sanglantes. Envoyé en mission dans les cinq départements bretons par un décret du 14 août 1793, Jean-Baptiste Carrier est installé à Nantes par un arrêté du comité de salut public du 29 septembre (où il reste malgré un nouveau décret du 13 octobre, l'affectant à l'armée de l'Ouest avec Bourbotte, Francastel et Turreau, le cousin du général). Arrivé le 8 octobre, il trouve une ville profondément divisée entre ses éléments populaires et ses notables. Fin septembre et début octobre, son prédécesseur, Philippeaux, a destitué les administrations élues en décembre 1792 et créé un comité et un tribunal révolutionnaires ; ce tribunal a formé la compagnie Marat, une petite armée révolutionnaire d'une soixantaine d'hommes recrutés sur le port.
Disposant d'emblée des instruments d'une politique de Terreur, Carrier utilise le blé réquisitionné en Vendée pour nourrir l'armée et le petit peuple nantais, crée une police occulte, concurrente avec la compagnie Marat, et simplifie la procédure du Tribunal révolutionnaire, qui conduit à la guillotine 144 personnes soupçonnées de complicité avec les Vendéens en novembre et en décembre 1793.
En décembre 1793, la ville de Nantes, dirigée par le représentant Jean-Baptiste Carrier, voit arriver dans ses murs un afflux de prisonniers vendéens, capturés lors de la Virée de Galerne. Ces derniers, au nombre de 8 000 à 9 000, hommes, femmes et enfants, sont entassés dans la prison de l'Entrepôt des cafés. Les conditions sanitaires sont épouvantables, le médecin Pariset décrit les détenus comme des « spectres pâles, décharnés, couchés, abattus sur les planchers, on s'y traînant en chancelant comme dans l'ivresse ou la peste ». Rapidement, une épidémie de typhus éclate dans les prisons de Nantes, elle tue 3 000 détenus,,,, dont 2 000 dans l'entrepôt, ainsi que des gardiens et des médecins et menace de s'étendre à la ville. Le représentant Carrier recourt alors massivement aux noyades et aux fusillades pour vider l'entrepôt et les pontons. Du 16 décembre 1793 au 27 février 1794, les noyades de Nantes font 1 800 à 4 860 morts,. Les fusillades de Nantes font 2 600 à 3 600 victimes. Au total, sur les 12 000 à 13 000 prisonniers, hommes, femmes et enfants, que compte la ville, 8 000 à 11 000 périssent, dont la quasi-totalité des prisonniers de l'entrepôt. La grande majorité des victimes sont des Vendéens, on compte aussi des Chouans, des suspects nantais, généralement girondins ou fédéralistes, des prêtres réfractaires, des prostituées, des droits communs, ainsi que des prisonniers de guerre Anglais et Hollandais.
De même, 132 notables nantais sont arrêtés comme fédéralistes et envoyés à Paris pour être jugés par le tribunal révolutionnaire ; 12 meurent au cours du voyage, 24 en prison. Les exactions de Carrier sont dénoncées par Jullien de Paris, agent du comité de salut public en mission sur la côte atlantique, et il est obligé de demander son rappel le 9 pluviôse an II (8 février 1794).

### La Terreur angevine
À Angers, les représentants en mission Hentz et Francastel sont confrontés, comme Carrier à Nantes, à l'arrivée de milliers de prisonniers vendéens capturés lors de la Virée de Galerne,. Certains d'entre-eux sont exécutés sans jugement, d'autres sont condamnés à mort par la commission militaire révolutionnaire Félix-Parein, du nom de ses deux présidents successifs.
À Angers même, 290 prisonniers sont fusillés ou guillotinés et 1 020 meurent en prison par les épidémies. La plupart des exécutions ont cependant lieu dans des localités situées aux abords de la ville. À Sainte-Gemmes-sur-Loire, quatre fusillades auraient fait 1 500 à 1 800 victimes entre le 27 décembre 1793 et le 12 janvier 1794. À Avrillé, neuf fusillades ont lieu du 12 janvier 1794 au 16 avril 1794, faisant 900 à 3 000 morts. Aux Ponts-de-Cé, 1 500 à 1 600 personnes sont exécutées lors de douze fusillades entre fin novembre 1793 et mi-janvier 1794,. On relève également dans cette ville quelques noyades, qui font entre 12 et plusieurs dizaines de victimes et l'établissement d'une tannerie de peau humaine par Péquel, chirurgien-major du 4e bataillon de volontaires des Ardennes, qui écorche 32 cadavres et qui fait tanner leurs peaux par un ou plusieurs soldats dans l'atelier d'un nommé Langlais. L'usage de ces peaux est inconnu et l'opération reste marginale soulevant, un an plus tard, des critiques de la part des révolutionnaires angevins.
Près de Saint-Florent-le-Vieil, les fusillades du Marillais auraient fait environ 2 000 morts,. À Saumur, 1 700 à 1 800 personnes sont emprisonnées, 950 sont exécutés par les fusillades ou la guillotine, 500 à 600 périssent en prison ou meurent d'épuisement. À Doué-la-Fontaine, du 30 novembre 1793 au 22 janvier 1794, 1 200 personnes sont emprisonnées, 350 à 370 sont exécutées et 184 meurent en prison. De plus, 800 femmes sont emprisonnées à Montreuil-Bellay : 200 d'entre elles y meurent de maladie et 300 sont transférées à Blois ou Chartes où elles disparaissent pour la plupart. Près de 600 à 700 vendéens capturés lors de la Virée de Galerne sont évacués vers Bourges où seule une centaine d'entre eux survivent.
Au total, en Maine-et-Loire, d'après Jacques Hussenet, sur 11 000 à 15 000 personnes emprisonnées, 8 500 à 9 000 trouvent la mort, dont 2 000 à 2 200 dans les prisons ou lors de transferts de prisonniers,. Jean-Clément Martin fait état d'au moins 5 000 à 6 000 fusillés.

## Les colonnes infernales

### Dévastation de la Vendée

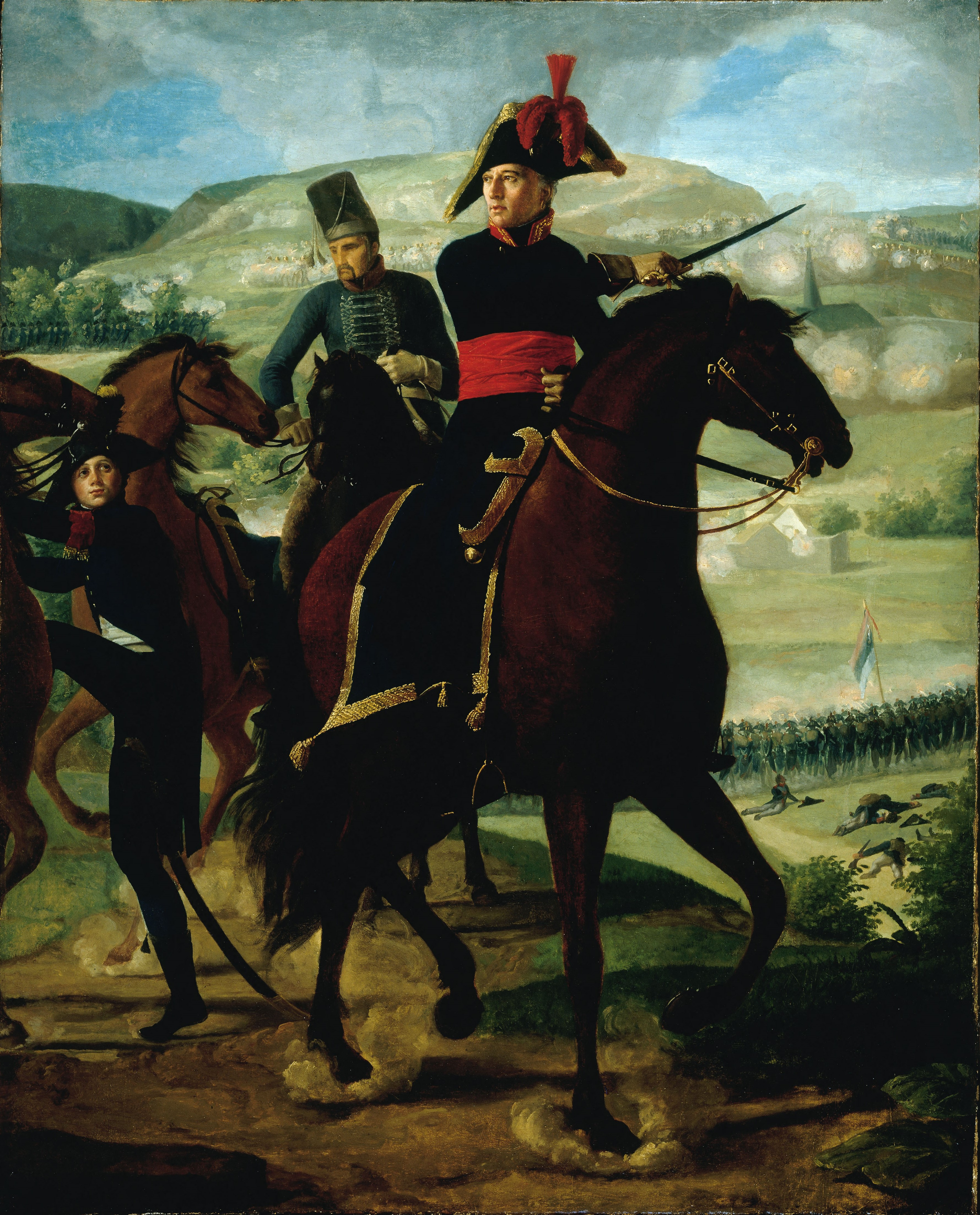
Louis Marie Turreau, huile sur toile de Louis Hersent, 1800. (Musée Carnavalet, Paris).

Fin décembre 1793, le général Turreau, proche des Hébertistes et mal-vu des Mayençais, prend la tête de l'armée de l'Ouest.
Le 19 décembre, il propose un plan d'amnistie au Comité de salut public sur les conseils du général Jean-François Moulin. N'ayant pas de réponse, il prépare un nouveau plan, en application stricte des décrets de la Convention.
Le 7 janvier 1794, Kléber soumet un plan au général Turreau. Selon lui, les forces vendéennes ne sont plus dangereuses et il estime leur effectif à 6 200 hommes en tout, alors que les Républicains disposent de 28 000 soldats opérationnels. Il propose de protéger les côtes des Anglais, d'encercler et de quadriller le territoire insurgé en utilisant des camps fortifiés comme points d'appui, de gagner la confiance des habitants et enfin de n'attaquer que les rassemblements des rebelles. Mais ce plan est rejeté par Turreau, sans doute par opposition personnelle. Kléber obtient l'approbation des représentants Carrier et Gilet mais ceux-ci refusent d'agir. Kléber est finalement muté le 9 janvier à l'armée des côtes de Brest.
Le 16 janvier 1794, Turreau demande des ordres clairs sur le sort des femmes et des enfants auprès des représentants en mission Francastel, Bourbotte et Louis Turreau (son cousin) qui ne lui répondent pas, se déclarant malades. Enfin, s'appuyant sur la loi du 1er août 1793 votée à la Convention nationale et sur divers décrets des représentants en mission, il met au point un plan de campagne dans lequel vingt colonnes mobiles, ultérieurement rebaptisées « colonnes infernales », sont chargées de dévaster et d'appliquer la politique de la terre brûlée dans les territoires insurgés des départements du Maine-et-Loire, de la Loire-inférieure, de la Vendée et des Deux-Sèvres qui forment la Vendée militaire. Seules quelques villes indispensables à la marche des troupes doivent être préservées.

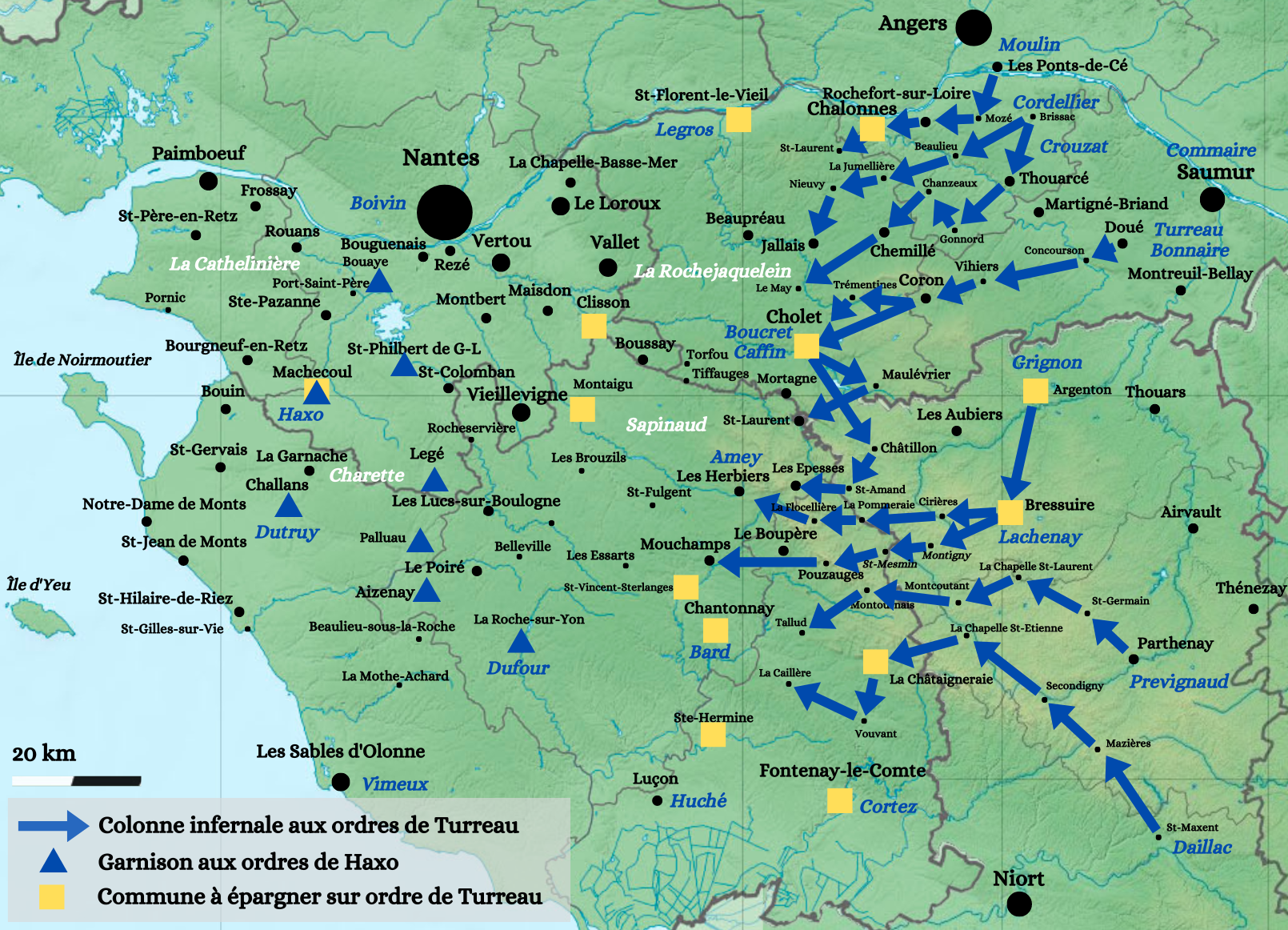
Parcours des colonnes infernales entre le 17 et le 31 janvier 1794.

Le 19 janvier 1794, il envoie à ses généraux les instructions à suivre. La consigne est de passer au fil de la baïonnette tous les rebelles « trouvés les armes à la main, ou convaincus de les avoir prises », ainsi que « les filles, femmes et enfants qui seront dans ce cas ». Il ajoute que « les personnes seulement suspectes ne seront pas plus épargnées, mais aucune exécution ne pourra se faire sans que le général l'ait préalablement ordonné ». En revanche les hommes, femmes et enfants « en qui le général reconnaîtra des sentiments civiques » devront être respectés et évacués sur les derrières de l'armée. Dès le 23 janvier, le représentant Laignelot dénonce à la Convention les massacres commis dans les environs de Challans par les troupes du général Haxo, mais sa lettre ne provoque aucune réaction.
Le Comité de salut public semble d'abord approuver le plan, le 8 février 1794, Carnot écrit à Turreau que « ses mesures paraissent bonnes et ses intentions pures ». Mais quatre jours plus tard, il intervient de nouveau à la suite de la stupéfaction causée par la prise de Cholet par les Vendéens le 8 de ce mois. Le 12, devant la Convention, Barère dénonce une « barbare et exagérée exécution des décrets », il reproche au général d'avoir incendié des villages paisibles et patriotes au lieu de traquer des insurgés. Le 13, Carnot somme Turreau de « réparer ses fautes », de mettre fin à sa tactique de dissémination des troupes, d'attaquer en masse et d'exterminer enfin les rebelles : « Il faut tuer les brigands et non pas brûler les fermes ». Ne se sentant pas soutenu, Turreau présente par deux fois sa démission le 31 janvier et le 18 février, elle est à chaque fois refusée malgré les dénonciations des administrateurs départementaux. Le Comité de salut public délègue alors ses pouvoirs dans l'Ouest aux représentants en mission Francastel, Hentz et Garrau, les jugeant les mieux placés pour apprécier les mesures à prendre sur place. Ces derniers donnent leur approbation au plan de Turreau. Le 9 mars, ils écrivent au Comité de salut public que « quand la guerre de la Vendée sera complètement terminée, il n'y restera point d'habitants, puisqu'on y aura tout détruit. [...] Il faudra déclarer tout le pays confisqué à la République, sauf l'indémnité aux réfugiés, et le nombre de ces réfugiés est très faible, relativement au reste qui est coupable, qui a péri et qui périra ».
Le plan de Turreau concerne le territoire de la Vendée militaire, qui comporte 735 communes, peuplées au début de la guerre de 755 000 habitants.
De janvier à mai 1794, le plan est mis à exécution. À l'est, Turreau prend personnellement le commandement de six divisions divisées en onze colonnes, tandis qu'à l'ouest le général Haxo, qui poursuivait jusqu'alors Charette sur les côtes, est chargé de former huit colonnes plus réduites, chacune forte de quelques centaines d'hommes, et d'aller vers l'est à la rencontre des douze autres. D'autres troupes sont envoyées former les garnisons des villes à préserver. Les généraux interprètent librement les ordres reçus et agissent de manière très diverses. Certains officiers, comme Haxo, n'appliquent pas les ordres de destruction et de tueries systématiques et respectent les ordres d'évacuations des populations jugées républicaines. Ainsi, le général Moulin fait évacuer scrupuleusement les habitants jugés patriotes.

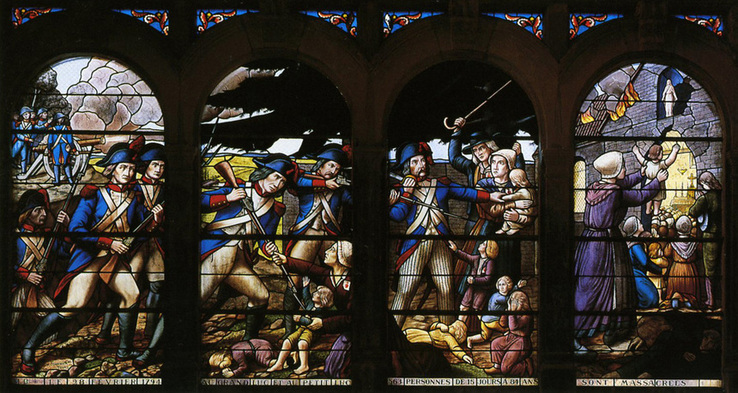
Massacre des Lucs-sur-Boulogne par les colonnes infernales
Vitrail de Fournier, les Lucs-sur-Boulogne, 1902.

En revanche, les troupes commandées par Cordellier, Grignon, Huché et Amey se distinguent par leurs violences et leurs atrocités, au point d'exterminer des populations entières, massacrant indistinctement royalistes et patriotes. Ces troupes se livrent ainsi aux pillages, massacrent la population civile, violant et torturant, tuant femmes et enfants, souvent à l'arme blanche pour ne pas gaspiller la poudre, brûlant des villages entiers, saisissants ou détruisant les récoltes et le bétail. Des femmes enceintes sont écrasées sous des pressoirs, des nouveau-nés sont empalés au bout des baïonnettes. Parfois, les membres de la Commission civile et administrative créée à Nantes pour récupérer vivres et bétail au profit des Bleus, accompagnent les armées, ce qui permet d'épargner des vies et des localités.
La position de Turreau va être fragilisée par son incapacité à détruire les dernières troupes insurgées. Son plan, bien loin de mettre fin à la guerre, pousse en réalité de plus en plus les paysans à rejoindre les insurgés. Les représentants en mission se divisent quant à sa stratégie. Si certains le soutiennent tels que Francastel, Hentz, Garrau, et Carrier, d'autres comme Lequinio, Laignelot, Jullien, Guezno et Topsent réclament son départ. Le 1er avril, Lequinio présente un mémoire au Comité de salut public, peu après une délégation de Républicains vendéens est reçue à Paris afin de réclamer la distinction entre le pays fidèle et le pays insurgé.
Tenu en échec par les troupes vendéennes, Turreau est finalement suspendu le 17 mai 1794, et l'activité des colonnes infernales décroît progressivement au cours du printemps. Ce changement est la conséquence d'une reprise en main des opérations par le comité de salut public qui, « au prix d'une utilisation des mots d'ordre les plus fermes et d'une détermination de fer », parvient à contrôler les violences qui ensanglantent le pays.
Au cours de cette période, des centaines de villages ont été brûlés, dévastés et 20 000 à 50 000 civils vendéens massacrés par les colonnes infernales, certains réussissant à se réfugier dans les bois et les bocages que comporte le pays,,. De l'automne 1793 au printemps 1794, les armées républicaines ont renoué avec une tactique de massacres et de destructions qui n'avait plus été observée en Europe depuis la guerre de Trente Ans. La Vendée militaire sera profondément marquée par ce passage dramatique de son histoire, tant dans le paysage que dans les mentalités, et en conserve encore aujourd'hui le souvenir via des associations, lieux de mémoire et de spectacles (Mémorial de la Vendée, Refuge de Grasla, Puy du Fou), musées (Historial de la Vendée), etc.

### Renaissance des armées vendéennes

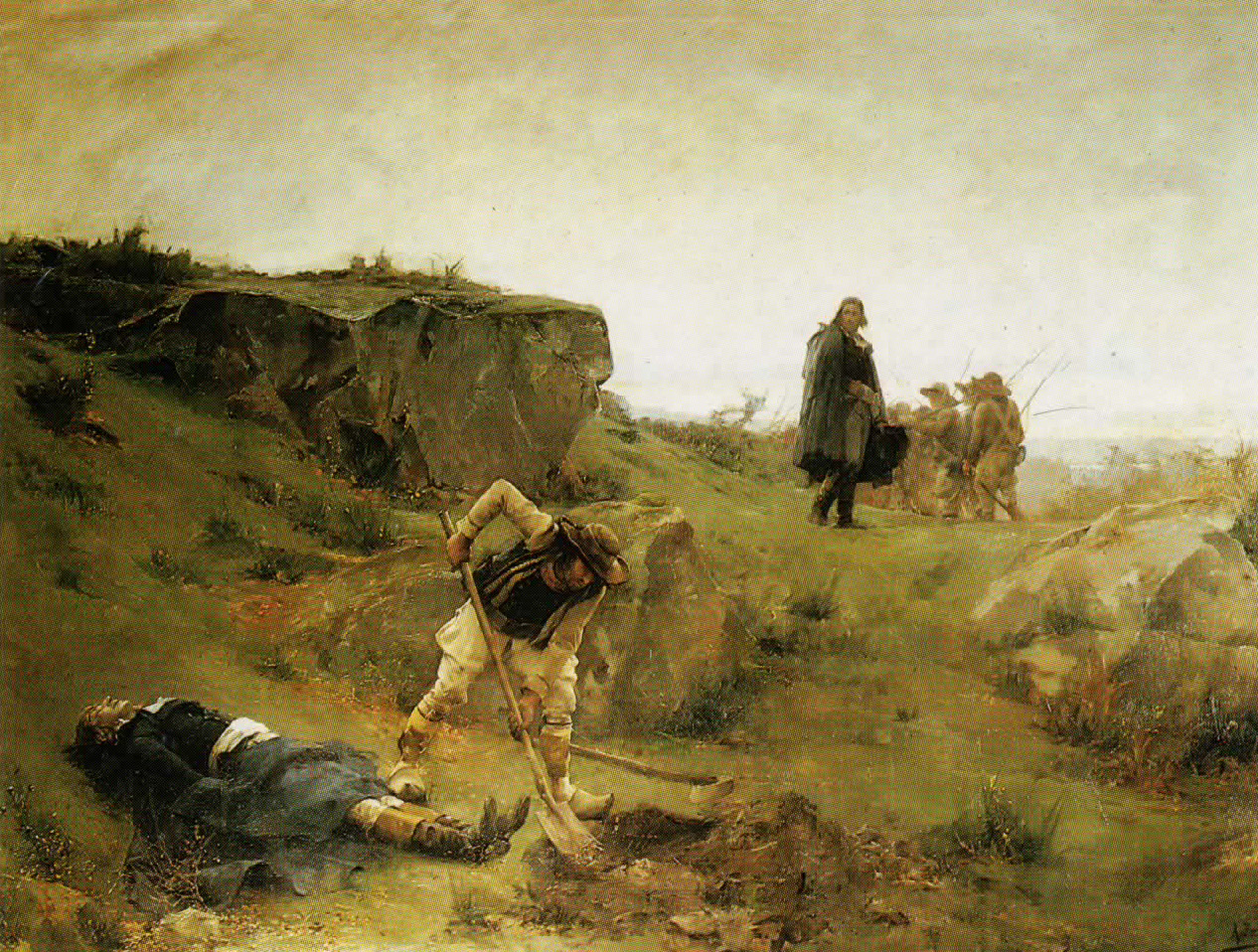
La Mort de Henri de La Rochejaquelein, huile sur toile de Alexandre Bloch, XIXe siècle (musée Dobrée, Nantes).

Au début de l'année 1794, la situation des armées vendéennes est extrêmement critique. Charette, Joly, Savin et La Cathelinière dans le Bas-Poitou et le Pays de Retz, La Rochejaquelein, Stofflet, Pierre Cathelineau et La Bouëre en Anjou ne rassemblent chacun que quelques centaines d'hommes sous leurs ordres.
Rescapés de la Virée de Galerne, La Rochejaquelein et Stofflet rassemblent leurs forces, mais dès le 3 janvier elles sont dispersées par le général Grignon. Un nouveau rassemblement est effectué le 15, malgré le renfort des forces de Cathelineau et La Bouëre, La Rochejaquelein ne dispose que de 1 200 hommes pour s'opposer aux colonnes infernales. Il remporte néanmoins quelques succès, le 26 janvier Chemillé et Vezins, faiblement défendues, sont prises. Mais deux jours plus tard, lors de l'attaque d'un groupe de pillards à Nuaillé, La Rochejaquelein est abattu par un tireur isolé,.
Stofflet prend la tête de l'armée dont les effectifs sont renforcés de jour en jour par les paysans fuyant les colonnes de Turreau. Le 1er février, il bat le général Crouzat à Gesté. Puis il s'empare de Beaupréau et reprend Chemillé. Le 8 février, désormais à la tête de 4 000 à 7 000 Vendéens, il attaque Cholet. Bien que défendue par 3 000 hommes, la ville est prise, le général Caffin est blessé et le général Moulin se suicide. Cependant le général Cordellier arrive en renfort avec sa colonne et reprend la ville. Cholet n'est resté que deux heures aux mains des Vendéens, néanmoins, l’événement retentit jusqu'à Paris et provoque la colère du Comité de salut public qui menace Turreau. Stofflet insiste : le 14 février, il attaque Cordellier à Beaupréau, mais il est de nouveau battu. Il se porte alors vers le sud, rejoint le chef haut-poitevin Richard et prend d'assaut Bressuire. Il remonte ensuite sur Cholet, mais Turreau fait évacuer la population et incendier la ville ; les Vendéens ne trouvent que des ruines.

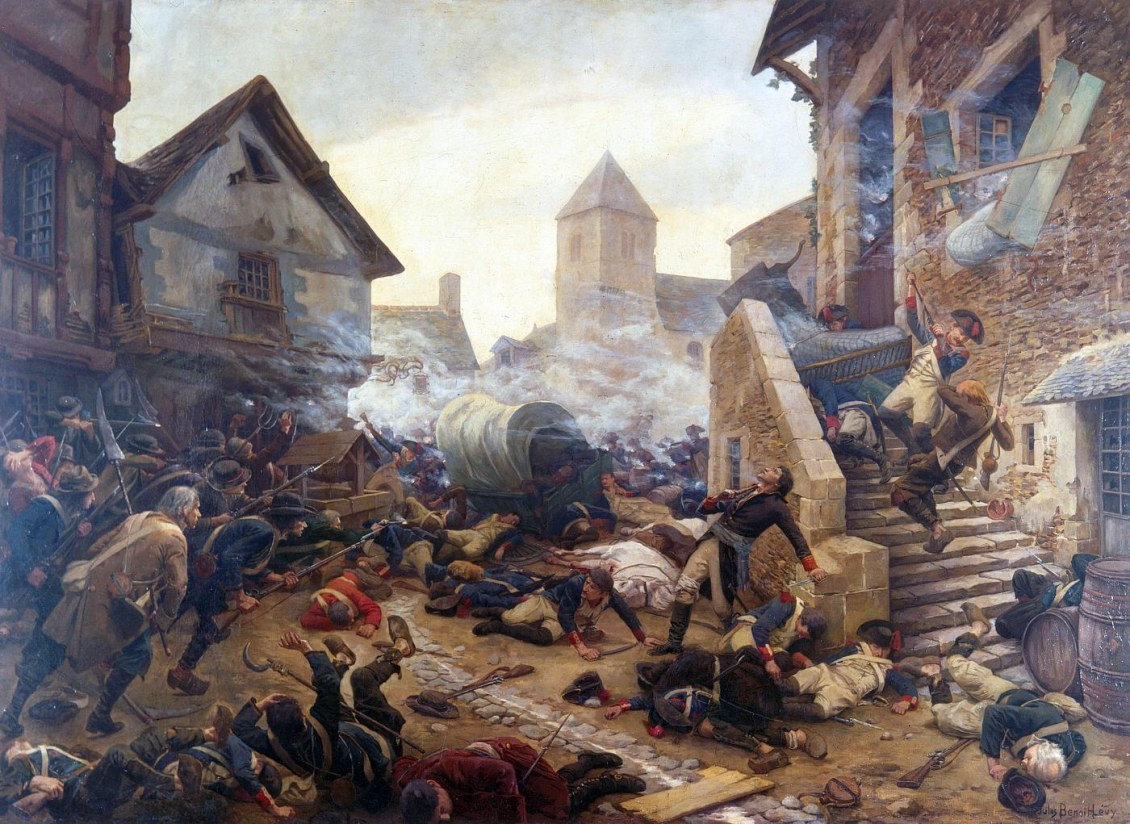
La mort du général Moulin au combat de Cholet, 1794, huile sur toile de Jules Benoit-Lévy, 1900, musée d'Art et d'Histoire de Cholet.

De son côté, Charette quitte son refuge de Touvois au début de février, et prend facilement Aizenay. Sapinaud, revenu du nord de la Loire, tente également de reformer l'armée du Centre. Le 2 février les deux chefs se rejoignent à Chauché où ils repoussent les colonnes de Grignon, Lachenay et Prévignaud. Le 6, ils attaquent et écrasent la garnison de Legé. Charette et Sapinaud marchent ensuite sur Machecoul, mais le 10 février, à Saint-Colombin, ils se heurent à la colonne de Duquesnoy qui les met en déroute. Les Vendéens se replient alors sur Saligny où les forces de Charette et Sapinaud se séparent.
Dans le Pays de Retz, Haxo déloge les troupes de La Cathelinière de la forêt de Princé le 12 janvier. Blessé, La Cathelinière est capturé à Frossay le 28 février et conduit à Nantes, où il est guillotiné 2 mars. Louis Guérin lui succède à la tête des Paydrets et rallie Charette.
Charette et Joly sont mis en fuite par Turreau et Cordellier à la forêt de Gralas. Le 28 février, ils tiennent en échec les colonnes des généraux Cordellier et Crouzat aux Lucs-sur-Boulogne, mais les Républicains massacrent les habitants de la paroisse. Charette n'a guère qu'un millier d'hommes et le 1er mars il tente sans succès de prendre La Roche-sur-Yon. Le 5 mars, il échappe à Haxo à la Viventière en Beaufou. Haxo traque alors sans relâche les troupes de Charette aux abois, mais le 21 mars il est tué lors d'un combat aux Clouzeaux. Sa mort déconcerte les Républicains et sauve Charette d'une destruction certaine. Celui-ci attaque Challans sans succès le 7 avril, puis il s'empare de Moutiers-les-Mauxfaits le 19 avril.
Autre rescapé de la Virée de Galerne, Gaspard de Bernard de Marigny forme une nouvelle armée dans la Gâtine. Le 25 mars, les forces réunies de Stofflet, Sapinaud et Marigny prennent Mortagne-sur-Sèvre. Le 22 avril 1794, Charette, Stofflet, Sapinaud et Marigny se réunissent au château de La Boulaye, à Châtillon-sur-Sèvre. Ne parvenant pas à choisir un nouveau généralissime, les quatre chefs prêtent serment, le sabre haut, de s'assister mutuellement. Les Vendéens marchent alors sur Saint-Florent-le-Vieil, mais ils se heurtent en chemin à l'adjudant-général Dusirat, et se retirent après un combat indécis. Marigny est destitué pour être arrivé trop tardivement, furieux ce dernier regagne le Haut-Poitou. Condamné à mort par un conseil de guerre le 29 avril, Marigny, malade, est fusillé à Combrand le 10 juillet par des hommes de Stofflet.

### Accalmie à l'été et à l'automne 1794

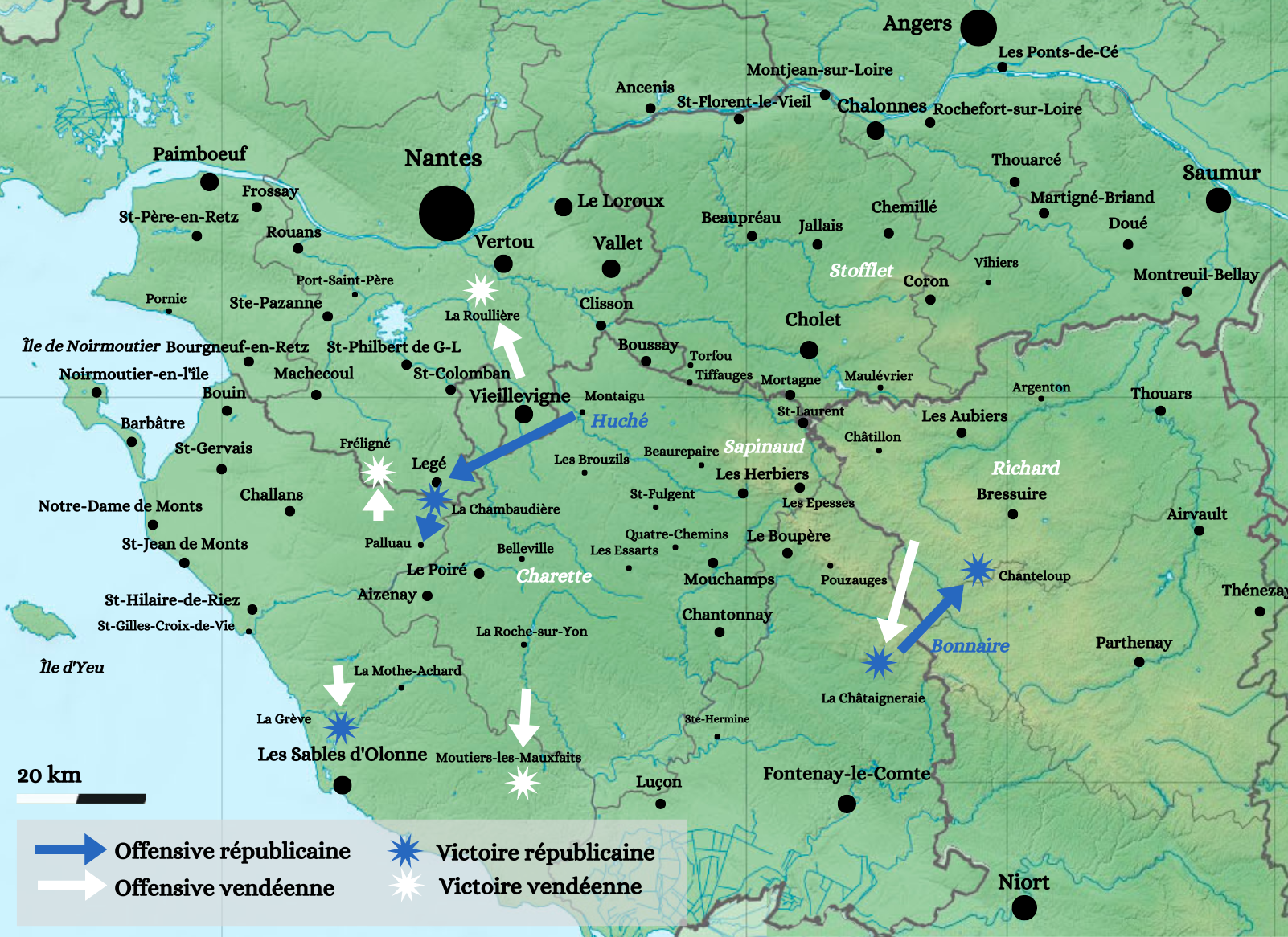
Carte des combats en Vendée, de juillet à décembre 1794.

La destitution de Turreau le 13 mai 1794 marque la fin des colonnes infernales,, cependant la diminution des violences n'est que progressive. En avril, le Comité de salut public retire de nombreuses troupes de Vendée pour les redéployer aux frontières. En juin, les effectifs de l'Armée de l'Ouest ne sont plus que de 50 000 hommes, contre 100 000 en janvier. Turreau, ainsi que son successeur, Vimeux, doivent alors se limiter à une stratégie défensive : ils mettent fin aux colonnes mobiles et installent des camps retranchés pour protéger la rentrée des récoltes vers les villes,,. Le 7 juin, les républicains abandonnent Saint-Florent-le-Vieil.
Les Vendéens reprennent alors l'initiative. Le 1er juin, une colonne républicaine est écrasée à Mormaison. Le lendemain, Charette, Stofflet et Sapinaud réunissent leurs forces au village de la Bésilière, à Legé. Forts de près de 10 000 hommes, les Vendéens attaquent Challans le 6 juin, mais ils sont repoussés par la garnison, qui ne compte pourtant que quelques centaines d'hommes. Cette défaite provoque une nouvelle désunion parmi les généraux vendéens qui se séparent quelques jours plus tard pour regagner leurs pays. Charette établit son nouveau quartier-général à Belleville. Stofflet attaque La Châtaigneraie le 12 juillet, sans succès. Côté républicain, la seule véritable offensive de l'été est menée par le général Huché, qui avec quatre colonnes s'empare de Legé et repousse une contre-attaque de Charette à La Chambodière le 17 juillet, mais qui massacre aussi sur son chemin plusieurs centaines de villageois. Un mois d'août particulièrement calme succède cependant à ces épisodes de violences.
En septembre, Charette repasse à l'offensive. Il prend d'assaut le camp de La Roullière le 8, puis celui de Fréligné le 15, et enfin celui de Moutiers-les-Mauxfaits le 24, tuant des centaines de soldats républicains. Puis, une nouvelle période de calme relatif s'engage à l'automne. Une attaque vendéenne est menée le 14 décembre à La Grève, près des Sables-d'Olonne, sans succès.

## Les traités de La Jaunaye et de Saint-Florent-le-Vieil

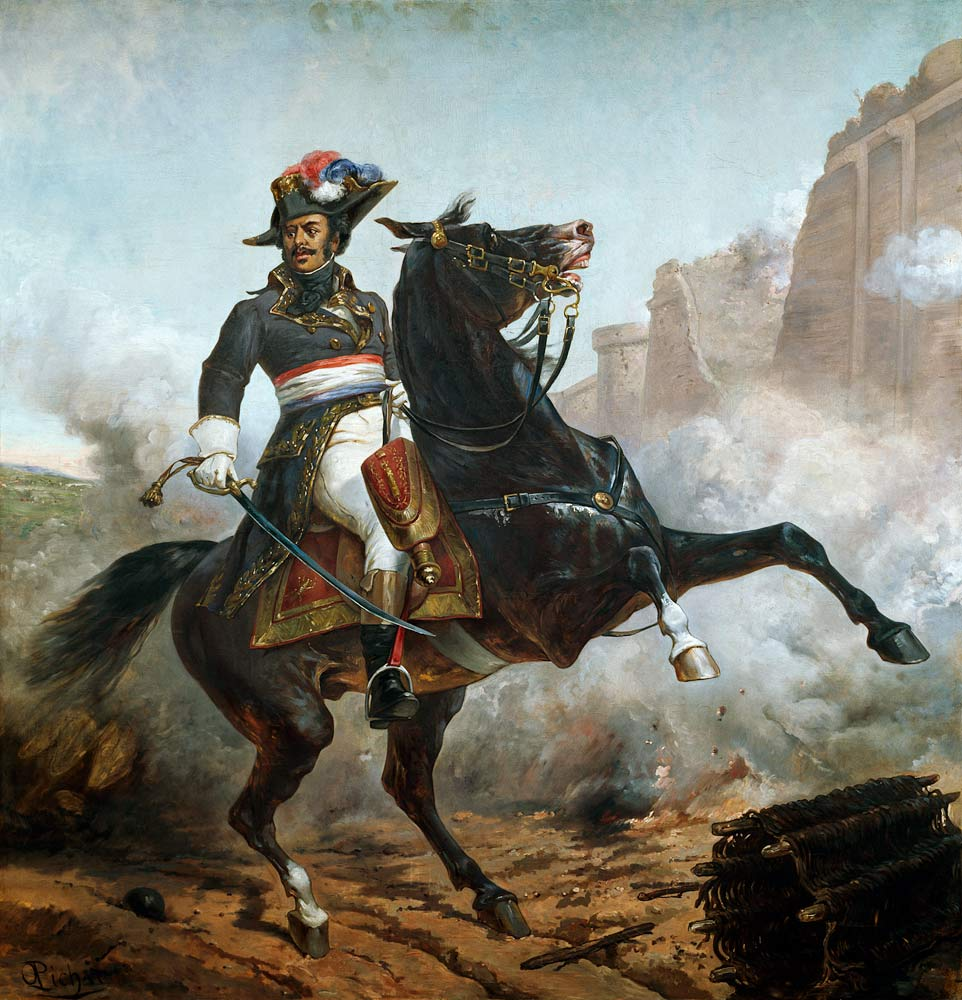
Le général Dumas, huile sur toile d'Olivier Pichat, vers 1883.

Le général Alexandre Dumas, nommé commandant en chef de l'armée de l'Ouest le 16 août 1794, arrive en Vendée le 7 septembre mais il démissionne dès le 23 octobre après avoir dénoncé l'indiscipline et les exactions commises par ses troupes. Dumas passe alors à l'Armée des côtes de Brest et Canclaux est rappelé à la tête de l'Armée de l'Ouest.
De son côté la Convention thermidorienne décide de passer à une politique de clémence. Le 1er décembre 1794, plusieurs députés du Maine-et-Loire, des Deux-Sèvres et de la Vendée présentent un exposé dans lequel ils dénoncent les massacres des populations civiles et préconisent une amnistie préalable des insurgés et de leurs chefs,. Ces recommandations sont suivies par le Comité de salut public et le 2 décembre la Convention nationale adopte un décret promettant l'amnistie des insurgés vendéens et chouans qui auront déposé les armes d'ici un mois,,. Les représentants en mission Menuau, Delaunay, Lofficial, Morisson, Gaudin, Chaillon, Auger, Dornier, Guyardin, Ruelle, Bézard, Guezno et Guermeur sont chargés de former une commission permanente pour faire appliquer ces nouvelles mesures. Les discussions ne se font cependant pas sans de violentes altercations : ainsi Auger, Bézard et Guyardin sont marginalisés après s'être opposés à l'amnistie. Dans les six premières semaines de l'année 1795, les derniers prisonniers vendéens sont libérés.
Le 23 décembre 1794, deux ou trois émissaires des représentants en mission, Bureau de La Batardière, Bertrand-Geslin, et peut-être François-Pierre Blin, rencontrent Charette à Belleville,. Charette et Sapinaud se montrent ouverts aux propositions de paix et envoient à leur tour deux émissaires, de Bruc et Béjarry, qui rencontrent les représentants en mission à Nantes entre le 28 et le 30 décembre,. Le 11 janvier 1795, un accord est trouvé pour engager des pourparlers officiels. En revanche, Stofflet signe et fait diffuser le 28 janvier un manifeste rédigé par l'abbé Bernier condamnant le processus de pacification,.

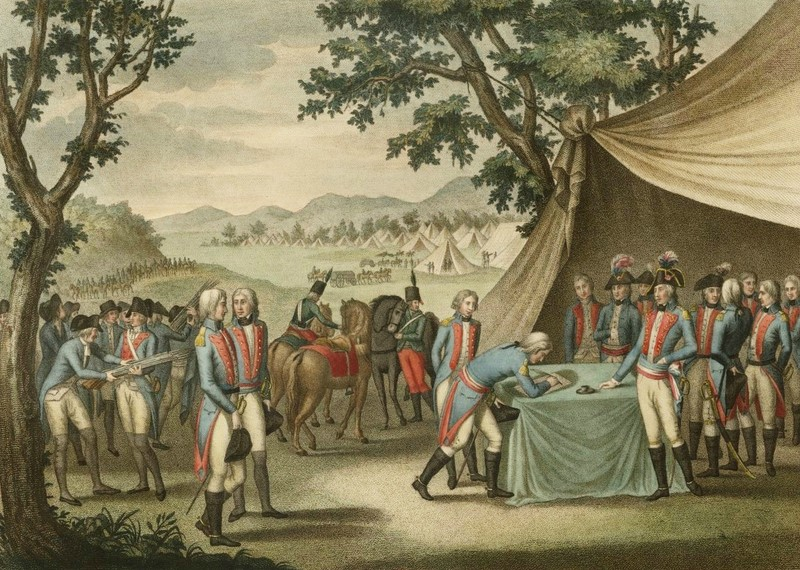
The Pacification of the Vendee, estampe imprimée à Londres en 1804.

Le 12 février, Charette, Sapinaud et plusieurs de leurs officiers rencontrent les représentants en mission au manoir de La Jaunaye, à Saint-Sébastien, près de Nantes,. Poirier de Beauvais, délégué par Stofflet, et Cormatin, le major-général de Puisaye, chef des chouans de Bretagne, sont également présents. Après plusieurs jours de discussions, un accord de paix est conclu le 17 février,. Le traité n'est cependant signé que par les représentants républicains et n'est pas ratifié par les chefs vendéens. En contrepartie de la reconnaissance de la République et de la remise de leur artillerie, les insurgés obtiennent l'amnistie, la liberté de culte, une exemption d'impôts et de conscription pour une durée de dix ans, la reconnaissance de leurs propriétés, l'organisation d'un corps de 2 000 gardes territoriaux vendéens, le remboursement des bons émis durant la rébellion et dix-huit millions d'indemnités pour la reconstruction de la Vendée,,. La question de la libération du roi Louis XVII reste en suspens. Charette, Sapinaud et Cormatin acceptent le traité, mais ils ne sont pas suivis par certains de leurs officiers hostiles à la paix. Charette s'empresse alors de retourner à Belleville pour mettre de l'ordre dans ses troupes. Puis, Stofflet arrive à son tour à La Jaunaye le 18 février. Les représentants lui offrent les mêmes conditions de paix qu'à Charette et Sapinaud, mais il refuse catégoriquement de reconnaître la République. Le 22 février, il rompt les négociations et regagne l'Anjou. Cependant son armée est également l'objet de dissensions et plusieurs de ses officiers signent la paix le 26 février, promettant de ne plus jamais prendre les armes contre la République. Le même jour Charette et Sapinaud font une entrée solennelle dans Nantes et participent à un défilé réconciliateur aux côtés des généraux et des représentants républicains,. Le 14 mars, les accords de La Jaunaye sont ratifiés par la Convention nationale.
Le traité provoque la division du camp royaliste. Le 4 mars, Stofflet et l'abbé Bernier publient une adresse contre les « ci-devant chefs de la Vendée devenus républicains »,. Le lendemain, Stofflet fait arrêter Prudhomme, le chef de la division du Loroux, qui est condamné à mort et exécuté à coups de sabre pour avoir signé le traité,,. Le 6 mars, les Angevins pillent le quartier-général de Sapinaud à Beaurepaire, emportant ses deux canons, 60 chevaux et la caisse militaire,. Sapinaud manque lui-même d'être capturé et doit s'enfuir à cheval. Stofflet envisage alors d'entrer en force dans le territoire de l'armée du Centre et de l'armée du Bas-Poitou afin de remplacer Sapinaud par Delaunay et Charette par Savin.

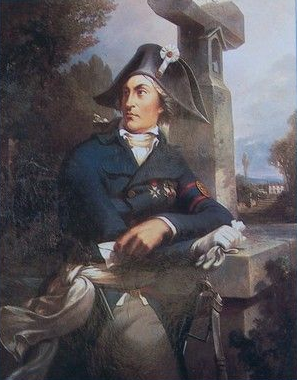
Jean-Nicolas Stofflet, huile sur toile de Thomas Drake, XIXe siècle.

Canclaux passe alors à l'offensive contre Stofflet avec 28 000 hommes. En face, l'armée d'Anjou ne peut rassembler que 3 000 combattants. Elle attaque une colonne républicaine à Chalonnes-sur-Loire le 18 mars, puis une autre à Saint-Florent-le-Vieil le 22, mais à chaque fois sans succès. Stofflet bat alors en retraite sur Maulévrier avec les colonnes de Canclaux à ses trousses. Dans les jours qui suivent Cholet, Cerizay, Bressuire, Châtillon, Maulévrier et Chemillé repassent aux mains des républicains. Le 26 mars, Stofflet signe un cessez-le-feu à Cerizay. Le 6 avril, il rencontre Canclaux et neuf représentants en mission près de Mortagne-sur-Sèvre. Stofflet tergiverse pendant quelques semaines et attend les résultats des négociations de la Mabilais menées avec les chouans. Finalement, il signe la paix à Saint-Florent-le-Vieil le 2 mai, aux mêmes conditions qu'à La Jaunaye,,.
Le 20 mai, Charette, Stofflet et Sapinaud se réunissent au quartier-général de l'armée du Centre pour marquer leur réconciliation.
L'insécurité demeure cependant. Le retour des « réfugiés de la Vendée » provoque de nombreux heurts. Les administrations locales, rentrées d'exil, n'ont aucun pouvoir dans les campagnes. Les républicains sont victimes de vexations et de brutalités, volés, voire assassinés lors de règlements de compte où se mêlent questions politiques, vengeance personnelle et simple criminalité. Dans de nombreuses municipalités rurales, entre les mains de royalistes, on interdit aux « patriotes » réfugiés dans les villes de revenir, y compris par la force.

## La deuxième guerre de Vendée (1795-1796)

### Reprise d'armes et expédition de Quiberon

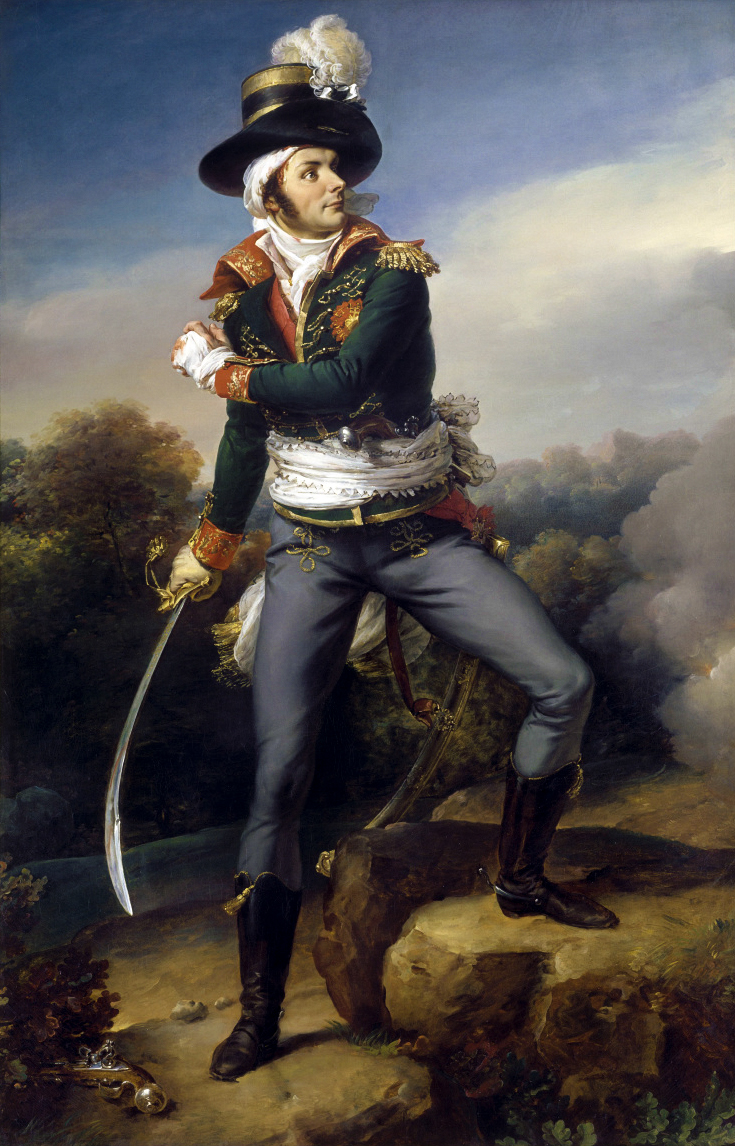
François-Athanase de Charette
huile sur toile de Jean-Baptiste Paulin Guérin, 1819.
Musée d'art et d'histoire, Cholet.

La pacification ne s'avère être qu'éphémère. Entre février et juin 1795, des assassinats et différents incidents enveniment les relations entre royalistes et républicains,. Malgré une nouvelle réunion de conciliation à La Jaunaye le 8 juin, la méfiance l'emporte et les deux camps se préparent à une reprise des combats. Convaincus que les généraux vendéens ne cherchent qu'à gagner du temps, les représentants en mission envisagent de lancer une vaste opération pour les faire arrêter, mais ils doivent renoncer par manque de troupes.
En mai, Charette reçoit à Belleville le marquis de Rivière, aide de camp du comte d'Artois, frère de Louis XVI, qui l'informe de l'imminence d'un débarquement royaliste en Bretagne avec l'aide de l'Angleterre et qui lui demande de faire diversion pour faciliter cette opération. Début juin, Charette est cette fois contacté par le comte de Provence, futur Louis XVIII, qui lui fait part de son souhait de venir se joindre à lui. Le général vendéen lui répond avec enthousiasme le 10 juin. Le 8 juin, Louis XVII meurt à Paris.
Le 25 juin, une flotte britannique arrive en vue de la presqu'île de Quiberon, en Bretagne, et débarque deux jours plus tard à Carnac une armée d'émigrés qui est accueillie par plusieurs milliers de chouans.
Le 24 juin, Charette rassemble ses divisions à Belleville et annonce à ses troupes la rupture du traité de La Jaunaye et la reprise de la guerre. Cette décision soudaine, prise par Charette sans avoir consulté ni ses officiers, ni les généraux des autres armées vendéennes, est accueillie sans enthousiasme par ses hommes. Sans aucune déclaration de guerre, Charette attaque et prend par surprise le camp des Essarts le 25 juin. Deux jours tard, ses troupes tendent une embuscade à un convoi près de Beaulieu-sous-la-Roche. Les Vendéens regagnent ensuite Belleville avec plusieurs centaines de prisonniers. Le 26 juin, Charette fait publier un manifeste annonçant la reprise des hostilités et dans lequel il prétend que des « articles secrets » du traité de La Jaunaye prévoyaient la libération de Louis XVII et le rétablissement de la monarchie.

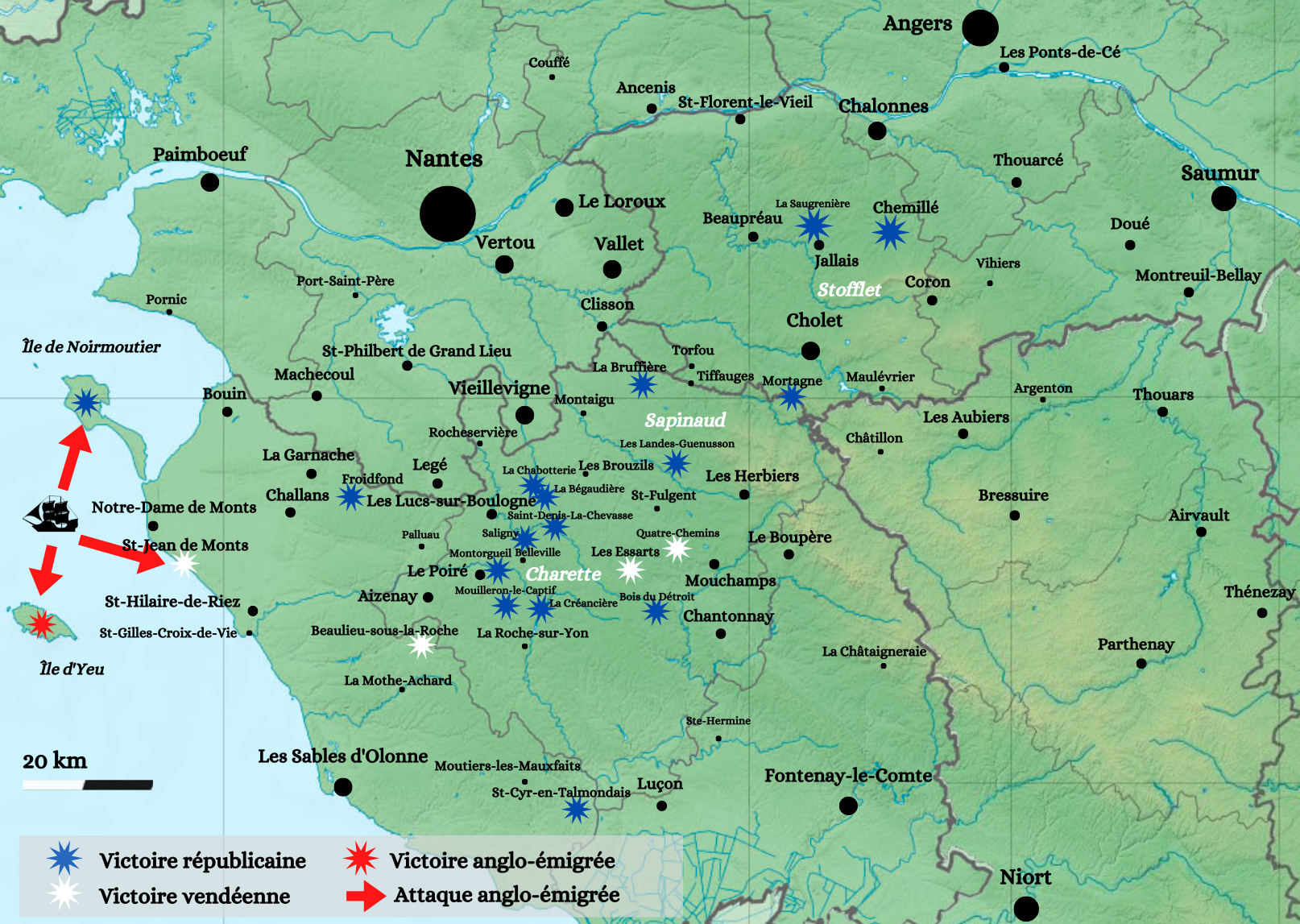
Carte de la deuxième guerre de Vendée (juin 1795-juillet 1796).

L'armée d'Anjou de Stofflet et l'armée du Centre de Sapinaud ne rompent quant à elles pas le traité,. En juillet, elles envoient à Paris deux émissaires, Béjarry et Scépeaux, qui sont reçus par la Convention nationale, mais la reprise d'armes de Charette fait échouer les négociations,. Louis XVIII reconnaît la prééminence de Charette en le nommant à la tête de l'Armée catholique et royale avec le grade de Lieutenant Général,. Stofflet est quant à lui fait Maréchal de camp.
Pendant ce temps en Bretagne, l'expédition de Quiberon tourne au désastre,. Acculés par les troupes du général Lazare Hoche, les émigrés et les chouans capitulent le 21 juillet, mais 748 d'entre eux sont condamnés à mort et fusillés dans les jours qui suivent. En représailles, Charette fait exécuter le 9 août les 100 à 300 prisonniers républicains détenus à Belleville,.

### Expédition du comte d'Artois

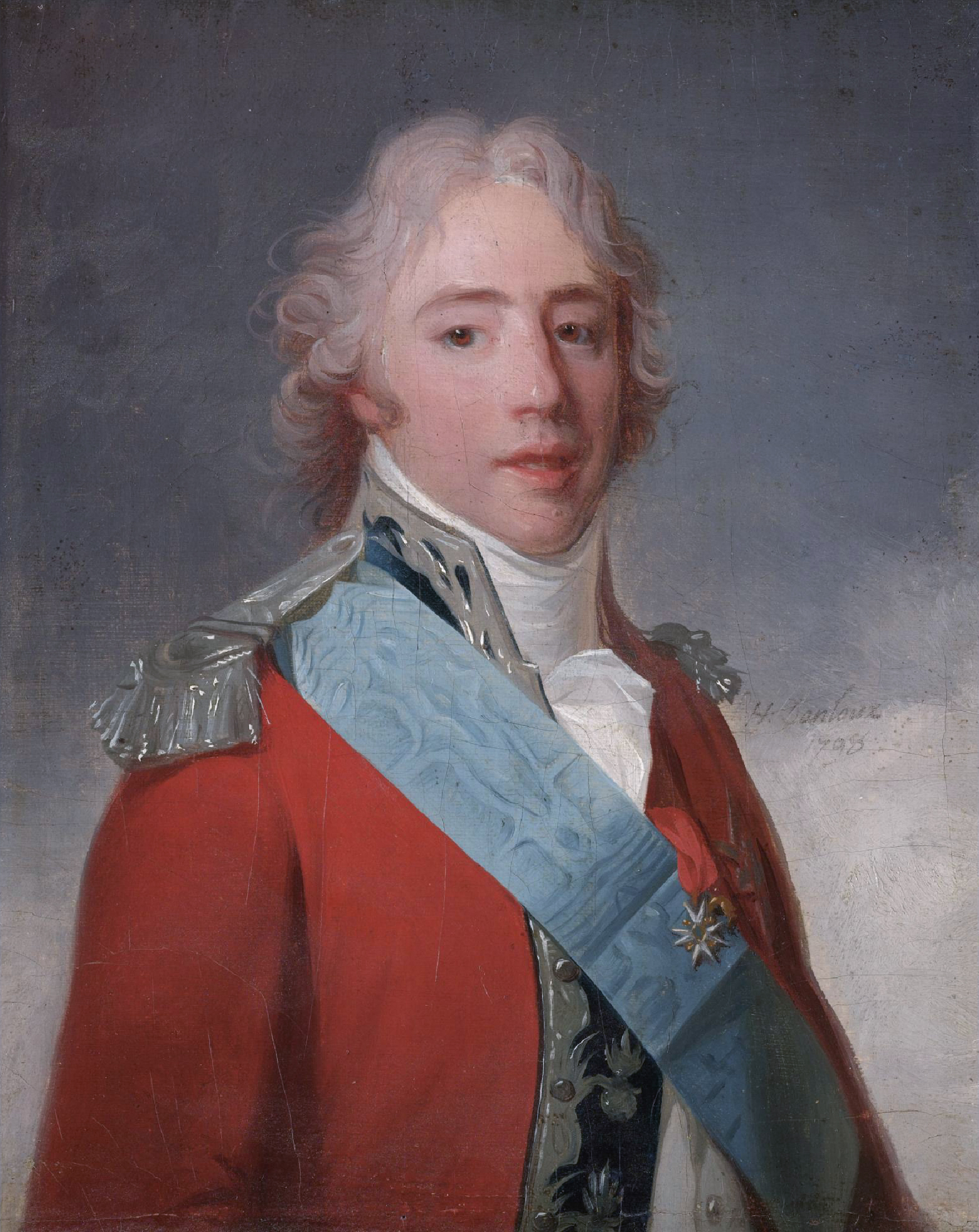
Le comte d'Artois, huile sur toile de Henri-Pierre Danloux, vers 1796.

À la suite de l'échec de l'expédition en Bretagne, les émigrés et les Britanniques se tournent vers la Vendée. Début août, une partie de l'escadre anglaise stationnée devant Quiberon fait voile en direction des côtes vendéennes. Prévenu par le marquis de Rivière, Charette envoie plusieurs milliers d'hommes sur la plage du Pège, entre Saint-Jean-de-Monts et Saint-Gilles-Croix-de-Vie. Les Vendéens parviennent à tenir à distance les garnisons républicaines locales et du 10 au 12 août, les Britanniques débarquent 1 200 fusils, de la poudre, 3 000 sabres, 300 paires de pistolets, 700 gargousses et deux pièces d'artillerie,,,.
Le 22 août, une flotte de 123 navires sous les ordres du commodore Warren sort de Portsmouth avec à son bord 5 000 soldats britanniques commandés par le général Doyle et 800 émigrés emmenés par le comte d'Artois. Après une halte aux îles d'Houat et de Hœdic, elle arrive le 23 septembre en vue de l'île de Noirmoutier, où elle songe à débarquer. Charette est informé de l'expédition, mais il fait savoir que Challans, Bouin, Beauvoir-sur-Mer et Machecoul sont tenus par les républicains et qu'il ne peut lancer un assaut sur l'île depuis les terres. Le 29 septembre, après quelques échanges d'artillerie avec la garnison de Noirmoutier, la flotte britannique renonce et se porte sur L'Île-d'Yeu, plus faiblement défendue et plus éloignée des côtes, qui capitule le 30 septembre,. L'île est aussitôt occupée par près de 6 000 soldats et le comte d'Artois y débarque le 2 octobre,.
Charette, à la tête de près de 10 000 hommes, tente pour sa part de s'approcher du littoral en attaquant Saint-Cyr-en-Talmondais le 25 septembre,. Cependant la faible garnison du bourg et quelques renforts venus de Luçon le repoussent en lui infligeant de lourdes pertes, notamment celle de Louis Guérin, un de ses meilleurs officiers,. De son côté, le général républicain Grouchy sort le 29 septembre de Sainte-Hermine avec 4 000 hommes et entre le lendemain dans Belleville sans rencontrer de résistance.
Le 3 octobre, Sapinaud reprend les hostilités et s'empare de Mortagne-sur-Sèvre. Mais dès le lendemain, les troupes républicaines du général Boussard contre-attaquent et reprennent la localité.
Le 3 octobre, la flotte britannique fait une nouvelle tentative sur Noirmoutier, mais sans plus de succès. La garnison de l'île a entretemps été renforcée, passant de 1 000 à plus de 6 000 hommes, et les Anglais commencent à manquer d'eau. Le 8 octobre, l'expédition est abandonnée et le gros de la flotte reprend la route de la Grande-Bretagne, ne laissant derrière que 13 navires à L'Île-d'Yeu. Le 16 octobre, les Anglais font un petit débarquement à Saint-Jean-de-Monts pour prendre contact avec Charette, mais le comte d'Artois renonce à venir le joindre,. Ce dernier quitte L'Île-d'Yeu le 18 novembre pour regagner la Grande-Bretagne,. Le 17 décembre, les dernières troupes anglaises et émigrées évacuent l'île. Le projet de débarquement du comte d'Artois en Vendée se solde alors par un échec complet qui affecte lourdement le moral des combattants vendéens.

### Effondrement des armées vendéennes et victoire des républicains

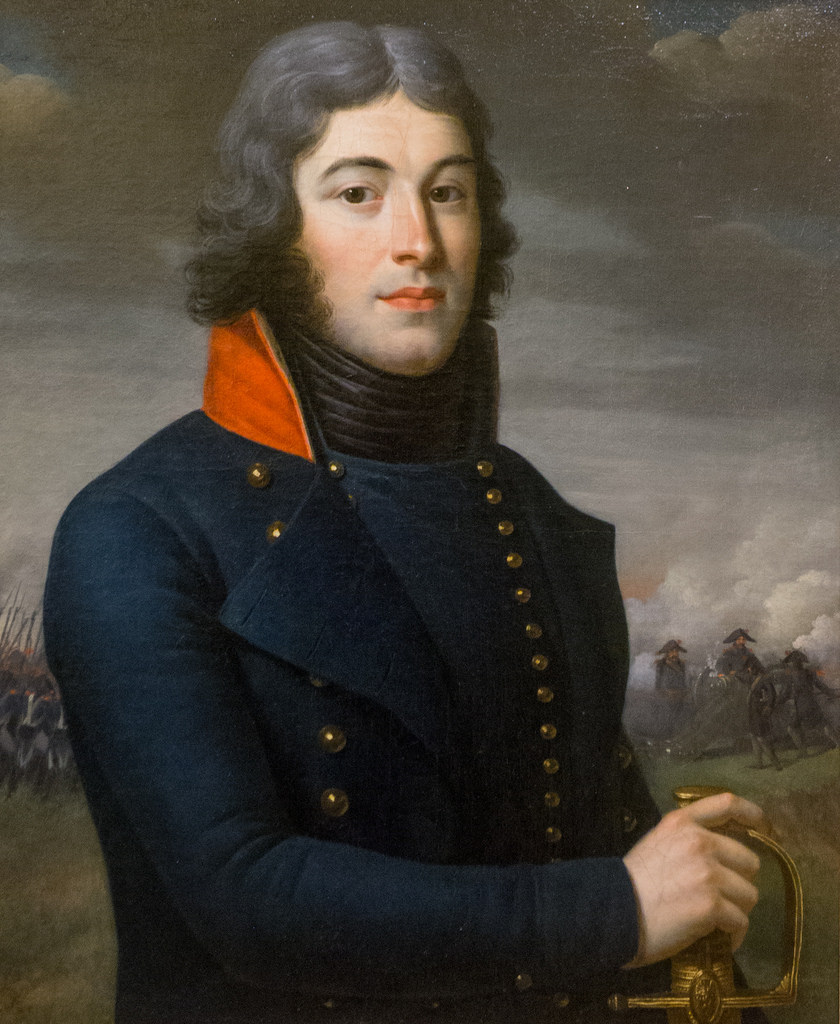
Portrait de Lazare Hoche, huile sur toile de Jean-Louis Laneuville, vers 1801. (Musée de la Révolution française, Vizille).

Le 29 août 1795, le Comité de salut public nomme Lazare Hoche à la tête de l'Armée de l'Ouest, en remplacement du général Canclaux, qui a cédé son commandement pour cause de maladie. Auréolé par sa victoire à Quiberon, Hoche reçoit le 14 septembre les pleins pouvoirs du Comité de salut public, qui interdit toute intervention des représentants en mission présents sur place,,. Le 26 décembre, le Directoire lui donne le commandement de l'Armée de l'Ouest, de l'Armée des côtes de Brest et de l'Armée des côtes de Cherbourg qui fusionnent pour former l'Armée des côtes de l'Océan,. La signature du Traité de Bâle avec l'Espagne lui permet également de recevoir des renforts de l'Armée des Pyrénées,. Le 28 décembre, le Directoire proclame l'état de siège dans toutes les grandes communes des départements insurgés.
Hoche adopte une politique pragmatique,. Il dissocie les chefs insurgés, qui doivent être capturés, des simples combattants et des paysans qui restent libres s'ils remettent leurs armes et se soumettent. Si des communautés résistent, leurs cheptels sont confisqués et ne sont restitués qu'en échange de la remise des armes. Il s'emploie à rétablir la discipline et à réprimer les pillages,, il empêche parfois le retour des réfugiés patriotes dans les zones pacifiées et se concilie les prêtres réfractaires qui ne sont plus poursuivis et qui peuvent célébrer librement le culte. Ces mesures, les pouvoirs étendus du général en chef et l'état de siège rencontrent l'opposition de patriotes locaux qui accusent Hoche d'exercer une « dictature militaire »,. Cependant, sa politique porte ses fruits. Épuisés par un conflit dévastateur, les habitants de la Vendée, tout comme les combattants et les officiers insurgés, inclinent désormais très majoritairement à la paix,. À partir d'octobre, des cantons entiers remettent leurs armes et font leur soumission à la République,.
Le 4 août, le clergé réfractaire vendéen tient un synode au Poiré à l'initiative du vicaire général Jean Brumauld de Beauregard, envoyé par Marie-Charles-Isidore de Mercy, évêque de Luçon,. Les décisions arrêtées marquent une volonté d'apaisement et une recherche de composition avec la République,. Le clergé réfractaire vendéen commence alors à se démarquer de l'insurrection et à œuvrer en faveur de la pacification,,.
Après avoir protégé les côtes des Britanniques, Hoche met ses troupes en mouvement contre Charette,. Les républicains occupent Saint-Philbert-de-Grand-Lieu le 10 octobre, puis Le Loroux-Bottereau et Clisson le 11, Les Herbiers le 24, puis Pouzauges et Chantonnay le 27. Il prévoit initialement de former trois colonnes de 6 000 hommes commandés par lui-même, Grouchy et Canuel,. Cependant il change de stratégie en constatant la faiblesse des rassemblements vendéens et décide de former six colonnes mobiles, fortes de 600 à 2 500 hommes et commandées principalement par Travot, Delaage et Watrin. Ces colonnes mobiles, relevées tous les quinze jours, ont pour instruction de parcourir en permanence le territoire insurgé. Pour gagner en mobilité, elles n'emportent avec elles aucune pièce d'artillerie et opèrent de manière à s'assister mutuellement, avec des ordres de marche précis.

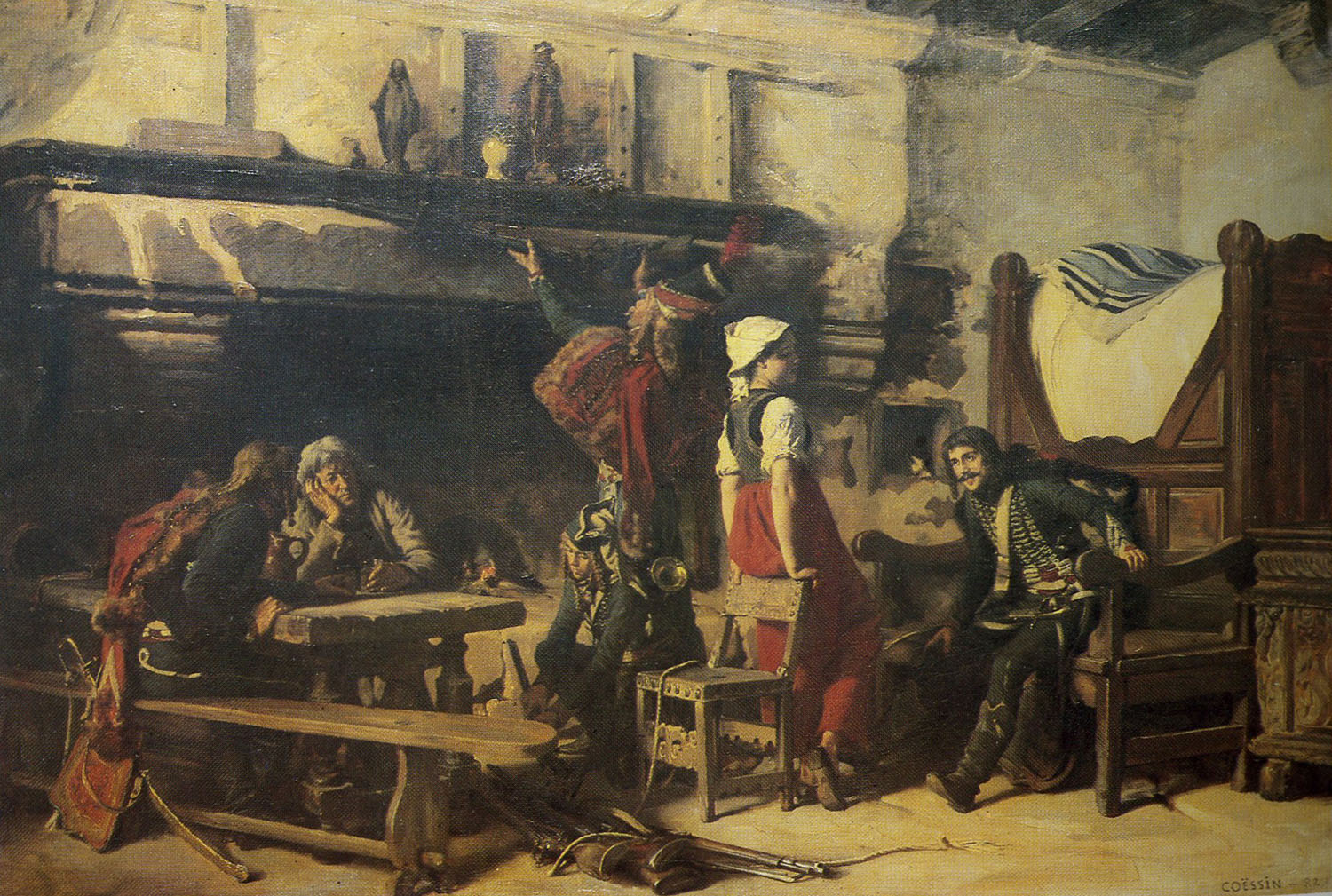
Scène de pacification de la Vendée en 1795, huile sur toile de Charles-Alexandre Coëssin de la Fosse, 1882 (Musée Massey, Tarbes).

Les Vendéens, affaiblis, tentent généralement d'éviter le combat. Vers la mi-novembre, plusieurs officiers vendéens rédigent un mémoire qu'ils remettent à Charette pour lui suggérer de cesser les hostilités, mais celui-ci refuse,. Le 27 novembre, Delaage bat Charette à Saint-Denis-la-Chevasse. Le 5 décembre, le général vendéen prend d'assaut le camp des Quatre-Chemins à L'Oie, mais la contre-attaque de Watrin le met en fuite quelques heures plus tard. Le lendemain, les Vendéens ratent une embuscade au bois du Détroit et perdent tout le butin pris au Quatre-Chemins. Pendant cette période, plusieurs officiers de Charette sont tués, dont Couëtus, son second, Prudent Hervouët de La Robrie, le chef de sa cavalerie, et le chef de division François Pajot.
De son côté, Sapinaud attaque sans succès Landes-Genusson le 25 novembre. Abandonné par ses troupes, il trouve refuge chez Stofflet en décembre. En janvier, il signe la paix avec le général Willot, mais l'accord, jugé trop conciliant, est dénoncé par Hoche,.

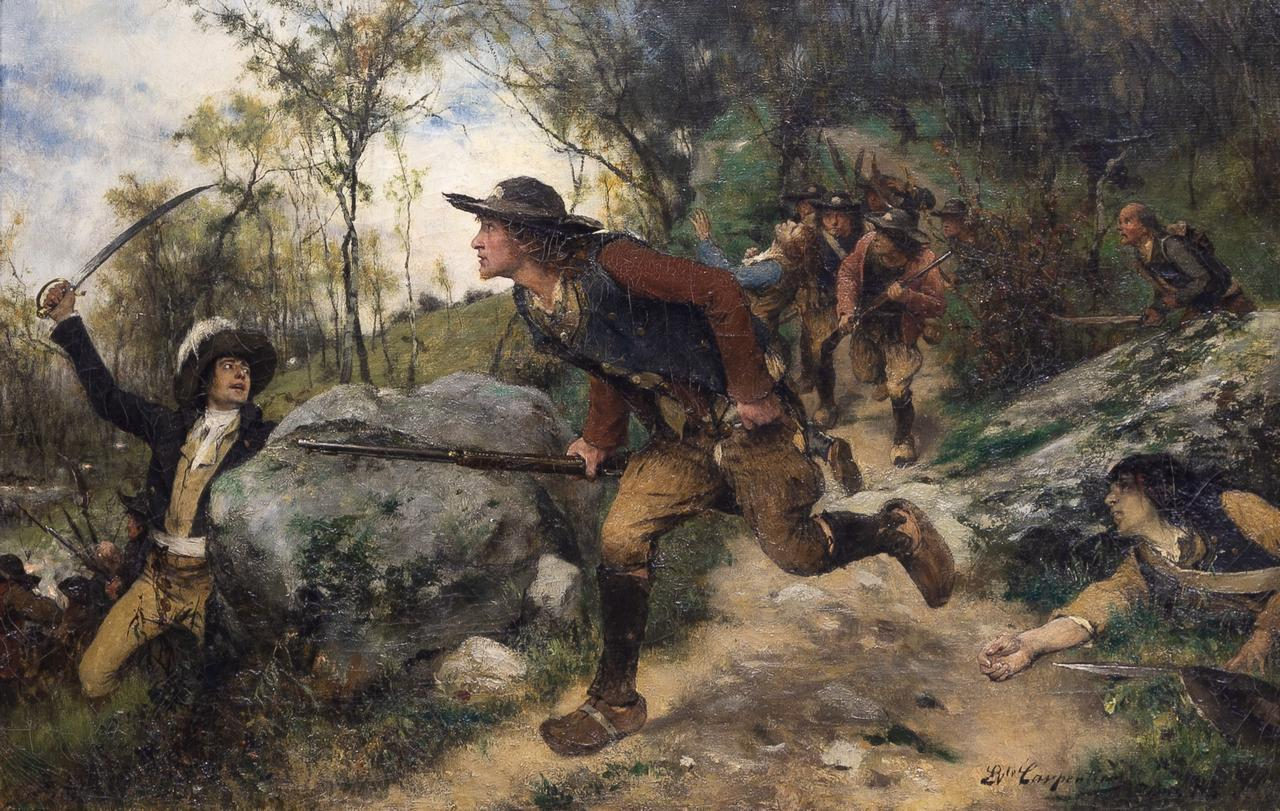
En Vendée - 1795, huile sur toile d'Évariste Carpentier, XIXe siècle.

Au début de l'année 1796, Charette tente une expédition en direction de l'Anjou afin de pousser Stofflet à le rejoindre dans la guerre, mais il est surpris à La Bruffière et à Tiffauges les 3 et 4 janvier et ses troupes sont complètement mises en déroute. Cette débandade achève de démoraliser les Vendéens : Charette est abandonné par la plupart de ses hommes et ne peut plus rassembler que quelques centaines de combattants,,. Traqué par les colonnes mobiles républicaines, il demeure constamment en mouvement dans les environs de Belleville, Saligny, Dompierre et Le Poiré. Le 15 janvier, l'adjudant-général Travot lui inflige une nouvelle défaite à La Créancière, près de Dompierre.
De son côté, Stofflet, fait Lieutenant Général et chevalier de Saint-Louis, reste longtemps dans l'expectative avant de reprendre les armes sans illusion le 26 janvier sur ordre du comte d'Artois,. Rejoint par seulement 400 hommes et par Sapinaud, il attaque sans succès Chemillé, puis perd son quartier-général de Neuvy-en-Mauges,,,. Dès le 29 janvier, il est contraint de trouver refuge dans la forêt de Maulévrier,,. Sapinaud dépose les armes et démissionne de son commandement, mais Stofflet refuse de faire sa soumission et est capturé dans la nuit du 23 au 24 février à la métairie de La Saugrenière, près de La Poitevinière,. Condamné à mort, il est fusillé à Angers le 25 février,,.

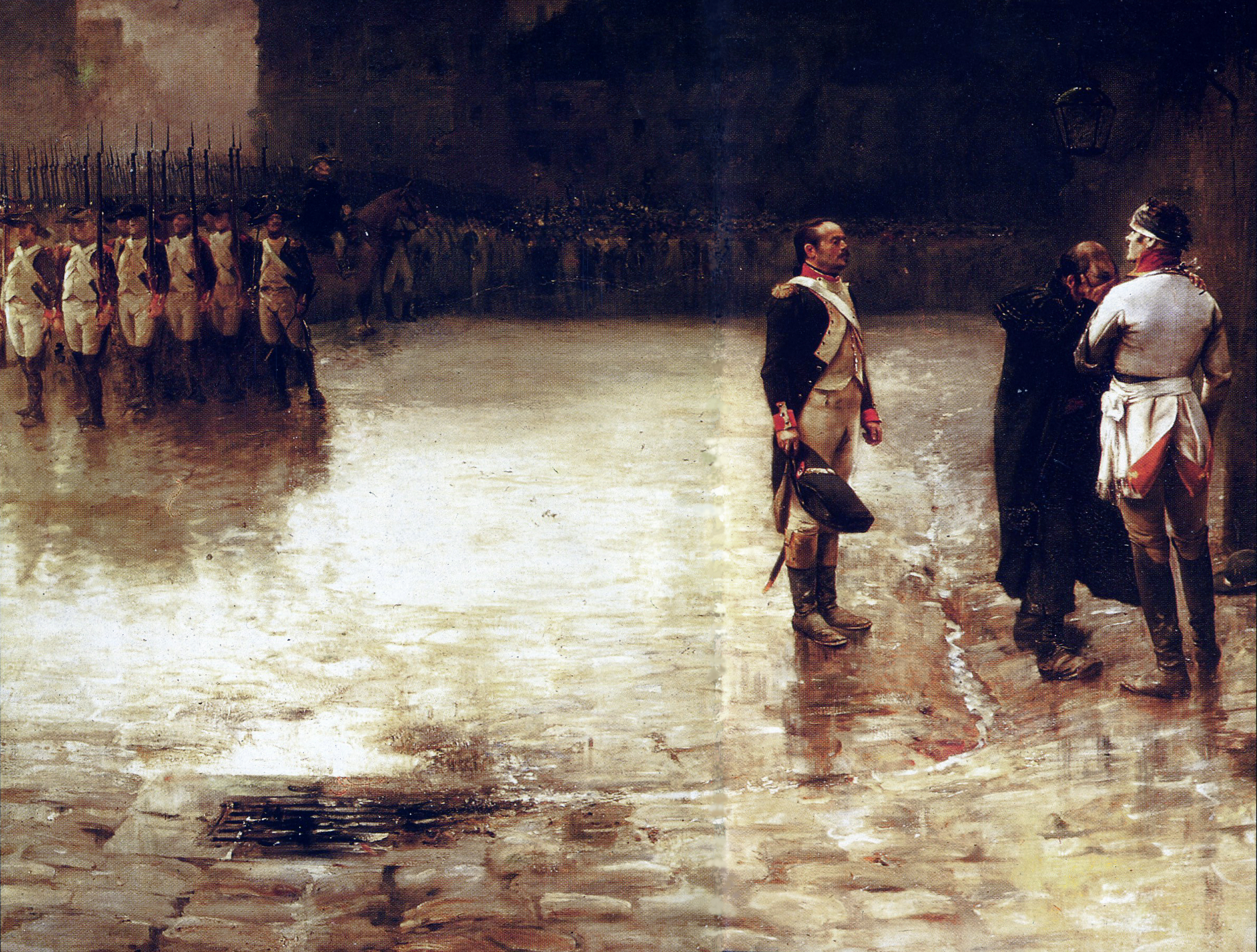
Exécution du Général de Charette, huile sur toile de Julien Le Blant, 1883.

À la mi-février, avec l'accord de Hoche, des tractations sont menées avec Charette pour lui proposer de quitter la France,. Mais le 20 février, celui-ci fait connaître son refus,. Le 21, Travot l'attaque à La Bégaudière, entre Saint-Sulpice-le-Verdon et Saint-Denis-la-Chevasse, et le met en fuite. Il se lance à sa poursuite et le retrouve à Froidfond le 27 février, où il lui inflige une nouvelle déroute. Dans le semaines qui suivent Travot continue de traquer inlassablement le général vendéen dans la région. Pendant ce temps, les principaux officiers de Charette, comme Hyacinthe de La Robrie, Jean Guérin, Lecouvreur, Pierre Rezeau et Lucas de La Championnière, font leur soumission à la République. D'autres, comme Le Moëlle et Dabbaye, sont tués.
Le 23 mars, Charette, à la tête de seulement une cinquantaine d'hommes, est surpris près des Lucs, à La Guyonnière, par la colonne de l'adjudant-général Valentin et rejeté sur celle de Travot qui le capture dans les bois de la Chabotterie, près de Saint-Sulpice-le-Verdon. Charette est conduit à Angers, puis à Nantes où il est condamné à mort et fusillé le 29 mars,,.
La mort de Charette marque la fin de la guerre de Vendée, même si quelques groupes d'insoumis subsistent encore. Richard, chef des environs de Cerizay, est tué le 23 mars. Dans le Poitou, Jean Savin est capturé le 28 avril. À l'armée du Centre, Vasselot, le successeur de Sapinaud, est pris puis fusillé le 4 mai,. En Anjou, Charles d'Autichamp, le successeur de Stofflet, et Henri Forestier déposent les armes en mai.
Lazare Hoche obtient ensuite la soumission des chouans de Bretagne, du Maine et de Normandie. Un accord de paix est signé avec les Chouans à Fontenai-Les-Louvets le 6 juillet, dans l'Orne. Le 13 juillet, Hoche annonce que « les troubles de l'Ouest sont terminés ». Le 16 juillet, c'est au tour du Directoire de proclamer qu'« Il est enfin vrai de le dire aujourd'hui, cette guerre affreuse de la Vendée et des Chouans est éteinte », la guerre de Vendée est ainsi officiellement terminée aux yeux de l'État français. La région connait néanmoins encore quelques insurrections en 1799, en 1815 et en 1832, mais elles sont d'une intensité bien moindre que le conflit de 1793-1796.

## La troisième guerre de Vendée (1799-1800)

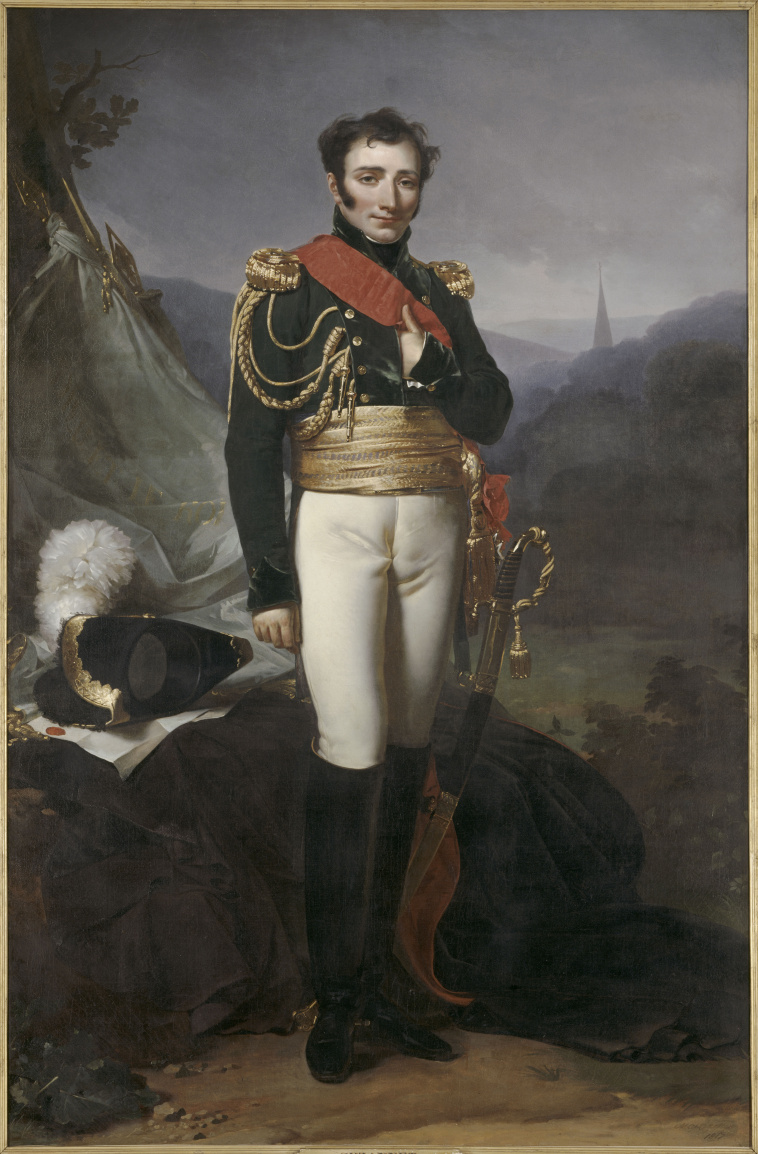
Pierre Constant de Suzannet
huile sur toile de Jean Baptiste Mauzaisse, XIXe siècle.
Musée d'art et d'histoire, Cholet.

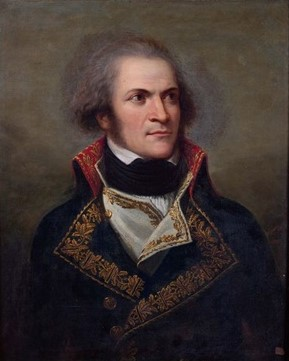
Portrait du général Guillaume Brune, huile sur toile d'Andrea Appiani, 1800 ou 1801.

Vaincus militairement, les Royalistes tentent de prendre le pouvoir par les élections. En avril 1797, la droite royaliste obtient la majorité lors du renouvellement du Conseil des Cinq-Cents et du Conseil des Anciens. Les Conseils suppriment alors les lois contre les émigrés et les prêtres réfractaires. Mais à Paris le 4 septembre 1797, trois des cinq Directeurs, Reubell, La Révellière-Lépeaux et Barras organisent un coup d'État soutenu par l'armée commandée par Hoche et Augereau. Les résultats de l'élection sont annulés dans 49 départements (notamment dans l'Ouest), les prêtres réfractaires sont de nouveau poursuivis. Des paysans commencent à reprendre les armes.
En 1799, les défaites militaires de la République conduisent à de nouvelles levées d'hommes et au vote de la loi des otages, ces mesures incitent les chefs chouans à relancer l'insurrection. Le 14 septembre 1799, 200 chefs chouans et vendéens se réunissent au château de la Jonchère, près de Pouancé, défendu par 1 200 hommes et fixent une prise d'armes générale pour le 15 octobre. Le commandement est réorganisé : Suzannet succède à Charette à la tête de l'armée du Bas-Poitou et du Pays de Retz à l'ouest de la Vendée et au sud de la Loire-Inférieure, Sapinaud reprend son commandement de l'armée du Centre, tandis que Charles d'Autichamp, succède à Stofflet à la tête de l'armée d'Anjou.
L'armée républicaine d'Angleterre, placée sous le commandement du général Michaud ne compte alors que 16 000 soldats dans tout l'ouest. La zone vendéenne est sous les ordres du général Travot.
Néanmoins, les Vendéens ne rencontrent que des échecs. Le 29 octobre, Suzannet, bien qu'à la tête de 3 000 hommes, est repoussé à Montaigu. Le 2 novembre, Charles d'Autichamp attaque avec 6 000 à 8 000 hommes un détachement républicain qui trouve refuge dans l'église de Nueil-les-Aubiers. Deux jours plus tard, le général Dufresse arrive en renfort et avec seulement 600 hommes, il disperse les forces vendéennes à la bataille des Aubiers. Dans le Centre, l'émigré Grignon, qui a supplanté Sapinaud, remporte un petit succès à La Flocellière le 14 novembre, mais il est battu et tué quatre jours plus tard à Chambretaud.
La guerre s'interrompt à la suite de l'annonce du coup d'État du 18 Brumaire. Le 15 novembre, le général Gabriel d'Hédouville prend le commandement de l'Armée d'Angleterre et ouvre des négociations auprès des officiers royalistes le 9 décembre à Pouancé. Progressivement ces derniers optent pour une suspension d'armes. Mais les généraux royalistes se divisent entre ceux qui souhaitent signer la paix et ceux qui veulent poursuivre la guerre. Napoléon Bonaparte, désormais premier consul, proclame la liberté religieuse et détache 30 000 hommes des frontières pour être envoyés dans l'Ouest. Le 16 janvier, Hédouville est remplacé par Guillaume Brune à la tête de l'Armée d'Angleterre, qui reprend bientôt son ancien nom d'Armée de l'Ouest. Face à de telles forces, les chefs vendéens, Suzannet, d'Autichamp et Sapinaud, signent la paix à Montfaucon-sur-Moine le 18 janvier 1800. Les généraux chouans ne tiennent que quelques semaines de plus.

## Ultimes insurrections de 1815 et 1832
Mais pendant longtemps, la Vendée, exsangue, garde les stigmates des combats. Le professeur Henri Laborit la mentionne, en 1980, en introduction du film d'Alain Resnais, Mon oncle d'Amérique, qui s'interroge sur les dysfonctionnements humains.
D'autres insurrections et soulèvements ont scandé l'histoire de la Vendée : la prise d'armes de la Vendée du 3 au 5 mai 1814, le soulèvement de 1815 ou la tentative de la duchesse de Berry en 1832 marquent la naissance d'une conscience régionale spécifique. Sur le plan politique, la Vendée se distingue, depuis la Révolution, par une fidélité politique aux mouvements politiques conservateurs,.
Les « martyrs » de 1793 occupent le premier plan de la mémoire vendéenne pendant l'essentiel du XIXe siècle, avant d'être éclipsés par les morts de la guerre franco-prussienne de 1870 et de la Première Guerre mondiale, deux conflits au cours desquels se réalise l'unité nationale.

## Les réfugiés vendéens

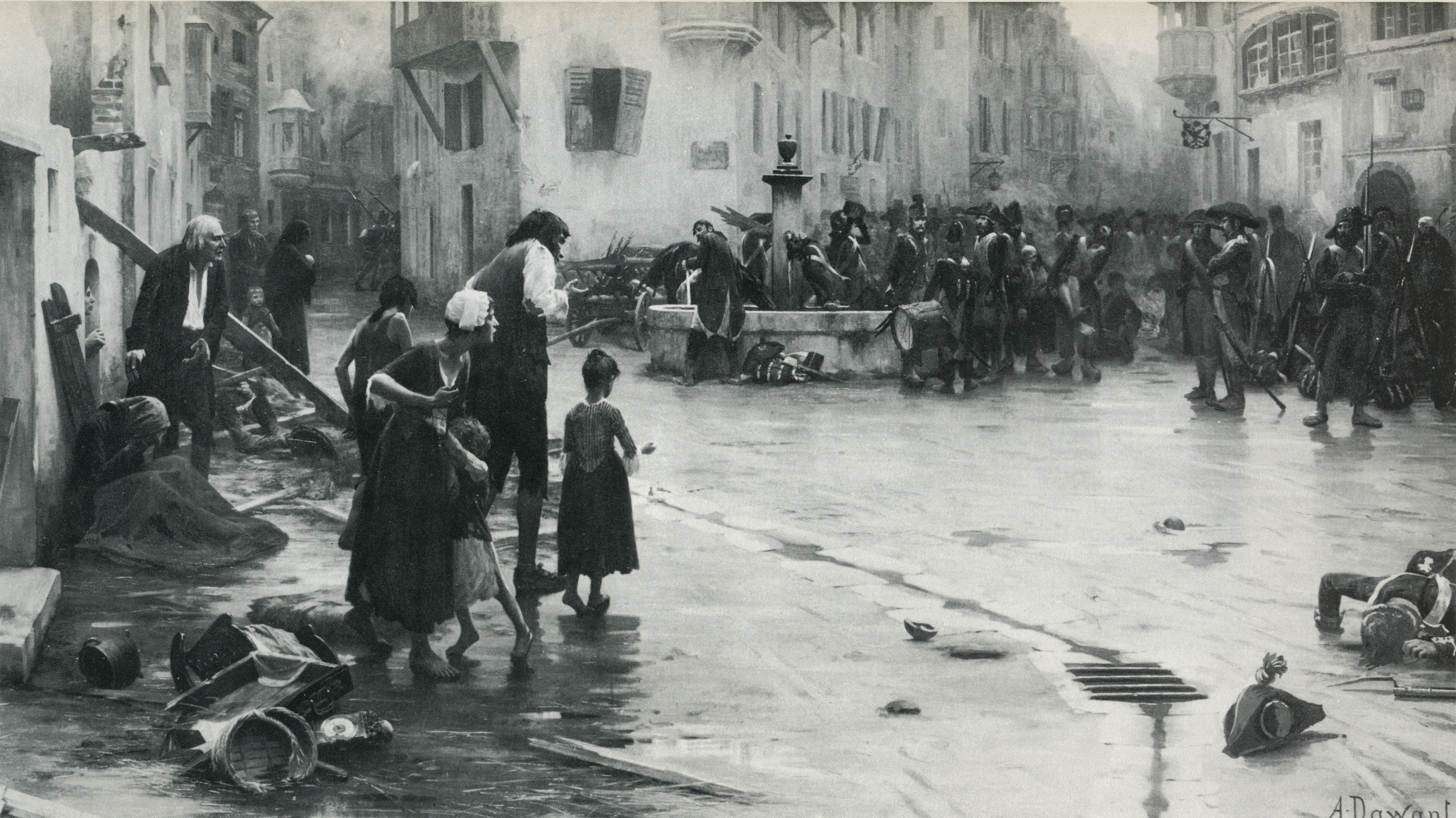
Les misères de la guerre, huile sur toile d'Albert Dawant, XIXe siècle.

La question des réfugiés reste longtemps négligée dans l'historiographie vendéenne. La première esquisse de synthèse à ce sujet est réalisée par Émile Gabory en 1924. Celle lacune est comblée en 2001 par la thèse de doctorat de Guy-Marie Lenne. Son étude couvre à la fois les aspects chronologiques et sociologiques, mais aussi l’attitude des autorités quant à leur accueil.
Avant même le début de la guerre, des réfugiés affluent dans les départements voisins de la Vendée. En février, ils sont suffisamment nombreux en Charente-Inférieure pour qu’un décret soit pris pour organiser leur accueil. Les premières vagues importantes arrivent dès le 10 mars 1793 à Nantes. Entre le 19 et le 31 mai, entre 650 et 1 000 familles arrivent à Angers. Il s’agit alors essentiellement de Républicains, qui fuient la zone des combats, ou abandonnent les villes avant qu’elles soient attaquées par les Vendéens. Ainsi, près de 10 % de la population de La Roche-sur-Yon fuit la ville.
Une deuxième vague de réfugiés a lieu d’août 1793 à janvier 1794. Le décret du 1er août, qui ordonne la destruction de la Vendée, organise l’évacuation, l’accueil et la protection des réfugiés. Si les réfugiés du printemps étaient bien accueillis, le nombre des suivants, les difficultés d’approvisionnement qu’ils causent, et la suspicion à leur égard refroidissent un peu l’accueil. Craignant que de nombreux agents royalistes se trouvent dans leurs rangs, les représentants en mission Francastel, Garrau et Hentz prennent un arrêté, le 20 février 1794, les éloignant de vingt lieues (80 km) de la zone des combats sous peine d'être considérés comme rebelles et traités comme tels. Les sommes nécessaires à leur voyage leur sont fournies. Les malades, les vieillards, les enfants, leur famille proche et leurs domestiques sont exemptés de l’éloignement, ainsi que des artisans spécialisés utiles à l’armée. Ces mesures provoquent l'hostilité des patriotes vendéens et plusieurs d'entre eux refusent d'obéir.

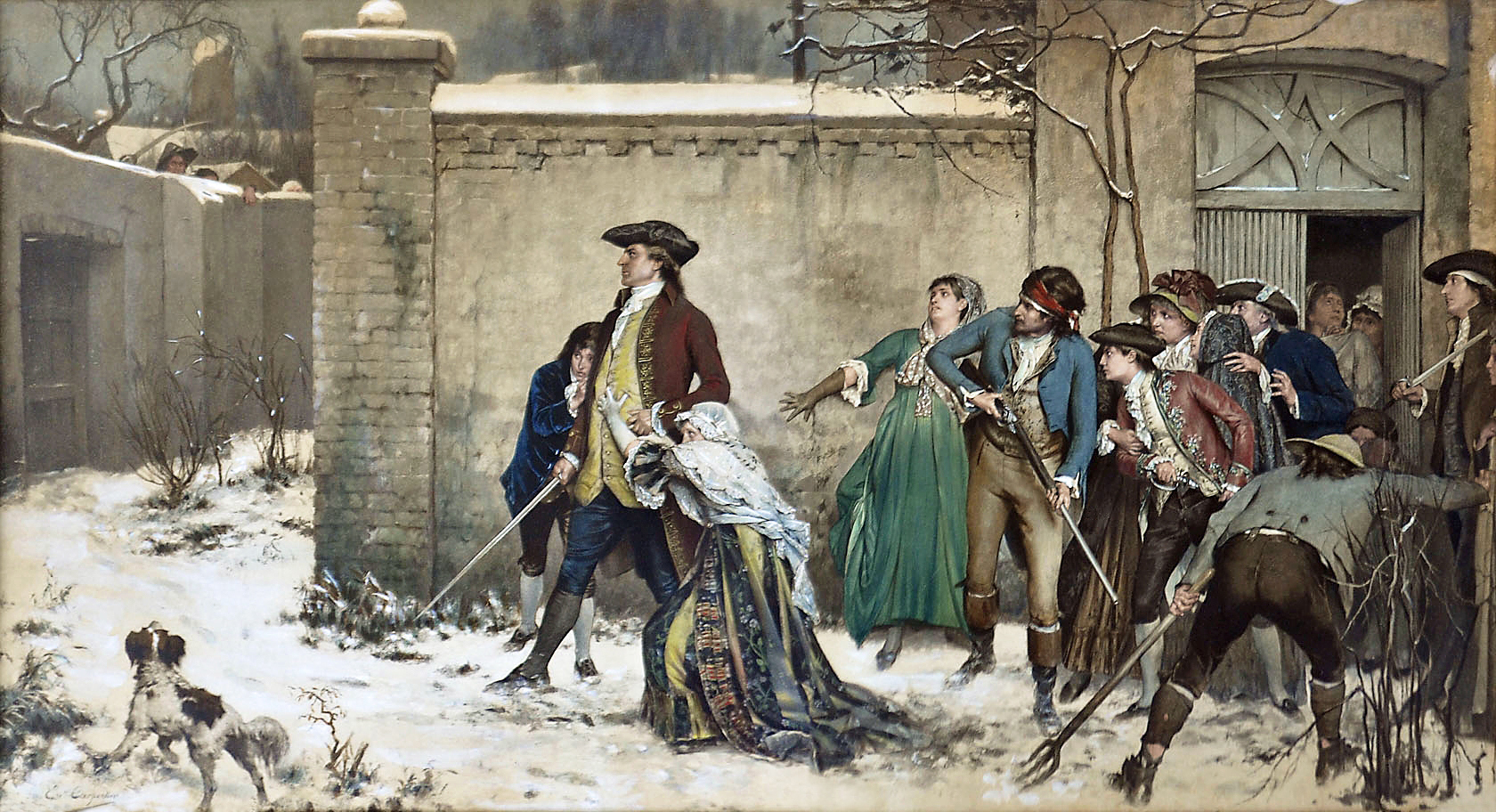
Les réfugiés, huile sur toile d'Évariste Carpentier, c. 1881

Enfin, à partir de janvier 1794, une troisième vague mêlant Bleus et Blancs, fuit les colonnes infernales. Elle est très nombreuse et systématiquement éloignée du théâtre des opérations. Plus du tiers des départements français accueillent ainsi des réfugiés.
Les réfugiés sont essentiellement des femmes (environ les deux tiers) et des enfants (près de la moitié) : les hommes sous-représentés sont probablement engagés d’un côté ou de l’autre. Ils viennent des villes et des petits bourgs pour plus de la moitié. La société vendéenne est assez bien représentée, à l’exception des prêtres et des nobles. Si la population des lieux d'accueil est parfois méfiante, et si les autorités invoquent parfois les difficultés de subsistance pour en accueillir le moins possible, ils trouvent généralement un hébergement, voire un travail pour la durée de leur exil (travail et hébergement fournis par les autorités le plus souvent).
Si le retour est autorisé aux porteurs d’un certificat de civisme dès octobre 1794, il n’a réellement lieu que dans les zones calmes, encore rares. Les réfugiés républicains craignent les représailles des Blancs ainsi que le décret du Conseil supérieur de Vendée du 24 juillet 1793, qui exige le serment de fidélité à Louis XVII, ou ordonne le départ avec interdiction de revenir. L’autorisation est élargie au printemps 1795, afin de soulager les finances publiques, et le retour véritable s’amorce, même si des bandes rendent les campagnes peu sûres. Le retour massif a lieu avec la pacification de Hoche.
Le nombre total des réfugiés est estimé prudemment aux alentours de 40 000 à 60 000 par Guy-Marie Lenne et entre 20 000 et 40 000 par Jean-Clément Martin. Peu d'entre eux s'implantent dans les départements où ils sont accueillis, les retours ont lieu timidement en 1795, puis massivement en 1796.

## Bilan humain
L'évaluation exacte des victimes de la guerre de Vendée, a fortiori la distinction entre morts liées directement ou indirectement à cette guerre, n'a jamais pu être établie, et l'on ne possède que des évaluations approximatives, d'où les variations dans les chiffres. Ainsi, il n'est pas possible de déterminer les pertes enregistrées parmi les combattants et les civils étrangers aux quatre départements de la « Vendée militaire » (certains originaires des colonies), peu nombreux, dans l'ensemble, parmi les rebelles, mais qui représentaient la plus grande part des troupes républicaines.

### Évaluations d'époque
Le premier bilan humain de la guerre de Vendée est donné le 1er décembre 1794 devant le Comité de salut public par neuf conventionnels représentant trois des départements impliqués dans la révolte, qui assurent qu'une population de 400 000 personnes a été anéantie. Il est possible que ce bilan puisse dériver du mémoire rédigé quelques semaines auparavant par le conventionnel Lequinio.
Dans ses mémoires, rédigées en 1794, le général Kléber estime que « cette guerre, la plus cruelle et la plus sanglante qu'il y ait encore eu [...] consomma près de trois cents mille Français ». Dans une lettre adressée le 1er février 1796 au ministre de l'Intérieur, le général Hoche écrit que « six cent mille Français ont péri dans la Vendée ». Fin 1796, le général Danican reprend le bilan de Hoche en ajoutant que la République a perdu 200 000 soldats en Vendée. Barras, en évoquant l'œuvre de Hoche dans ses mémoires, porte également le bilan de la guerre à « plus de six cents mille hommes des deux partis ». Repris par Chateaubriand sous la Restauration, ce bilan de 600 000 morts passe à la postérité.
En 1797, dans son Histoire générale et impartiale des erreurs et fautes commises pendant la Révolution française, Louis Marie Prudhomme porte tantôt à 900 000 tantôt à plus d'un million le nombre des morts en Vendée, blancs et bleus compris.

### Sources scientifiques
Entre 1801 et 1804, à la demande du Ministère de l'Intérieur, les préfets et les secrétaires généraux des quatre départements concernés dressent un premier bilan démographique en soustrayant la population dénombrée en 1800 de celle de celle dénombrée en 1790 ou 1791. D'après leurs résultats, on compte 50 000 morts pour le Maine-et-Loire, 49 677 pour la Loire-Atlantique, 50 000 pour la Vendée et 15 000 à 33 363 pour les Deux-Sèvres. En 1818 ces travaux sont repris par Jean Alexandre Cavoleau, préfet de la Vendée sous l'Empire, celui-ci recalcule le bilan du département de la Vendée à 44 735 morts ou disparus, puis estime le bilan humain des quatre départements de la Vendée militaire à 159 412 morts ou disparus. Selon Jacques Hussenet, c'est la première étude sérieuse et raisonnée sur la bilan humain de la guerre de Vendée.
Dans les années 1980, Reynald Secher a dépouillé les registres paroissiaux et d’état civil de 700 communes des quatre départements de la guerre de Vendée (Vendée, sud de la Loire-Atlantique, ouest de Maine-et-Loire, nord des Deux-Sèvres). À partir des naissances entre 1780 et 1789, puis entre 1802 et 1811, il dégage un taux moyen de naissances, auquel, dans les deux cas (1780-89 et 1802-11), il applique un multiplicateur commun (27), afin de restituer les populations avant puis après la guerre. La soustraction de la population des années 1800 par celle des années 1780 permet d'obtenir un « manque » de 117 257 personnes sur un total de 815 029 (soit 14,38 % de la population). Toutefois, des critiques ont été adressées à ce travail :
- les populations ainsi « restituées » sont celles de 1784 et 1807, ce qui dépasse les limites réelles du conflit (1792 et 1802) ;
- ce travail se fonde sur l'hypothèse qu'il n'y a pas eu de changement dans la démographie française entre la fin du XVIIIe et le début du XIXe siècle et ne tient pas compte du déficit des naissances pendant la période de la guerre ;
- il ne fait pas la part des Vendéens tués pendant la guerre (dont une part seulement ont été victimes de massacres ou d'exécutions) et des décès causés indirectement par la guerre ;
- il ne tient pas compte des réfugiés installés durablement dans les zones limitrophes ni de l'exode vers les villes ;
- il ne distingue pas les morts en fonction de leur opinion politique (Vendéens républicains, royalistes ou indécis, dont la neutralité est remise en cause par la violence du conflit[367]) ;
- enfin, il ne tient aucun compte des morts non vendéennes, pourtant importantes.

En 1987, Jean-Clément Martin a repris la question du bilan humain. Il a tenté d'établir un bilan du déficit humain subi par la région en se basant sur une analyse des recensements de 1790 et de 1801, dont il a corrigé les inexactitudes à partir de ce que l'étude des sources de l'époque moderne a pu nous révéler de la démographie du XVIIIe siècle (avec un accroissement naturel annuel évalué à 1 %). Il trouve qu’en 1801, il manque 200 000 à 250 000 personnes, par rapport à ce que l’accroissement naturel aurait dû permettre, si l'équilibre des naissances et des décès n'avait pas été bouleversé par la guerre. Ce creux démographique est imputable essentiellement aux tueries des combats, touchant aussi bien les républicains que les royalistes et imputables aux deux camps. Par ailleurs, il précise que ces chiffres ne doivent pas faire oublier qu'une évaluation exacte des pertes républicaines est pratiquement impossible, les combattants venant de l'ensemble de la France, « voire des colonies antillaises ». En outre, il ne faut pas négliger les déplacements de population, analysés par Guy-Marie Lenne en 2003.
Dans le même ordre d'idées, Louis Marie Clénet, considère que les guerres de Vendée ont fait 200 000 morts vendéens (dont 40 000 pour les colonnes infernales de Turreau).
De son côté, en 1992, Jacques Dupâquier évalue les pertes républicaines à 30 000 morts. En 2014, Jean-Clément Martin reprend également ce nombre.
En 2007, sous la direction de Jacques Hussenet, un nouveau bilan, prenant en compte les travaux antérieurs, surtout à partir de 1990, arrive au chiffre d'environ 170 000 morts pour les habitants de la Vendée militaire entre 1793 et 1796, soit environ 22 à 23 % des 755 000 habitants que comptaient les territoires insurgés avant le conflit. Parmi les victimes figureraient environ 20 à 25 % de républicains. Concernant plus particulièrement les pertes de l'armée républicaine, Jean-Philippe Coullomb et Jérôme Laborieux évaluent, dans leur contribution, de 26 000 à 37 000 le nombre de tués. Jacques Hussenet estime également qu'au regard du nombre total de soldats engagés (130 000 à 150 000), le nombre de victimes militaires ne peut être supérieur à 50 000 morts ou disparus.
En 2014, Jean-Clément Martin juge que l'estimation donnée par Jacques Hussenet « semble raisonnable et fondée ». Alain Gérard salue également ces recherches, qui selon lui mettent « fin à près de deux siècles de chiffres en délire ».

## «Génocide»: un débat historique et juridique récent

### Le débat sur la thèse du «génocide vendéen»
Le débat autour de la thèse d'un « génocide vendéen » — thèse minoritaire chez les historiens — est apparu dans la communauté universitaire dans les années 1980, en particulier avec les travaux engagés par Pierre Chaunu et Reynald Secher. Le caractère sanglant et massif de la répression de l'insurrection en Vendée n'est contesté par personne, même si les chiffres demeurent imprécis et discutés (voir les diverses hypothèses sur l'importance du nombre des victimes de la guerre de Vendée) et si les descriptions traditionnelles d'un massacre comme celui des Lucs-sur-Boulogne ont été remises en cause par la recherche historique. En tout état de cause, juridiquement, le nombre de victimes ne change pas la nature du crime, seules la nature des actes, l'intention et les moyens comptent. Les volontés délibérées d'extermination des populations vendéennes par les autorités républicaines, tout comme le caractère génocidaire des massacres commis par les agents qui exécutaient leurs ordres, font l'objet de contestations importantes. L'une des sources employées par les tenants de l'idée d'un « génocide vendéen », en plus des directives et des ordres qui se trouvent aux archives du ministère de la Guerre, est un livre de Gracchus Babeuf.

#### Babeuf et le populicide

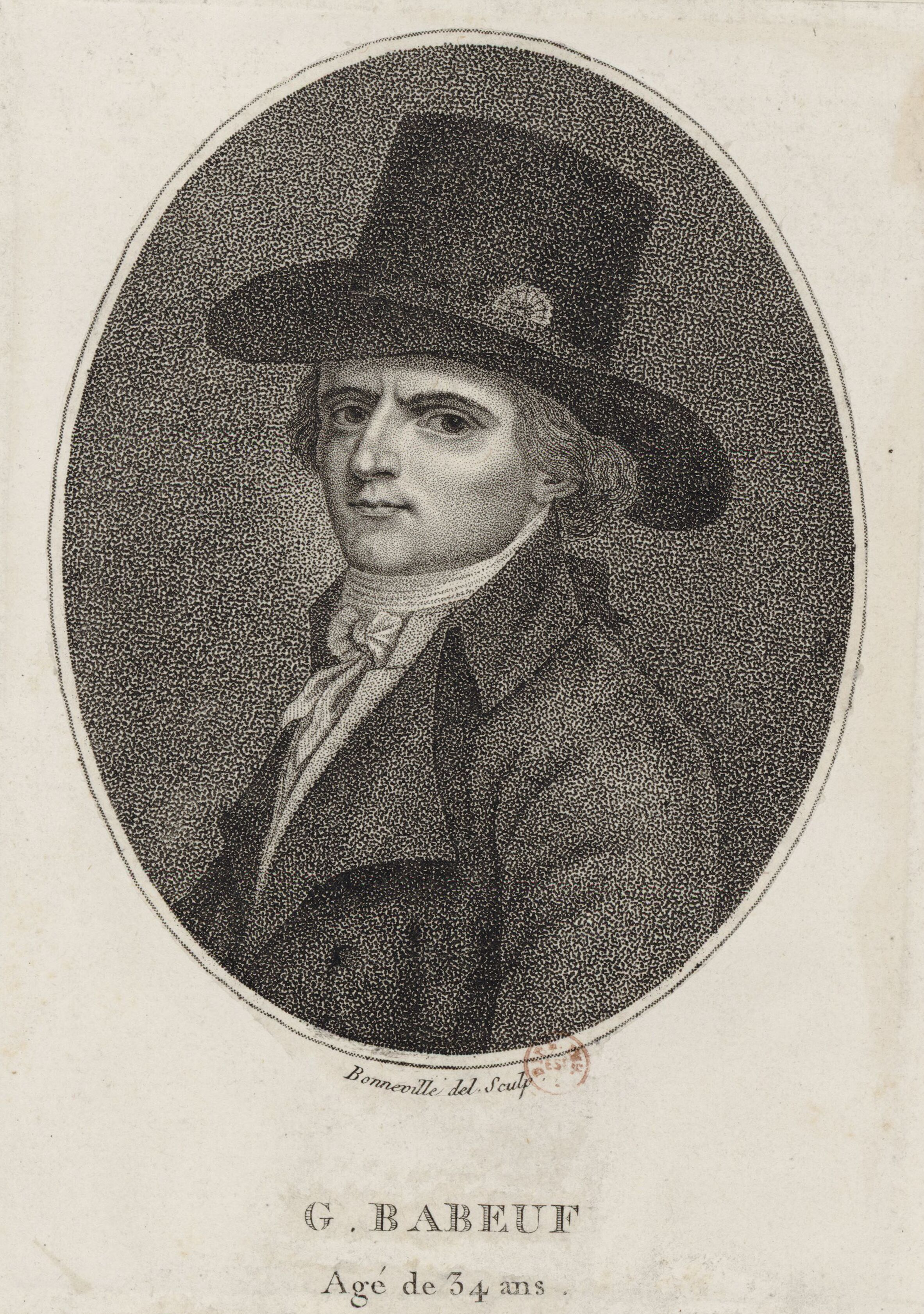
Gracchus Babeuf,
gravure de François Bonneville,
Paris, BnF, département des estampes et de la photographie, 1794.

En 1794, sous la Convention thermidorienne, Babeuf publie un livre, Du système de dépopulation ou La vie et les crimes de Carrier, dans lequel il dénonce les exactions commises par Jean-Baptiste Carrier lors de sa mission à Nantes, dont il affirme (dans le paragraphe IV) qu'elles renvoient à un système de dépopulation qu'il nomme « populicide », néologisme qui est créé pour évoquer une idée inédite. Employé sous la Révolution à la fois sous une forme nominale et adjectivale (la seule qui ait survécu à la période révolutionnaire, dans la langue française), « populicide » est utilisé pour désigner ce qui cause la mort ou la ruine du peuple. Le mot est formé de la racine latine populus (le peuple) et du suffixe latin cide. Comme le mot « génocide », forgé par Lemkin en 1944, il est employé pour désigner une forme de crime dont l'appréhension est inédite.
Dans son texte, le « système de dépopulation » concerne l'ensemble de la France, et non la seule population vendéenne. Dans son livre, Babeuf, reprenant les critiques des Enragés qui défendaient l’application immédiate de la constitution de l'an I, dénonce la Terreur, qu'il juge responsable des massacres commis en 1793-1794, et attaque (avec les modérés, les muscadins et les néohébertistes) les Montagnards et les Jacobins. Cette mise en accusation est appuyée sur la mise au jour, après Thermidor, des exécutions, des massacres et des destructions de la guerre civile et de la Terreur. Avec d'autres pamphlétaires, Babeuf reprend les accusations du journal La Feuille nantaise qui, dans son numéro du 5 brumaire an III, accuse l’Incorruptible d'avoir voulu « dépopuler » le pays,. D'après ses assertions, les membres du comité de salut public, autour de Robespierre, visant l'établissement de la plus grande égalité possible en France (projet dont il se déclare par ailleurs solidaire), auraient planifié la mort d'un grand nombre de Français. Leur analyse aurait été fondée, selon lui, sur les réflexions des philosophes politiques du XVIIIe siècle (comme Jean-Jacques Rousseau), qui considéraient que l'établissement de l'égalité nécessitait une population moindre que celle de la France de l'époque (en fait, pour ces philosophes, un gouvernement démocratique, fondé sur une certaine égalité des richesses, à l'exemple des cités-États de l'Antiquité, de Genève ou de Venise, réclamait non seulement un nombre de citoyens réduit, mais un territoire peu étendu). Suivant cette théorie, la guerre civile dans l'Ouest (avec la mort dans la bataille des Blancs et des Bleus) et la répression des insurrections fédéralistes et royalistes auraient été l'outil de ce programme de dépopulation de la France, dont Carrier, à Nantes, n'aurait été qu'un agent local. Les défaites des troupes républicaines face aux insurgés royalistes auraient été organisées par le comité de salut public afin d'envoyer à la mort des milliers de soldats républicains, puis il aurait mis en place un plan d'anéantissement des Vendéens,, que Babeuf met en parallèle avec la répression de l'insurrection lyonnaise, attribuée au seul Collot d'Herbois.

#### Les partisans de la thèse du «génocide»

##### Chez les historiens
Le terme de « génocide vendéen » apparaît en 1969 dans un article de la revue du Souvenir vendéen rédigé par le médecin-général Adrien Carré, qui fait un parallèle assumé avec les crimes nazis de la Seconde Guerre mondiale. Celui-ci introduit pour la première fois dans l'historiographie vendéenne les termes de « crimes de guerre », de « crimes contre l'humanité » et de « génocide ».
À partir de 1983-1984, l'historien Pierre Chaunu fait sortir la formule de « génocide vendéen » de la confidentialité et provoque les premiers débats entre historiens.
En 1986, Reynald Secher fait paraître La Vendée-Vengé, Le génocide franco-français, tiré de sa thèse de doctorat soutenue à Paris IV-Sorbonne, le 21 septembre 1985 et dont le jury était constitué de Jean Meyer, Pierre Chaunu, André Corvisier, Louis Bernard Mer, Yves Durand, Jean Tulard et Jean-Pierre Bardet. La thèse du «génocide vendéen» devient alors largement médiatisée dans le contexte des préparatifs du bicentenaire de la Révolution française. La polémique bat son plein entre 1986 et 1989, où partisans et opposants de la thèse du « génocide » s'opposent dans les médias et rallient à leur cause journalistes, parlementaires, généraux, politologues, juristes ou romanciers. Les thèses de Secher reçurent un certain écho. Il fut reçu dans Apostrophes, l'émission de Bernard Pivot, et le Figaro Magazine et le Canard enchaîné reprirent ses analyses. Pour Jean-Clément Martin, les travaux de Secher et de Chaunu arrivent au bout d'un processus de banalisation des comparaisons entre les crimes de la Révolution et ceux du régime nazi. La lecture de la guerre de Vendée à l'aune de l'histoire de la Seconde Guerre mondiale et des totalitarismes n'est donc pas neuve. Elle rencontre donc un certain écho dans une France se préparant à célébrer le Bicentenaire et dont les travaux de François Furet analysent déjà la Terreur comme un processus totalitaire.
D'autres historiens ont employé le terme de « génocide » pour qualifier les massacres commis pendant la guerre civile dans le camp républicain. On peut citer Jean Tulard, Emmanuel Le Roy Ladurie. Stéphane Courtois, directeur de recherches au CNRS, spécialiste de l'histoire du communisme explique quant à lui que Lénine a comparé « les Cosaques à la Vendée pendant la Révolution française et les a soumis avec plaisir à un programme que Gracchus Babeuf, l'"inventeur" du communisme moderne, a qualifié en 1795 de "populicide" ».

##### Autres disciplines: droit, philosophie et média
Les travaux de Reynald Secher ont également connu un certain retentissement hors du monde universitaire et ont été repris dans certains médias. Le 28 janvier 2000, en conclusion du Stockholm International Forum of the Holocaust, Michael Naumann, délégué du Gouvernement fédéral allemand à la culture et aux médias de 1998 à 2000 et ancien rédacteur en chef de Die Zeit, affirme : « Le terme français "populicide" a été parfois employé avant que le terme de "génocide" ait été inventé. Il a été inventé par Gracchus Babeuf en 1795 et décrivait l'extermination de 117 000 fermiers de Vendée. Ce secteur fertile dans l'ouest de la France est en effet demeuré pratiquement inhabité pendant 25 années ».

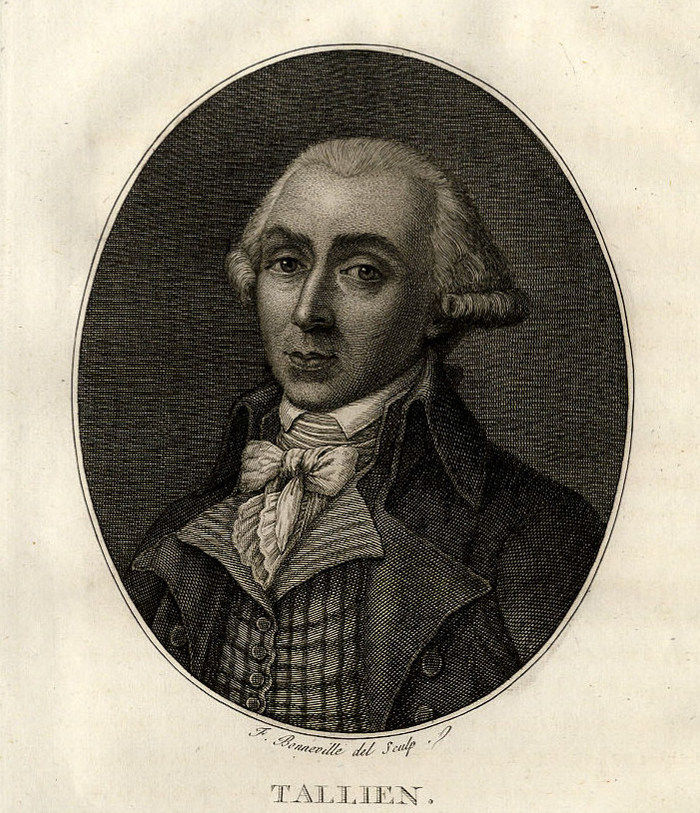
Jean-Lambert Tallien,
gravure de François Bonneville, fin du XVIIIe siècle.

De même, l'écrivain Michel Ragon, dans 1793 l'insurrection vendéenne et les malentendus de la liberté (1992), dont l'argumentaire reprend largement les éléments mis en avant par Secher, s'est efforcé de démontrer la réalité de la programmation des massacres et d'intentions officielles d'extermination d'un peuple. Dans son livre, il s'attache à l'ensemble de la répression de l'insurrection vendéenne, dont les acteurs principaux, côté républicain, sont le général Turreau, organisateur des « colonnes infernales », d'une part, les envoyés en mission Carrier à Nantes, Hentz et Francastel à Angers, villes où sont entassés des milliers de prisonniers vendéens, d'autre part. D'autres régions de France ont vu le développement d'insurrections (royalistes ou fédéralistes) contre la Convention en 1793. Selon les cas, les envoyés en mission avaient une attitude conciliante (comme en Normandie) ou menaient une répression ponctuelle, d'autres avaient une attitude plus répressive. Certains se sont livrés à de vraies exactions, comme Barras et Fréron à Toulon, Collot d'Herbois et Fouché à Lyon ou Tallien à Bordeaux. Dans le cas de la guerre de Vendée, Michel Ragon tente de prouver que les exactions commises par les envoyés en mission correspondaient aux exigences du comité de salut public, et même de la Convention.
Pour ce faire, il puise dans les documents d'époque des passages tirés des discours, proclamations, lettres ou rapports laissés par plusieurs personnalités révolutionnaires, qu'il interprète comme l'aveu de volontés génocidaires. Ainsi une proclamation de Francastel affichée à Angers, le 24 décembre 1793, déclarant : « La Vendée sera dépeuplée, mais la République sera vengée et tranquille… Mes frères, que la Terreur ne cesse d'être à l'ordre du jour et tout ira bien. Salut et fraternité ». De même, une lettre de Carrier, du 12 décembre 1793, adressée au général Haxo qui lui a demandé des vivres pour la Vendée républicaine, dont il souligne les formules qui semblent justifier sa thèse : « Il est bien étonnant que la Vendée ose réclamer des subsides, après avoir déchiré la patrie par la guerre la plus sanglante et la plus cruelle. Il entre dans mes projets, et ce sont les ordres de la Convention nationale, d'enlever toutes les subsistances, les denrées, les fourrages, tout en un mot dans ce maudit pays, de livrer aux flammes tous les bâtiments, d’en exterminer tous les habitants… Oppose-toi de toutes tes forces à ce que la Vendée prenne ou garde un seul grain… En un mot, ne laisse rien à ce pays de proscription. »
En 2017, Jacques Villemain, diplomate et juriste ayant notamment travaillé pour la Cour internationale de justice à La Haye, publie un livre dans lequel il estime que si les massacres de la guerre de Vendée avaient lieu « aujourd'hui », le droit pénal international les qualifierait de « génocide ». Cependant, l'ouvrage est critiqué par Jean-Clément Martin, qui considère que la démarche de Villemain s'appuie sur une lecture biaisée des sources où la méthode historique est absente. Par exemple concernant la loi du 1er aout, Martin note que Villemain ne prend jamais en compte le contexte de sa promulgation. Il écrit : « Il ne suffit pas non plus de relever que la loi du 1er août a été prise dans la précipitation et dans l’emphase avec l’invocation de la nécessité de « détruire la Vendée » proclamée à plusieurs reprises par Barère, si l’analyse néglige la fonction que ce discours et ce texte jouent dans la lutte à mort engagée entre les factions révolutionnaires, Montagnards contre sans-culottes, mais aussi Montagnards au pouvoir et anciens girondins et anciens dantonistes qui peuplent les bancs de l’Assemblée, les instances administratives départementales et pour une partie les hauts grades militaires ». Surtout, Martin considère que le point de vue du juriste n'est en rien supérieur à celui de l'historien et que les outils juridiques mobilisés par Villemain, comme la notion de génocide ou celle de crimes contre l'humanité, ne permettent pas de mieux comprendre les crimes et les massacres qui ont lieu en Vendée.

##### Politisation du débat
Le 21 février 2007, neuf députés français de droite, se fondant explicitement sur les travaux de Reynald Secher et de Michel Ragon, ont déposé une proposition de loi à l'Assemblée nationale visant à la « reconnaissance du génocide vendéen ». La proposition de loi est signée par Lionel Luca (UMP, Alpes-Maritimes), Hervé de Charette (UMP, Maine-et-Loire), Véronique Besse (MPF, Vendée), Louis Guédon (UMP, Vendée), Joël Sarlot (UMP, Vendée), Hélène Tanguy (UMP, Finistère), Bernard Carayon, (UMP, Tarn), Jacques Remiller (UMP, Isère) et Jérôme Rivière (UMP, Alpes-Maritimes). En 1987, Jean-Marie Le Pen avait déjà déposé un amendement visant à reconnaître un crime contre l'humanité dans les massacres de Vendéens.
Le 6 mars 2012 est déposée une proposition de loi similaire (« visant à reconnaître officiellement le «génocide vendéen» de 1793-1794 »), à nouveau par neuf députés de droite ; Lionel Luca (UMP, Alpes-Maritimes), Dominique Souchet (MPF, Vendée), Véronique Besse (MPF, Vendée), Bernard Carayon (UMP, Tarn), Hervé de Charette (NC, Maine-et-Loire), Nicolas Dhuicq (UMP, Aube), Marc Le Fur (UMP, Côtes-d'Armor), Jacques Remiller (UMP, Isère) et Jean Ueberschlag (UMP, Haut-Rhin).
Par ailleurs, le 23 février 2012, une proposition de loi « tendant à abroger les décrets du 1er août et du 1er octobre 1793 » a été déposée par 52 sénateurs de droite et du centre. Le 16 janvier 2013, Lionnel Luca dépose un texte, cosigné par Véronique Besse (MPF, Vendée), Dominique Tian (UMP, Bouches-du-Rhône), Alain Lebœuf (UMP, Vendée), Alain Marleix (UMP, Cantal), Yannick Moreau (UMP, Vendée), Philippe Vitel (UMP, Var) et Marion Maréchal-Le Pen (FN, Vaucluse),. Il consiste en un article unique : « La République française reconnaît le «génocide vendéen» de 1793-1794 ». C'est la première fois qu'une proposition de loi est cosignée par des députés UMP et FN sous la XIVe législature. Cette proposition soulève des réactions surtout à gauche, comme celle du Secrétaire national du Parti de gauche Alexis Corbière, qui voit dans cette proposition de loi « un acte grossier de manipulation historique ». Pour lui, « ce vocabulaire inadapté est une vieille ruse idéologique de l’extrême droite pour calomnier la Révolution française et banaliser les génocides bien réels du XXe siècle ».
En février 2018, Emmanuelle Ménard et Marie-France Lorho, députées d'extrême droite, déposent une proposition de loi visant à la reconnaissance officielle comme «crimes de guerre, crimes contre l’humanité et génocide» les exactions commises en Vendée entre 1793 et 1794,.

#### Les adversaires de la thèse du génocide

##### Dans le monde universitaire
À l'opposé, la thèse du « génocide vendéen » a été rejetée par la plus grande partie du monde universitaire, qui la considère comme la manifestation d'un passé qui ne passe pas.
En 1985, François Lebrun récuse la thèse du « génocide vendéen », alors défendue par Pierre Chaunu.
Par la suite, la thèse de Reynald Secher est critiquée par l'Australien Peter McPhee, professeur à l'université de Melbourne, spécialiste de l'histoire de la France contemporaine, qui revient sur l'influence de Chaunu dans l'affirmation d'un lien entre la Révolution française et le totalitarisme communiste, relève les faiblesses de l'analyse de Secher sur le nombre de victimes ou le regard des révolutionnaires sur l'insurrection vendéenne, remet en cause la « description des structures économiques, religieuses et sociales » de la Vendée prérévolutionnaire et des causes de l'insurrection par Secher, note le peu d'importance donné aux massacres de républicains par leurs voisins insurgés dans son livre ; en outre, il soutient que Reynald Secher, dans ses travaux suivants, n'a tenu aucun compte des travaux universitaires postérieurs nuançant ou contredisant ses analyses. Il note, en conclusion de son article sur la traduction de La Vendée-Vengé, le génocide franco-français :

« L'insurrection reste l'élément central dans l'identité collective de la population de l'ouest de la France, mais il est douteux qu'elle — ou la profession historique — ait été bien servie par la méthodologie grossière et la polémique peu convaincante de Secher. »

De même, parmi ceux qui ont refusé d'adhérer à la thèse du génocide, on compte le Gallois Julian Jackson, professeur d'histoire moderne à l'université de Londres, l’Américain Timothy Tackett, professeur à l'université de Californie, l'Irlandais Hugh Gough, professeur à l'université de Dublin, les Français François Lebrun, professeur émérite d'histoire moderne à l'université de Haute-Bretagne-Rennes-II, Claude Langlois, directeur d'études de l'École pratique des hautes études, directeur de l'Institut européen en sciences des religions et membre de l'Institut d’Histoire de la Révolution française, Paul Tallonneau, Claude Petitfrère, professeur émérite d'histoire moderne à l'université de Tours ou Jean-Clément Martin, professeur à l'université Paris I-Panthéon-Sorbonne.
Entre autres arguments, Jean-Clément Martin note que, dans son ouvrage, Reynald Secher, qui pratique « une écriture d'autorité, condamnant l'histoire qui ne se soucie pas de vérité absolue », ne commente ni ne discute le mot « génocide ». Or, pour lui, la question se pose « de savoir quelle est la nature de la répression mise en œuvre par les révolutionnaires ». Il explique, à la suite de Franck Chalk et de M. Prince que « sans l'intention idéologique appliquée à un groupe bien délimité, la notion de génocide n'a pas de sens. Or il n'est possible ni de trouver une identité "vendéenne" préexistante à la guerre, ni d'affirmer que c'est contre une entité particulière (religieuse, sociale… raciale) que la Révolution s'est acharnée ».
Il reprend la question du décret du 1er août 1793 prévoyant la « destruction de la Vendée », et le rapport de Barère qui affirme : « Détruisez la Vendée et Valenciennes ne sera plus au pouvoir des Autrichiens. Détruisez la Vendée et le Rhin sera délivré des Prussiens (…). La Vendée et encore la Vendée, voilà le chancre qui dévore le cœur de la République. C’est là qu’il faut frapper ». Il rappelle que l'un et l'autre excluent les femmes, les enfants et les vieillards (auxquels le décret du 1er octobre 1793 ajoute les hommes sans armes), qui doivent être protégés. De même, il note que « les révolutionnaires n’ont pas cherché à identifier un peuple pour le détruire », regardant simplement la Vendée comme « le symbole de toutes les oppositions à la Révolution », et conclut que « les atrocités commises par les troupes révolutionnaires en Vendée relèvent de ce qu’on appellerait aujourd’hui des crimes de guerre ».
Jean-Clément Martin indique qu'aucune loi n'a été prise dans le but d'exterminer une population désignée comme « vendéenne ». Il rappelle que l'utilisation du terme « brigands » de la Vendée utilisé dans les décrets provenait déjà de la monarchie et précise que « La population de la Vendée (département ou région imprécise) n’est pas vouée à la destruction en tant que telle par la Convention ».
Patrice Gueniffey, dans son ouvrage La politique de la Terreur. Essai sur la violence révolutionnaire 1789-1794, paru en 2000 aux éditions Gallimard, qualifie les exactions commises à l'encontre des vendéens de crime contre l'humanité : « Les souffrances infligées à la population vendéenne après la fin des combats et sans aucune relation avec les nécessités militaires constituent un crime sans équivalent dans l'histoire de la Révolution française, crime que l'on peut qualifier, aujourd'hui, de crime contre l'humanité et que la tradition républicaine, peu soucieuse de revendiquer cet épisode sans gloire de son moment inaugural, a longtemps occulté ou nié ».
Pour Martin, le discours de Barère et le décret « participent de la vision qui fait de la Contre-Révolution un bloc unique, une hydre menaçante, légitimant la pensée d'une « juste violence » et installant la guerre de Vendée dans des conditions particulièrement absurdes. Les administrateurs locaux ne cessent pas de se plaindre de l'absence de délimitation de la région-Vendée, de l'imprécision du terme « brigands » pour désigner les êtres voués à la destruction (puisque sont exclus les femmes, les enfants, les vieillards, les « hommes sans armes »). Dans le Maine-et-Loire, Henri Menuau n'arrive pas à faire préciser ce qui doit être détruit en « Vendée » ». Les soulèvements contre la conscription ne sont pas propres à la Vendée. En 1793, des soulèvements se produisirent également à Clermont-Ferrand, Bordeaux, Grenoble, Tournais, Angoulême ou Dunkerque. La Convention nationale était persuadée que la révolte en Vendée était un complot, venant notamment d’Angleterre contre la République. En effet, à la suite de la défaite de la Bataille de Pont-Charrault, le général Louis Henri François de Marcé qui commandait les troupes républicaines est condamné à mort, car il est considéré comme un traître à la patrie. Non seulement la Convention n'avalise pas les agissements des militaires et des représentants, qui s'opposent à ses décrets, mais, dans la région même, « la mobilisation de révolutionnaires locaux réussit à arrêter les violences injustifiées d'Angers ou du sud de la Vendée. Dans l'armée, des officiers refusent de suivre la politique de dévastation de leurs collègues, réussissant parfois à en traduire certains devant des tribunaux et à les faire exécuter ». Suivant son analyse, les atrocités commises pendant la guerre de Vendée s'expliquent, côté républicain, par la médiocrité de l'encadrement des soldats, qui sont « laissés à leur propre peur ». De l'autre côté, « les insurgés ont repris les habitudes anciennes des révoltes rurales, chassant et mettant à mort les représentants de l'État, pillant les bourgs, avant que leurs chefs ne réussissent à les détourner, pendant un temps, de ces pratiques qui ont un aspect de revanche et une dimension messianique ».
À ses yeux, ce n'est pas la violence d'un État fort qui s'abat sur sa population ; l'État est trop faible pour contrôler et empêcher la spirale de violence qui se déchaîne entre insurgés et patriotes, et ce jusqu'au printemps 1794.
Patrice Gueniffey, dans l'ouvrage cité ci-dessus, La politique de la Terreur, fait toutefois la remarque suivante : « Mais la Convention ne doit pas être absoute pour autant : le Comité de salut public semble avoir donné en octobre une plus grande extension au décret du 1er août, et au début 1794 il approuvera l'extermination ».
Dans son Gracchus Babeuf avec les Égaux, Jean-Marc Schiappa critique également la thèse du génocide présentée par Reynald Secher lors de la réédition du livre de Babeuf Du système de dépopulation ou La vie et les crimes de Carrier : « Cette brochure a été récemment rééditée sous le titre La guerre de la Vendée et le système de dépopulation, Paris, 1987 ; si le texte de Babeuf est correctement reproduit, on ne peut que s'indigner de la présentation et des notes de R. Sécher et J.J. Brégeon ; sans parler des présupposés politiques sur le "génocide" de la Vendée, on est stupéfait par les erreurs, les contre-vérités, les à-peu-près et les contresens innombrables qui jalonnent ces pages ».
Professeur émérite à l'université Paris I-Panthéon-Sorbonne, ancien directeur de l'Institut d'histoire de la Révolution française, Michel Vovelle s'est également positionné contre la thèse du génocide. Dans le texte « L'historiographie de la Révolution Française à la veille du bicentenaire », paru en 1987, il écrit :

« François Furet ne se reconnaît pas, et l'a dit, dans le réveil récent, provoqué pour partie depuis deux ou trois ans par l'approche du bicentenaire, d'une historiographie ouvertement contre-révolutionnaire. À vrai dire, avait-elle jamais disparu ? Elle avait gardé ses positions fortes, de tradition depuis le XIXe siècle, à l'Académie française (dans le sillage de Pierre Gaxotte) ou dans les bibliothèques des gares. Vieille chanson un peu fatiguée, elle a connu tout récemment un regain de vitalité remarquable. Petite monnaie caricaturale des réflexions de François Furet, l'image d'une révolution totalitaire, antichambre du Goulag fait florès. La Révolution assimilée à la Terreur et au bain de sang devient le mal absolu. Toute une littérature se développe sur le thème du "génocide franco-français" à partir d'appréciations souvent audacieuses du nombre des morts de la guerre de Vendée 128 000, 400 000… et pourquoi pas 600 000 ? Certains historiens, sans être spécialistes de la question, ont mis, tel Pierre Chaunu, tout le poids de leur autorité morale, qui est grande, à développer ce discours de l'anathème, disqualifiant d'entrée toute tentative pour raison garder. Telle histoire tient beaucoup de place, en fonction des soutiens dont elle dispose, dans les médias comme dans une partie de la presse. Doit-elle nous cacher les aspects plus authentiques d'un chantier des études révolutionnaires aujourd'hui en plein réveil ?. »

En 2007, Michel Vovelle précise : « Cela ne justifie pas pour autant les massacres mais permet de les qualifier, en les inscrivant plutôt dans l'héritage de la guerre cruelle "d'ancien style", telle que la dévastation du Palatinat opérée un siècle plus tôt par Turenne pour la gloire du Roi-Soleil, dont les Rhénans ont gardé le souvenir. Villages brûlés, meurtres et viols… Récusons donc le terme de "génocide" et rendons à chaque époque la responsabilité historique des horreurs qui l'endeuillent, sans pour autant les minimiser ».
En 1998, Max Gallo s'est lui aussi déclaré contre l'hypothèse d'un « génocide vendéen » dans l'article « Guerre civile oui, génocide non ! » paru dans la revue Historia.
En 2013, l'historien Alain Gérard déclare : « J'emploie les termes de guerre civile, de massacres, d'extermination. Mais j'ai toujours récusé le terme de génocide pour les guerres de Vendée ». Il critique également les différentes propositions de lois déposées à l'Assemblée nationale portant sur la « reconnaissance du génocide vendéen ». Ainsi en 2013, il qualifie le texte déposé par le député Lionnel Luca de « lamentable » et « tissé de contradictions juridiques et de contrevérités historiques ». En 2018, après une nouvelle proposition de loi déposée par les députées Emmanuelle Ménard et Marie-France Lorho, il déclare : « Il est grand temps que notre République, gauche et droite confondues, cesse de laisser à des extrémistes la juste dénonciation des horreurs commises en Vendée en début 1794 ».
En 2007, Jacques Hussenet indique que le « débat ouvert autour des massacres et génocide n'est clos ni dans un sens ni dans l'autre ». Considérant que « le concept de génocide suscite un large éventail d'interprétation », que sa définition émane de juristes, et non d'historiens, et a été formalisée après des tractations entre États, il estime que « l'honnêteté intellectuelle interdit présentement de professer des certitudes et n'autorise à exprimer que des convictions ou une opinion ». Il indique cependant que sa position est la suivante : « les notions de « massacres » et de « crimes de guerre » conviennent pour qualifier ce qui s'est passé en Vendée militaire de décembre 1793 à juillet 1794. Point n'est besoin de céder à une surenchère de victimisation en réclamant le label « génocide ». Je trouve légitime de classer parmi les génocides l'extermination des Amérindiens et des Arméniens, mais je ne mettrai jamais à égalité l'élimination froidement organisée des juifs et les raids sanglants des colonnes infernales. À supposer qu'à terme le concept de génocide se banalise, au point d'y inclure les trop nombreux massacres de l'histoire, la guerre de Vendée ne représenterait, en fin de compte, qu'un génocide parmi beaucoup d'autres. Quel en serait le bénéfice moral et historique pour ses promoteurs? Nul ou presque ».

##### Des observations et analyses postérieures
Historien du radicalisme, Samuel Tomei analyse les attaques récentes contre « les mystifications de la mémoire républicaine », au nom d'un « devoir de mémoire envers les peuples opprimés par une République colonisatrice amnésique » et « envers les peuples corsetés par une République jacobine. » Précisant le second point, il note :

« Après l’expansion au dehors, on incrimine le colonialisme intérieur. Un second exemple qui illustre bien l’utilisation du devoir de mémoire est, surtout depuis la célébration du bicentenaire de la Révolution française, cette propension à fustiger un certain jacobinisme républicain au nom de la mémoire des minorités régionales opprimées ; certains historiens allant jusqu’à parler, comme Pierre Chaunu, un peu provocateur sans doute, du « génocide » des Vendéens par la République : « Nous n’avons jamais eu l’ordre écrit de Hitler concernant le génocide juif, nous possédons ceux de Barère et de Carnot relatifs à la Vendée. » Et le grand historien du Temps des Réformes d’honorer à sa façon la mémoire des victimes vendéennes : « D’ailleurs, à chaque fois que je passe devant le lycée Carnot, je crache par terre ». »

Dans le même ordre d'idées, dans le compte-rendu qu'il consacre au manuel La Révolution française d'Éric Anceau, Serge Bianchi, professeur à l’université Rennes-II, relève que « la présentation des Enragés, la personnalité complexe de Robespierre, la guerre de Vendée ne sont pas caricaturées. Pas question de dérapage, de tyran ou de « génocide », ni de « proconsuls » pour les représentants en mission… ».S'attachant à la question mise au programme des concours du CAPES et de l’agrégation d’histoire en 2005-2006, telle qu'elle a été traitée dans le manuel dirigé par Patrice Gueniffey, dans l'article « À propos des révoltes et révolutions de la fin du XVIIIe siècle. Essai d’un bilan historiographique », Guy Lemarchand, professeur à l'université de Rouen, distingue les différentes écoles historiques qui ont analysé la Révolution française, expliquant :

« Très minoritaire apparaît maintenant le courant d’origine légitimiste, ultra conservateur, autrefois de teinture royaliste, qui s’est fixé sur son terrain de prédilection dans les années 1980 : le « génocide » de la Vendée. On en retrouve des éléments dans le chapitre rédigé par A. Gérard (Poussou 2). L’auteur n’en est évidemment plus à la vision idyllique du régime seigneurial de la province selon les Mémoires de la marquise de La Rochejaquelein, et il note lui aussi que les paysans de la province ont d’abord été favorables à la Révolution. Toutefois, selon lui et sans donner les preuves de l’affirmation, la Vendée aurait été non seulement une révolte de grande étendue, mais également un instrument entre les mains des Montagnards dans leur lutte contre les Girondins avant le 2 juin 1793. Ils se seraient abstenus de pousser la Convention à ordonner une répression rapide, de façon à compromettre les Girondins alors dominants, ce qui a facilité l’expansion du soulèvement. Puis, maîtres du gouvernement, ils se seraient livrés à la fureur purificatrice qui les caractérisait. Seconde idée originale, les Vendéens ne sont pas tombés dans la barbarie de leurs adversaires : ils libéraient leurs prisonniers quand les Bleus les fusillaient. Quant aux généraux et dirigeants politiques qui ont commandé les ravages des « colonnes infernales » et les noyades de Nantes, A. Gérard dégage Turreau d’une partie de ses responsabilités afin de charger le Comité de salut public et Carrier, émanation des Jacobins qui serait « l’archétype des révolutionnaires professionnels ». Il reprend ainsi sans distance critique le discours des thermidoriens à la recherche de boucs-émissaires afin de faire oublier leur propre orientation avant la chute de Robespierre, et de se débarrasser d’une partie des Montagnards devenus encombrants. »

De son côté, Guy-Marie Lenne a ouvert un nouveau champ d’études encore aujourd’hui incomplètement exploré, celui des réfugiés de la Vendée (cf supra). Leur nombre (au moins plusieurs dizaines de milliers), leur orientation politique (aussi bien républicains, que neutres ou même soupçonnés de royalisme) n’a pas empêché la République (que ce soit les municipalités, les districts, les départements ou la Convention) de leur venir en aide, de les accueillir, les nourrir, parfois de leur fournir un travail. Selon lui, cette attitude est en contradiction complète avec l’hypothèse d’un génocide : on ne peut vouloir massacrer un peuple, et organiser l’évacuation et l’aide à une portion de ce même peuple.
Pour Didier Guyvarc'h, alors membre du Groupe de recherche en histoire immédiate (GRHI), l’étude du « lieu de mémoire » Vendée par Jean-Clément Martin met « en évidence les politiques de la mémoire et leurs enjeux. Si pour l’historien ce sont les Bleus qui, dès 1793, construisent l’image d’une Vendée symbole de la contre-révolution, ce sont les Blancs et leurs successeurs qui utilisent et retournent cette image aux XIXe et XXe siècles pour asseoir une identité régionale. Cette identité est un outil de mobilisation sociale mais aussi un instrument politique contemporain. Le succès du spectacle du Puy-du-Fou, lancé en 1977 par Philippe de Villiers, résulte de la rencontre entre un milieu rendu réceptif par une pédagogie du souvenir de 150 ans et le souci d’un homme politique de se construire une image. L'exemple vendéen des années 1980 et du début des années 1990 illustre les défis nouveaux qui se posent à l’historien de la mémoire. Confronté à une mémoire vive et impérieuse, il est conduit à déconstruire mythe ou légende et à remettre ainsi en cause l'exploitation du passé par le présent. Dans le contexte du bicentenaire de 1789, puis de 1793, l'emploi du terme génocide est ainsi au centre d'un débat intense car il est un enjeu pour ceux qui veulent démontrer que « la révolution […] à toutes les époques et sous toutes les latitudes serait dévoreuse de libertés » ».
De même, en 2007, évoquant la mémoire persistante de la guerre de Vendée, marquée par le succès du Puy-du-Fou, Mona Ozouf et André Burguière notent : « Morceau de choix pendant longtemps dans le débat entre gauche et droite à propos de la Révolution, l'épisode vendéen ne faisait plus recette quand un essai publié à la veille du bicentenaire, qui n'apportait rien de neuf sinon l'accusation de « génocide », a rallumé la guerre entre historiens ; une guerre étrangement déphasée au moment où les célébrations se déroulaient dans un climat de consensus festif. Tout le monde aujourd'hui défend l'héritage des droits de l'homme. Personne ne regrette la royauté, mais nul ne condamnerait Louis XVI à mort. C'est cette France postmoderne respectueuse de toutes les mémoires, amoureuse de toutes les traditions, qui remonte le temps chaque été parmi les foules en costume du Puy-du-Fou ».

#### Sur la guerre de Vendée et sa mémoire
- Frédéric Augris, Henri Forestier, général à 18 ans, Éditions du Choletais, 1996.
- Alphonse de Beauchamp
  - Histoire de la guerre de la Vendée et des chouans, depuis son origine jusqu’à la pacification de 1800, Paris, Éd. Giguet et Michaud, 1806, 3 vol. : tome 1 (lire en ligne) ; tome 2 (lire en ligne) ; tome 3 (lire en ligne). — Plusieurs rééd. chez le même éditeur, dont une en 4 vol. en 1820 qui contient aussi : Histoire secrète du parti royaliste jusqu’au rétablissement des Bourbons.
  - « Mémoires relatifs aux différentes missions royalistes de madame la vicomtesse Turpin de Crissé, et aux opérations de l’armée de la haute Bretagne et du bas Anjou, de 1794 à 1800… », dans Mémoires secrets et inédits pour servir à l’histoire contemporaine…, t. 2, Paris, Éd. Vernarel et Tenon, 1825 (lire sur Wikisource, lire en ligne), p. 225-342.
- Charles Berriat-Saint-Prix, La justice révolutionnaire, août 1792 : Prairial an III, d'après des documents originaux, t. I, Michel Lévy frères, éditeurs, 1870 (lire en ligne).
- Auguste Billaud,
  - Avec Jean d'Herbauges, 1793, la guerre au bocage vendéen, vol. 1, Cholet, édition du Chotelais, 1960, 245 p.
  - La Guerre de Vendée, Fontenay-le-Comte, Nouvelle Édition, 1972, 304 p.
- Jean-Joël Brégeon et Gérard Guicheteau, Nouvelle histoire des guerres de Vendée, Paris, Perrin, 2017, 380 p.
- Marie Breguet, L’Avant-guerre de Vendée. Les questions religieuses à l’Assemblée législative, Paris, Pierre Téqui éditions, 2004, 224 p.  (ISBN 2-7403-1091-9)
- François Chamard, Félix Deniau et François Uzureau, Histoire de la Guerre de la Vendée, 1876-1878, réédition 12 volumes, 4800 pages, J. Siraudeau, Angers, 1978.
- Jean-François Chiappe, La Vendée en armes, Librairie académique Perrin, 1982-1986, 3 tomes.
- Louis-Marie Clénet, Grignion de Montfort Le saint de la Vendée, chapitre XII L'évangilisation de la future Vendée militaire par les mulotins et Conclusion : Grignon de Montfort et les soulèvements vendéens, Librairie académique Perrin, Paris, 1988, 310 p.
- Hervé Coutau-Bégarie et Charles Doré-Graslin (dir.), Histoire militaire des guerres de Vendée, Economica, 2010, 656 p.
- Jacques Crétineau-Joly, Histoire de la Vendée militaire, Paris, Éd. Hivert, 1840-1842, 4 vol. : tome 1 (lire en ligne) ; tome 2 (lire en ligne) ; tome 3 (lire en ligne) ; tome 4 (lire en ligne). — Plusieurs rééd. ; la meilleure est celle du R. P. Jean Emmanuel B. Drochon (Paris, Maison de la bonne presse, 1895-1896) ; elle est enrichie d’illustrations, d’annotations et, surtout, d’un cinquième vol. qui contient un index. Cette rééd. a été réimpr. en 1973 (Paris, Éd. Montpensier), et en 1994 (Cholet, Éd. Pays et terroirs).
- Jean-Marie Crosefinte :
  - Le Sacré-Cœur insigne du combattant vendéen, septembre 1983, coll. « Les guerres de l'Ouest 1793-1796 ».
  - Le costume du combattant vendéen, juillet 1986, coll. « Les guerres de l'Ouest 1793-1796 ».
  - Les drapeaux vendéens, décembre 1988, coll. « Les guerres de l'Ouest 1793-1796 ».
  - L’armement du combattant vendéen, octobre 1989, coll. « Les guerres de l'Ouest 1793-1796 ».
- Nicolas Delahaye,
  - Guide historique des Guerres de Vendée, Éditions Pays et Terroirs, 2005. Un inventaire et des itinéraires de découvertes des hauts lieux de la mémoire.
  - Les 12 Colonnes infernales de Turreau, Éditions Pays et Terroirs. Une synthèse pour découvrir la logique des colonnes de Turreau.
- Lionel Dumarcet, François Athanase Charette de La Contrie : Une histoire véritable, Les 3 Orangers, 1998, 536 p. (ISBN 978-2912883001).
- Roger Dupuy, La République jacobine : Terreur, guerre et gouvernement révolutionnaire 1792-1794. Nouvelle histoire de la France contemporaine, t. II, Éditions Points, 2005, 384 p. (ISBN 978-2020398183).
- Émile Gabory, Les Guerres de Vendée, Éditions Robert Laffont, 1912-1931 (réimpr. 2009), 1476 p.
- Alain Gérard,
  - Par principe d'humanité… : La Terreur et la Vendée, Fayard, 1999, 589 p. (ISBN 978-2213603995). 
  - Vendée : les archives de l'extermination, La Roche-sur-Yon, Centre vendéen de recherches historiques, 2013, 684 p. (ISBN 978-2-911253-55-3). 
  - La Vendée 1789-1793, Éditions Champ Vallon, collection Époques, 1992,  (ISBN 978-2876731608).
  - Vendée !, Éditions Étrave, 1993.
  - Sur les traces de Charette, Roi de la Vendée, Éditions Étrave, 1993.
  - La Guerre de Vendée, Centre vendéen de recherches historiques, collection Les Indispensables, 2006.
- Yves Gras, La guerre de Vendée : 1793-1796, Paris, Economica, 1994, 192 p. (ISBN 2-7178-2600-9). .
- Jacques Hussenet (dir.), « Détruisez la Vendée ! » Regards croisés sur les victimes et destructions de la guerre de Vendée, La Roche-sur-Yon, Centre vendéen de recherches historiques, 2007, 634 p.
- Tanneguy Lehideux (préf. Jacques Villemain), Le Procès du général Turreau : les pièces inédites d'un populicide, Cholet, Pays et Terroirs, 2022, 454 p.
- Hippolyte de La Grimaudière, La Commission Brutus Magnier à Rennes, Société des bibliophiles bretons et de l'histoire de Bretagne, 1879, 178 pages (lire en ligne) (rééd. BiblioBazaar, LLC, 2009, 184 pages, p. 116 et alii).
- Alfred Lallié, Les noyades de Nantes, Nantes, Imprimerie Vincent Forest et Émile Grimaud, 1878, 104 p. (lire en ligne).
- Alfred Lallié, Les prisons de Nantes pendant la Révolution, Nantes, Imprimerie Vincent Forest et Émile Grimaud, 1883, 98 p.
- Edmond Lemière (ouvr. continué par Yves Lemière, éd. par Pierre Le Gall), Bibliographie de la Contre-Révolution dans les provinces de l’Ouest ou des guerres de la Vendée et de la chouannerie : 1793-1815-1832, Saint-Brieuc et Paris, Éd. F. Guyon et H. Champion, 1904-1935, pagination multiple. — L’ouvrage a d’abord paru en fascicules. Rééd. en 1976 (Nantes, Librairie nantaise, 583 p.). Il existe un supplément à cette bibliographie : Yves Vachon, Bibliographie de la Contre-Révolution dans les provinces de l’Ouest ou des guerres de la Vendée et de la chouannerie… pour servir de complément et de supplément jusqu’à nos jours à l’ouvrage de Lemière, avec tables alphabétiques pour les deux ouvrages, Nantes, Librairie nantaise, 1980, 616 p.
- Guy-Marie Lenne, Les Réfugiés de la guerre de Vendée, 1793-1796, Éditions Geste, collection Pays d’histoire, 2003.
- Pol-Erwan Le Tannou, Guerre et Génocide de Vendée, Stellamaris, 2014.
- Anne Rolland-Boulestreau, Les colonnes infernales : violences et guerre civile en Vendée militaire, 1794-1795, Paris, Fayard, 2015, 335 p. , Paris, Fayard, 2015, 335 p.   (ISBN 978-2-213-68151-1), présentation en ligne [archive]).
- Anne Rolland-Boulestreau, Guerre et paix en Vendée, 1794-1796, Paris, Fayard histoire, 2019, 336 p.  (ISBN 978-2-2137-1219-2).
- Anne Rolland-Boulestreau, Punir et détruire en Vendée. La justice d'exception en guerre civile (1793-1794), Fayard, 2023, 318 p.
- Simone Loidreau, Les colonnes infernales en Vendée, Éditions du Choletais, 1994.
- Pierre Marambaud, Les Lucs, la Vendée, la Terreur et la Mémoire, Éditions de l'Etrave, 1993. Cette étude analyse la politique des massacres organisés et planifiés par Turreau aux Lucs-sur-Boulogne.
- Jean-Clément Martin,
  - Une guerre interminable, la Vendée 200 ans après, Éditions Reflets du Passé, Nantes, 1985.
  - Blancs et Bleus dans la Vendée déchirée, Éditions Gallimard, coll. « Découvertes », 1986, 160 p. 
  - La Vendée et la France, 1789-1799, Éditions du Seuil, 1987 (Ouvrage historique de référence qui propose une lecture surplombante des événements et surtout des idéologies à l'œuvre dans la genèse du conflit)
  - La Vendée de la Mémoire, 1800-1980, Éditions du Seuil, 1989.
  - La Loire-Atlantique dans la tourmente révolutionnaire, Éditions Reflets du Passé, Nantes, 1989.
  - Le Massacre des Lucs, Vendée 1794 (en collaboration avec Xavier Lardière), Geste Éditions, La Crèche, 1992.
  - La Vendée en 30 questions, Geste Éditions, La Crèche, 1996.
  - « Charette et le traité de la Jaunaie. La dimension politique d'un chef de guerre », dans et Alain Chantreau (dir.), Charette : l'intinéraire singulier d'un chef vendéen héroïque, Ouest éditions, coll. « Documents et enquêtes : Centre de recherches sur l'histoire du monde atlantique. Université de Nantes », 1996, 180 p. (ISBN 978-2908261257). 
  - Révolution et Contre-révolution en France : les rouages de l'histoire, PU Rennes, 1996, 226 p. (ISBN 978-2868472090, lire en ligne). 
  - La Vendée et la Révolution. Accepter la mémoire pour écrire l'histoire, Paris, Perrin, coll. Tempus, 2007 (Ce livre porte sur la mémoire de la guerre en Vendée et l'influence de cette mémoire sur l'histoire. Il revient sur le débat concernant le « génocide vendéen »)
  - La guerre de Vendée 1793-1800, Paris, Éditions Points, coll. « Points Histoire », 2014, 368 p. (ISBN 978-2757836569). 
  - avec Julien Peltier, Infographie de la Révolution française, Paris/impr. en Espagne, Passés / Composés, 2021, 128 p. (ISBN 978-2379331107).
- Xavier Martin, Sur les droits de l'homme et la Vendée, Dominique Martin Morin, 1995.
- André Montagnon, Les guerres de Vendée 1793-1832, Librairie Académique Perrin, 1974, 416 p. (ISBN 2-262-00244-4)
- Claude Petitfrère,
  - Les Vendéens d’Anjou, Bibliothèque nationale de France, 1981.
  - La Vendée et les Vendéens, Gallimard, collection archives, 1982.
- Philippe Pichot-Bravard, L’Épopée de la Vendée, Versailles/91-Courtaboeuf, Via Romana, 2020, 314 p. (ISBN 978-2372711517)
- Célestin Port, La Vendée Angevine : les origines, l'insurrection (janvier 1789-31 mars 1793), Paris, Hachette, 1888, 2 tomes.
- Michel Ragon, 1793. L'insurrection vendéenne et les malentendus de la Liberté, Albin Michel, 1992.
- Anne Rolland-Boulestreau, « Résonance d'une « perversion » : tanner la peau humaine en Vendée militaire (1793-1794) », Annales de Bretagne et des pays de l'Ouest, Rennes, Presses universitaires de Rennes, t. 120, no 1,‎ mars 2013, p. 163-182 (lire en ligne).
- Anne Rolland-Boulestreau, « Micro-histoire et terreur en province : itinéraire d'un « général incendiaire » en Vendée militaire (mars-juillet 1794) », Annales historiques de la Révolution française, no 380,‎ juin 2015, p. 25-44 (lire en ligne).
- Anne Rolland-Boulestreau, Les colonnes infernales : violences et guerre civile en Vendée militaire, 1794-1795, Paris, Fayard, 2015, 335 p. (ISBN 978-2-213-68151-1, présentation en ligne).
- Anne Rolland-Boulestreau, Guerre et Paix en Vendée, 1794-1796, Fayard, 2019.
- Raphaël Rousseleau, « L’esprit et les lieux. Généalogie et usage de clichés paysagers vendéens », Genèses, no 44, 2001/3
- Gérard Saclier de La Bâtie (préf. François-Xavier de Bourbon-Parme), Vendée sancerroise, 1796, Société de Presse Berrichonne, 1971, 92 p.
- Jean Julien Michel Savary, Guerres des Vendéens et des Chouans contre la République, t. I, Paris, Baudoin Frères, Libraires-éditeurs, 1824, 466 p. (lire en ligne).
- Jean Julien Michel Savary, Guerres des Vendéens et des Chouans contre la République, t. II, Paris, Baudoin Frères, Libraires-éditeurs, 1824, 515 p. (lire en ligne).
- Jean Julien Michel Savary, Guerres des Vendéens et des Chouans contre la République française, t. III, Paris, Baudoin Frères, Libraires-éditeurs, 1825, 588 p. (lire en ligne).
- Jean Julien Michel Savary, Guerres des Vendéens et des Chouans contre la République, t. IV, Paris, Baudoin Frères, Libraires-éditeurs, 1825, 508 p. (lire en ligne).
- Jean Julien Michel Savary, Guerres des Vendéens et des Chouans contre la République, t. V, Paris, Baudoin Frères, Libraires-éditeurs, 1827, 419 p. (lire en ligne).
- Jean Julien Michel Savary, Guerres des Vendéens et des Chouans contre la République, t. VI, Paris, Baudoin Frères, Libraires-éditeurs, 1827, 360 p. (lire en ligne).
- Reynald Secher,
  - La Vendée-Vengé, Le génocide franco-français, PUF, 1986.
  - Gracchus Babeuf. La guerre de la Vendée & le système de dépopulation, Tallandier, collection « In-Texte », 1987.
  - La guerre de Vendée : itinéraire de la Vendée militaire, Tallandier, collection Guides Historia, 1989.
  - La désinformation autour des guerres de Vendée et du génocide vendéen, Atelier Fol'Fer éditions, collection L'étoile du Berger, 2009.
  - Vendée : du génocide au mémoricide : Mécanique d'un crime légal contre l'humanité, Préface d'Hélène Piralian, Stéphane Courtois et Gilles-William Goldnadel, éd. du Cerf, 2011.
- Isabelle Soulard, Les Femmes dans la guerre de Vendée : Vendée, Maine-et-Loire, Loire-Atlantique, deux-Sèvres, Geste, 2006, 190 p. (ISBN 9782845612341)
- Paul Tallonneau, Les Lucs et le génocide vendéen : comment on a manipulé les textes, éditions Hécate, 1993.
- Thierry Trimoreau (sous la direction de) : Massacres au Mans en 1793, la Vendée et la Virée de Galerne, éditions Siloë, Laval, 2009.
- Louis Marie Turreau, Mémoires de Turreau pour servir à l'histoire de la guerre de vendée, Éditions Pays et Terroirs 2007. Justifications de l'organisateur des massacres et des colonnes infernales.
- Eugène Veuillot, Les Guerres de la Vendée et de la Bretagne : (1790-1832), Paris, Éd. Sagnier et Bray, 1847, VIII-500 p. — Rééd. en 1853 [lire en ligne] et en 1868 (même éditeur).
- Jacques Villemain, Vendée, 1793-1794 : Crime de guerre ? Crime contre l'humanité ? Génocide ? Une étude juridique, Le Cerf, 2017.
- Gérard Walter, La Guerre de Vendée, Paris, Plon, 1953.

#### Mémoires, souvenirs, correspondances
- Olivier d’Argens, Mémoires d’Olivier d’Argens et correspondances des généraux Charette, Stofflet, Puisaye, d’Autichamp, Frotté, Cormatin, Botherel, de l’abbé Bernier, etc. pour servir à l’histoire de la guerre civile de 1793 à 1796, Paris, Éd. Ladvocat, coll. « Collection des mémoires des maréchaux de France et des généraux français », 1824, 554 p. (lire en ligne). — Initialement paru sous le titre : Correspondance secrète de Charette, Stofflet, Puisaye… suivie du Journal d’Olivier d’Argens, et du code politique et civil qui a régi la Vendée pendant le temps de la rebellion…, Paris, Éd. F. Buisson, an vii 1798-1799, 2 vol. pag. 1-647 (lire en ligne).
- Dominique Aubertin, Mémoires inédits sur la guerre de la Vendée, Paris, Éd. Ladvocat, coll. « Collection des mémoires des maréchaux de France et des généraux français », 1823 (lire en ligne). — Publiés avec les Mémoires du général Joseph Hugo (voir à ce nom). L'ensemble comprend 3 vol., les Mémoires d'Aubertin occupent les p. 3-175 du 1er tome.
- Amédée de Béjarry, Souvenirs vendéens, Nantes, Éd. E. Grimaud, 1884, 248 p. — Rééd. en 1981 (Janzé, Éd. Y. Salmon  (ISBN 2-903414-07-6)).
- Jean-Claude-Gauthier-Louis de Benaben (publ. par Arsène Launay), Correspondance et papiers de Benaben, Paris, Éd. A. Sauton, 1886, 166 p. (lire en ligne).
- Alexandre Billard de Veaux, Mémoires de Billard de Veaux, ancien chef vendéen, ou Biographie des personnes marquantes de la chouannerie et de la Vendée…, Paris, Éd. Lecointe et Pougin, 1832, 3 vol. : tome 1 (lire en ligne) ; tome 2 (lire en ligne) ; tome 3 (lire en ligne). — Rééd. en 1838-1840 sous le titre : Bréviaire du Vendéen, à l’usage des habitants de l’Ouest… (Paris, chez l’aut., 3 vol.).
- Marquise de Bonchamps (rédigés par madame la comtesse de Genlis), Mémoires de madame la marquise de Bonchamps sur la Vendée, Paris, Éd. Baudouin frères, coll. « Collection des mémoires relatifs à la Révolution française », 1823, VI-176 p. (lire en ligne). — Rééd. en 1890 dans le collectif intitulé : Mémoires sur la guerre de la Vendée et l’expédition de Quiberon (Paris, Éd. Firmin-Didot, coll. « Bibliothèque des mémoires relatifs à l’histoire de France pendant le XVIIIe siècle »), et en 1981 (Janzé, Éd. Y. Salmon  (ISBN 2-903414-10-6)).
- Renée Bordereau, Mémoires de Renée Bordereau, dite Langevin, touchant sa vie militaire dans la Vendée…, Paris, Éd. L.-G. Michaud, 1814, 64 p. (lire en ligne). — Rééd. en 1888 (Niort, Typogr. de L. Favre, II-47 p.).
- Marin Boutillier de Saint-André (introd., notes, notices et pièces justificatives par M. l’abbé Eugène Bossard), Mémoires d’un père à ses enfants : une famille vendéenne pendant la grande guerre (1793-1795), Paris, Éd. Plon-Nourrit, 1896, LIV-373 p. (lire en ligne). — Rééd. en 1980 (Cholet, Éd. du Choletais), et en 1994 (Cholet, Éd. du Bocage  (ISBN 2-908048-12-4)).
- Maurice-Casimir Boutillier de Saint-André (publiés et annotés par l’abbé Rousseau), Une famille mortagnaise pendant la guerre de Vendée, 1793 : mémoires inédits…, Vannes, Éd. Lafolye frères, 1909, 34 p. — Extrait de la Revue du Bas-Poitou.
- Pauline de Candé (publiés et annotés par Aurélien de Courson), Une jeune fille à l’Armée vendéenne, 1793 : souvenirs inédits…, Paris, Libr. des Saints-Pères, coll. « Bibliothèque de lectures historiques », ca 1915, 236 p. — Rééd. en 2001 sous le titre : Mémoires de Pauline Gontard des Chevalleries (Ingrandes-sur-Loire, Éd. Vendée militaire, coll. « Paroisses et soldats de l’armée vendéenne »).
- Joseph Clemanceau, Le Prisonnier de la Vendée, 13 mars-9 octobre 1793 : récit vécu…, Souligne-sous-Ballon, s. n., 1968, 184 p. — Cette relation est suivie de biographies et d’anecdotes, par Hervé de Lorgeril.
- Françoise Desprès, Détails historiques sur les services de Françoise Desprès, employée dans les armées royales de la Vendée depuis 1793 jusqu’en 1815… écrits par elle-même, Paris, Éd. L.-G. Michaud, 1817, 67 p. (lire en ligne). — Rééd. en 2006 (Cholet, Éd. Pays et terroirs, coll. « Témoins des guerres de Vendée »  (ISBN 2-7516-0119-7)).
- Pierre Devaud (introd. et notes par L. Augereau), Mémoires de Pierre Devaud sur les guerres de la Vendée, Nantes, Impr. de V. Forest et E. Grimaud, 1882, 71 p. (lire en ligne).
- Pierre Durand, Mémoires sur la Vendée, comprenant les mémoires inédits d’un ancien administrateur militaire des armées républicaines…, Paris, Éd. Baudouin frères, coll. « Collection des mémoires relatifs à la Révolution française », 1823, 224 p. (lire en ligne). — L’« administrateur militaire » est Pierre Durand. Ce vol. contient aussi les Mémoires de madame de Sapinaud (voir à ce nom).
- Georges Du Tressay, Puitesson : souvenirs de l’émigration et des guerres de la Vendée, Paris, Éd. Lecoffre fils, 1873, VI-177 p. (lire en ligne).
- Maurice Duviquet (publiés par Frédéric Masson), Souvenirs de Maurice Duviquet : Vendée armée de réserve, la Westphalie sous Jérôme-Napoléon (1773-1814), Paris, Éd. P. Ollendorff, 1905, XIV-328 p. (lire en ligne).
- Simon Gruget
  - Les Fusillades du Champ-des-Martyrs : mémoire rédigé en 1816 (publ. et annoté par Émile Queruau-Lamerie), Angers, Éd. Germain et G. Grassin, 1893, 129 p. (lire en ligne). — Extrait de la Revue de l’Anjou.
  - Simon-Jean Gruget (publ. par E. L., annotés par Émile Queruau-Lamerie), Mémoires et journal de l’abbé Gruget, curé de la Trinité d'Angers, Angers, Éd. Germain et G. Grassin, 1902, 214 p. (lire en ligne). — Extrait de la Revue de l’Anjou.
- Fortuné Guyon de Rochecotte (rédigés sur ses papiers par Alphonse de Beauchamp), Mémoires du comte Fortuné de Rochecotte… commandant en chef les royalistes du Maine, du Perche et du pays chartrain, en 1795-96-97 et 98, Paris, Éd. A. Eymery, 1818, VIII-260 p. (lire en ligne).
- Joseph Hugo, Mémoires du général Hugo, gouverneur de plusieurs provinces…, Paris, Éd. Ladvocat, coll. « Collection des mémoires des maréchaux de France et des généraux français », 1823, 3 vol. : tome 1 (lire en ligne) ; tome 2 (lire en ligne) ; tome 3 (lire en ligne). — Le père de Victor Hugo consacre une partie de ses Mémoires à la guerre de Vendée. En tête du premier volume se trouvent les Mémoires du général Aubertin (voir à ce nom). — Le récit du général Hugo a été réédité (et fortement allégé) en 1934 (Paris, Éd. Excelsior, coll. « Jadis et naguère »).
- Marc-Antoine Jullien (notes recueillies par Édouard Lockroy), Une mission en Vendée : 1793, Paris, Éd. P. Ollendorff, 1893, VIII-347 p. (lire en ligne)
- Jean-Baptiste Kléber, Mémoires politiques et militaires 1793-1794, Tallandier, coll. « In-Texte », 1989, 346 p. (ISBN 978-2235018210, lire en ligne). .
- Jean-Baptiste Kléber (éd. par Henri Baguenier-Désormeaux), Kléber en Vendée (1793-1794), Paris, Éd. A. Picard et fils, coll. « Publications de la Société d’histoire contemporaine » (no 37), 1907, XXXVII-565 p. (lire en ligne). — Réunit les Mémoires militaires du général Kléber pour servir à l’histoire de la guerre de la Vendée et le Livre d’ordres du général Kléber. — Rééd. des Mémoires en 1989 (Paris, Éd. Tallandier, coll. « In-texte »  (ISBN 2-235-01821-1)).
- Comtesse de La Bouëre (préf. Charles-Albert Costa de Beauregard), Souvenirs de la comtesse de La Bouëre : la guerre de la Vendée, 1793-1796, Paris, Éd. Plon-Nourrit, 1890, XVI-363 p. (lire en ligne). — Rééd. en 1934 (même éd.), et en 1994 (Cholet, Éd. du Bocage  (ISBN 2-908048-11-6)).
- Marquise de La Rochejaquelein (éd. par le baron de Barante), Mémoires de madame la marquise de La Rochejaquelein, écrits par elle-même…, Bordeaux, Éd. Racle, 1814, IV-299-278 — Plusieurs rééd. « revues et corrigées », dont une en 1823 (Paris, Baudouin frère [lire en ligne]). En 1889, Julien Gaston Du Vergier, petit-fils de madame de La Rochejaquelein, a publié une éd. d’après le manuscrit autographe de l’aut. (Paris, Éd. Bourloton [lire en ligne]) ; cette éd. a été réimprimée plusieurs fois : en 1977 (Marseille, Laffitte), par exemple, ou en 1994 (Cholet, Éd. du Bocage  (ISBN 2-908048-04-3)).
- Jean Hector Legros, Mes rêves dans mon exil, ou Coup-d’œil politique et militaire sur la Vendée…, Blois, Impr. de J.-F. Billault, 3e année rép. 1794-1795, 88 p. (lire en ligne).
- Joseph-Marie Lequinio, Guerre de la Vendée et des chouans, Paris, Éd. Pougin, Petit, Debrai et Maret, an iii 1794-1795, 250 p. (lire en ligne). — Rééd. en 1995 (Cholet, Éd. du Bocage  (ISBN 2-908048-25-6)), et en 2012 (La Roche-sur-Yon, Centre vendéen de recherches historiques  (ISBN 978-2-911253-51-5) et Rungis, Éd. Maxtor  (ISBN 979-10-208-0031-2)).
- Louis-Prosper Lofficial (publié par C. Leroux-Cesbron, préf. Henri Baguenier-Désormeaux), Journal d’un conventionnel en Vendée (décembre 1794-juillet 1795), Paris, Éd. E. Flammarion, 1896, VI-207 p. (lire en ligne).
- André Mercier du Rocher (éd. par Thérèse Rouchette), Mémoires pour servir à l’histoire de la guerre de Vendée, Loudéac, Éd. Y. Salmon, 1989, XI-408 p. (ISBN 2-903414-46-7).
- Jacques Mocquereau de La Barrie (éd. et annoté par Gustave Bord), Mes trois mois de prison dans la Vendée : mémoires d’un capitaine des volontaires de Sillé-le-Guillaume envoyé en Vendée en 1793, Nantes, Impr. de V. Forest et E. Grimaud, 1882, 55 p. (lire en ligne). — Rééd. en 1999 dans Paroisses et soldats de l’armée vendéenne (Ingrandes-sur-Loire, Éd. D. Lambert de La Douasnerie), et en 2008 (Cholet, Éd. Pays et terroirs  (ISBN 978-2-7516-0221-4)).
- Louis Monnier (publiés et annotés par l’abbé Félix Deniau), Mémoires sur la guerre de la Vendée : 1793-1799, Angers, Éd. Germain et G. Grassin, 1896, 120 p. (lire en ligne). — Extrait de la Revue de l’Anjou.
- René Pauvert (publiés par Aymard de Saint-Saud), Souvenirs de Pauvert, officier supérieur et commissaire général des vivres de l’armée vendéenne, sur la guerre de Vendée, Luçon, Éd. M. Bideaux, 1910, 47 p. — Rééd. en 1993 dans : Paroisses et soldats de l’armée vendéenne, t. XIX (Angers, Éd. D. Lambert de la Douasnerie). Cette rééd. contient aussi : Rapport sur la Vendée, par Bertrand Barère de Vieuzac.
- François Piet, Mémoires laissés à mon fils, Noirmoutier, chez l’aut., 1806, VIII-618 p. — Imprimés par l’aut. à 16 ex. Rééd. en 1982 sous le titre : Mémoires sur l’île de Noirmoutier (Marseille, Laffitte  (ISBN 2-7348-0037-3)). Cette rééd. contient aussi : Recherches topographiques, statistiques et historiques sur l’île de Noirmoutier, du même aut. Autre rééd. (sous le même titre) en 1989 (Paris, Éd. J.-M. Place, coll. « Les Cahiers de Gradhiva »  (ISBN 2-85893-111-9)). — Témoin de l’insurrection vendéenne, F. Piet fut maire de Noirmoutier jusqu’en 1804.
- Bertrand Poirier de Beauvais
  - Aperçu sur la guerre de la Vendée : extrait des mémoires manuscrits du général Beauvais, Londres, chez l’aut., 1798, 92 p. (lire en ligne). — Doit être complété par : Post-scriptum à l’Histoire de la guerre de la Vendée…, Francfort, s. n., 1800, II-124 p. (lire en ligne).
  - Mémoires intéressants, véridiques et impartiaux sur la guerre de la Vendée, dans lesquels sont relevées les fausses assertions de Turreau…, Niort, Impr. de L. Favre, 1886, IV-72 p. — Les Mémoires complets ont paru sous le titre :
  - Mémoires inédits de Bertrand Poirier de Beauvais, commandant général de l’artillerie des armées de la Vendée (publiés par la comtesse de La Bouëre), Paris, Éd. Plon-Nourrit, 1893, XVI-392 p. (lire en ligne). — Rééd. en 1983 (Cholet, Éd. du Choletais), et en 1994 (Cholet, Éd. du Bocage  (ISBN 2-908048-13-2)).
- Jean Rossignol (publ. avec une préf. par Victor Barrucand), La Vie véritable du citoyen Jean Rossignol, vainqueur de la Bastille et général en chef des armées de la République dans la guerre de Vendée : 1759-1802, Paris, Éd. Plon-Nourrit, 1896, XXIII-383 p. — Rééd. en 1933 (même éd.).
- Jeanne Ambroise de Sapinaud de Boishuguet, Mémoires sur la Vendée, comprenant les Mémoires inédits d’un ancien administrateur militaire des armées républicaines et ceux de Mme de Sapinaud…, Paris, Éd. Baudouin frères, coll. « Collection des mémoires relatifs à la Révolution française », 1823 (lire en ligne). — L’« administrateur militaire » cité dans le titre est Pierre Durand (voir à ce nom). — Rééd. en 1824 (Paris, Éd. Audin) sous le titre : Mémoires de madame de Sapinaud sur la Vendée (lire en ligne). Cette rééd. contient en plus : Voyage fait dans la Vendée en 1820, par Jean de Sapinaud de Boishuguet.
- Toussaint-Ambroise Talour de La Cartrie (trad. Pierre-Amédée Pichot, préf. Frédéric Masson), Un Vendéen sous la Terreur : mémoires inédits…, Paris, Sté des publications littéraires illustrées, 1910, 315 p. (lire en ligne). — Le traducteur a travaillé sur la transcription anglaise du manuscrit original. — Rééd. en 1988 (Cholet, Éd. du Choletais).
- Antoine Tortat (introd. signé « G. T. » [Gaston Tortat]), Extrait des Mémoires d’Antoine Tortat : 1775-1795, Saint-Denis, Impr. H. Bouillant, 1908, 31 p. — Extrait de la Correspondance historique et archéologique, 1908 à 1911. Rééd. en 1911 (Paris, Éd. H. Champion). — Témoin de l’insurrection vendéenne, Tortat fut ensuite maire de La Roche-sur-Yon.
- Louis Marie Turreau, Mémoires pour servir à l’histoire de la guerre de la Vendée, Évreux et Paris, Impr. des frères Chaumont et chez J.-B. Louvet et Desenne, 1795, 244 p. (lire en ligne). — 2e éd. en 1815 (Paris, chez les Marchands de nouveautés) ; rééd. en 1824 (Paris, Éd. Baudouin frères, « Collection des mémoires relatifs à la Révolution française »), en 1992 sous le titre : Turreau en Vendée : mémoires et correspondance (Cholet, Éd. du Choletais  (ISBN 2-902052-57-X)), et en 2007 (Cholet, Éd. Pays et terroirs  (ISBN 2-7516-0185-5)).
- Jacques de Vauban, Mémoires pour servir à l’histoire de la guerre de la Vendée, Paris, Maison de commission en librairie, 1806, 456 p. (lire en ligne). — Paru sous l’anonymat. Le manuscrit original de ces mémoires aurait été revu par Alphonse de Beauchamp. — Rééd. en 1890 dans le collectif intitulé : Mémoires sur la guerre de la Vendée et l’expédition de Quiberon (Paris, Éd. Firmin-Didot, coll. « Bibliothèque des mémoires relatifs à l’histoire de France pendant le XVIIIe siècle (no 3), et en 2013 (Nîmes, Éd. C. Lacour-Ollé, coll. « Redivida »  (ISBN 978-2-7504-3225-6)).
- Jean-Antoine Vial, Causes de la guerre de la Vendée et des chouans, et l’amnistie manquée, Angers, Impr. de Jahyer et Geslin, an iii 1794-1795, VIII-223 p. (lire en ligne). — L'aut. a été procureur général syndic de Maine-et-Loire.
- François-Joseph Westermann, Campagne de la Vendée du général de brigade Westermann…, Paris, Impr. rue du Théâtre-Français, an 2e de la république française 1793-1794, 42 p. (lire en ligne). — Rééd. en 1998 (Ingrandes-sur-Loire, Éd. D. Lambert de La Douasnerie, coll. « Paroisses et soldats de l'armée vendéenne »).

#### Sur la Révolution française en général, et la Contre-révolution
- Bernard Chupin, Vendée 1794 - Rwanda 1994 : deux génocides qui se ressemblent, éditions Fol'Fer, 2014.
- Louis-Marie Clénet, La Contre-révolution, Paris, Presses universitaires de France, coll. « Que sais-je ? », 1999.
- Roger Dupuy, Nouvelle histoire de la France contemporaine, t. 2 : La République jacobine : Terreur, guerre et gouvernement révolutionnaire, 1792-1794, Paris, Éditions du Seuil, coll. « Points. Histoire » (no 102), 2005, 366 p. (ISBN 2-02-039818-4, présentation en ligne).
- Jacques Godechot, La Contre-révolution, doctrine et action (1789-1804), PUF, 1961
- (en) Donald Greer, The Incidence of the Terror during the French Revolution : A Statistical Interpretation, Cambridge, Harvard University Press, coll. « Harvard historical monographs » (no VIII), 1935, VI-196 p. (présentation en ligne).
- Jean-Clément Martin,
  - Contre-Révolution, Révolution et Nation en France, 1789-1799, éditions du Seuil, collection Points, 1998.
  - Violence et Révolution. Essai sur la naissance d'un mythe national, éditions du Seuil, 2006.
- Albert Soboul,
  - (dir.), Dictionnaire historique de la Révolution française, Quadrige/PUF, 1989
  - La Révolution française, Gallimard, collection Tel, 1982, réédition, 1997.
- Michel Vovelle, La Chute de la monarchie, 1787-1792, tome 1 de la Nouvelle histoire de la France contemporaine, éditions du Seuil, collection Points, 1972.
- Denis Woronoff, La République bourgeoise de Thermidor à Brumaire. 1794-1799, tome 3 de la Nouvelle Histoire de la France contemporaine.

#### Romans
- Honoré de Balzac, Les Chouans, 1829 dans Scènes de la vie militaire de La Comédie humaine
- Anthony Trollope, La Vendée, 1850
- Jules Barbey d'Aurevilly L'Ensorcelée, 1852, Le Chevalier Des Touches, 1864.
- Émile Souvestre, Scènes de la chouannerie, 1858.
- Jules Verne, Le Comte de Chanteleine, 1864.
- Alexandre Dumas, Les Blancs et les Bleus, 1867, Blanche de Beaulieu, 1826.
- Victor Hugo, Quatrevingt-treize, 1874.
- Paul Féval, Chouans et Bleus, 1879.
- Paul Morand, Parfaite de Saligny (nouvelle), dans : Nouvelles du cœur, 1965
- Georges Bordonove, Les Armes à la main, 1955 ; Le Dernier Chouan, 1976. ;
- Ernest Pérochon, Le cri du Chouan, réunit : Les Endiablées et Barbérine des genêts, 1976 (publication posthume)
- Michel Ragon, Les Mouchoirs rouges de Cholet, 1984, La Louve de Mervent, 1985, Le Marin des Sables, 1987, Le Cocher du Boiroux, 1992.
- Pierre Bordage, L'Enjomineur, Atalante, 3 tomes (1792, 1793, 1794), 2004-2006 (fantasy).
- François Cérésa, Le lys blanc, l'Archipel, 2015
- Marie-Laure de Cazotte, Ceux du fleuve, 2020

#### Littérature de jeunesse
- Henri Servien, Petite Histoire des Guerres de Vendée, éd. de Chiré, illustré par René Follet, 1983.
- Reynald Secher et René Le Honzec, Vendée, 1789-1801, bande dessinée, Fleurus, 1989, éditions Reynald Secher, 1994.
- Yves Swolfs, Dampierre, Glénat, bande dessinée, 10 albums, 1988-2002.

### Filmographie
- 1900 : Les Compagnons de Jéhu réalisateur inconnu.

- 1909 :
  - Henri Lavedan, l’Épi.
  - Gérard Bourgeois, La Vendéenne
  - Latium Film, Una congiura sotto Napoleone
  - Luigi Maggi, Le Petit Vendéen (Il piccolo vandeano)
  - Réalisateur inconnu, Vandea (Rivoluzione Francese)
  - Gérard Bourgeois, Bara, le petit tambour de la République
  - Victorin Jasset, Face à face (épisode de la guerre de Vendée)
  - Mario Caserini, L’Insurgé de la Vendée (L’insorto della Vandea)

- 1910 :
  - Camille de Morlhon, Soldat et Marquise.
  - Louis Feuillade, Au temps de la Chouannerie.
  - Luigi Maggi, Le denier de Judas (Il danaro di Giuda (Vandea 1793).
  - Société Française des Films Eclair, Martyre d’amour (Épisode de la guerre de Vendée).

- 1911 :
  - Gérard Bourgeois, Cadoudal.
  - Réalisateur inconnu, Il marchese di Lantenac.

- 1912 : SCAGL-Pathé Frères, Pour son seigneur.
- 1914 :
  - Cines, L’emigrato della Vandea.
  - Pierre Bressol, Un Chouan.
- 1920 : André Antoine, Albert Capellani et Léonard Antoine, Quatre-vingt-treize.
- 1921 : Gianni Bistolfi, Un Chouan (Una notte senza domani).
- 1926 : Luitz-Morat, Jean Chouan.
- 1947 : Henri Calef, Les Chouans.
- 1954 : Richard Pottier, Les Révoltés de Lomanach.
- 1955 : René Lucot, Marceau ou Les Enfants de la République.
- 1956 : John Lemont, Fortunes of War.
- 1961 : René Lucot, Marceau ou Les Enfants de la République.
- 1962 : Alain Boudet, Quatre-vingt treize.
- 1966 :
  - Jean-Claude Bonnardot, Le Chevalier Des Touches.
  - Michel Drach, Les Compagnons de Jéhu.
- 1971 : Jean-Paul Rappeneau, Les Mariés de l'an II.
- 1974 : Henri de Turenne et Daniel Costelle, Les Grandes Batailles du passé.
- 1978 : Claude-Jean Bonnardot, Quand flambait le bocage.
- 1981 :
  - Yannick Andréi, Blanc, Bleu, Rouge (Unter der Trikolore).
  - Jean Prat, l’Ensorcelée.
- 1988 : Philippe de Broca, Chouans !.
- 1989 : Bernard Favre, Vent de Galerne.
- 1993 : Jacques Dupont, Les Vendéens, sur France 3
- 1999 :
  - Patrick Lau, The Scarlet Pimpernel.
  - Andrew Grieve, Horatio Hornblower: épisode The Wrong War.

- 2014 : Nina Companeez, Le Général du roi.
- 2017 : Daniel Rabourdin, La Rébellion cachée. La guerre de Vendée pendant la Révolution Française.
- 2018 : Guillaume Laidet, Les Manants du roi : Vendée 1793-1796.
- 2023 : Vaincre ou mourir de Paul Mignot et Vincent Mottez.

### Œuvres musicales liées
- Album Chante la Vendée Militaire (La Chouannerie), par Catherine Garret, 1977.
- Album Vendée 1792-1796, par le Chœur Montjoie Saint-Denis, 2005 (réédition en 2016).
- EP Guerres de Vendée: Chouans, par Jean-Pax Méfret, 2006.
- Le groupe français de black/folk metal Paydretz concentre son œuvre autour des Guerres de Vendée et des Chouanneries.

### Spectacle
- La Cinéscénie du Puy du Fou depuis 1978
- Le refuge de Graslas, depuis 1989
- Charette ou la victoire des vaincus, Jacques Raveleau-Duparc, 1992, 2002, 2015[450]
- Bonchamps, Jacques Raveleau-Duparc, 2009, 2019[451]
- Le Chemin de la mémoire, au Puy du Fou (1991-2017)
- Le Dernier Panache au Puy du Fou depuis 2016
- Requiem pour Soubise, Association Recordatio, 2024[452]
- Le Choix des Armes, Association Recordatio, 2024, sur Jacques Cathelineau[453]
- Beauchêne : Un mystérieux héritage à l'abbaye Notre-Dame de Beauchêne à Cerizay (Deux-Sèvres) depuis 2022, sur Jeanne Robin, Victoire de La Rochejaquelein, Louis Grignon et Louis de Lescure.